# NARUTO -ナルト-の登場人物
NARUTO -ナルト-の登場人物（ナルトのとうじょうじんぶつ）では、漫画『NARUTO -ナルト-』およびそれを原作にした同名のアニメ（第一部、第二部の疾風伝）に登場する架空の人物を列挙する。
- アニメ版のオリジナルキャラクターについてはNARUTO -ナルト- (アニメ)およびNARUTO -ナルト- 疾風伝を参照。
- 映画版のオリジナルキャラクターについてはそれぞれの作品の記事を参照。
- BORUTO-ボルト- -NARUTO NEXT GENERATIONS-および外伝『七代目火影と緋色の花つ月』、『満ちた月が照らす道』の登場人物についてはBORUTO-ボルト- -NARUTO NEXT GENERATIONS-#登場人物を参照。

担当俳優はライブ・スペクタクル版 / 忍者イリュージョン版 / 歌舞伎版の順。1人のみ記載の場合は、特別記載がなければライブ・スペクタクル版の俳優。

## 木ノ葉隠れの里（火の国）

### ナルトの同期生達
班には、ナルトの同期生と彼らの担当上忍がそれぞれ所属する。第三班のメンバーは担当上忍のガイの判断で1度中忍試験への参加を見送っており、彼らは1期上となるが中忍試験には他の3つの班と同時期に参加しており、以降も交友関係が続いている。

#### 第七班
ナルト・サクラ・サスケ・カカシの四人一組（フォーマンセル）。サスケが里を抜けナルトが修行に出てからは一時解散状態となり、ナルト帰還後からは隊長代行としてヤマトが、サスケの補充要員としてサイが加わる。ナルト・サスケ・サクラの三人は、それぞれ伝説の三忍に師事していたことがある。
はたけカカシ
声 - 井上和彦、田村睦心（幼少）
演 - 君沢ユウキ / 岩﨑大 / 嘉島典俊
第七班の教官。後に、六代目火影となる。異名は「写輪眼のカカシ」「コピー忍者」。
うずまきナルト
声 - 竹内順子、小暮英麻（ナルコ変身時）
演 - 松岡広大（幼少期 - 知念紗耶）（2015年 - 2019年）→中尾暢樹（幼少期 - 倉知あゆか）（2021年以降）、元木聖也（2016年ワールドツアー・上海以外） / 屋良朝幸 / 坂東巳之助
本作の主人公。自らの体内に九尾の妖狐を宿している人柱力。「だってばよ」を語尾につけるのが口癖。ラーメンが好き。
うちはサスケ
声 - 杉山紀彰、東山奈央（乳児期・幼児期）
演 - 佐藤流司（幼少期 - 肥田野好美）、櫻井圭登（2016年ワールドツアー） / 町田慎吾 / 中村隼人
ナルトの親友でライバル。うちは一族の末裔。第二部からは抜け忍となりナルト達と一度は敵対するも、第四次忍界大戦にて復帰する。
春野サクラ（はるの サクラ）
声 - 中村千絵
演 - 伊藤優衣 / 三倉茉奈・三倉佳奈（ダブルキャスト） / 中村梅丸
本作のヒロイン。第七班の紅一点。第二部からは綱手の下で医療忍術を会得する。
ヤマト
声 - 小山力也、合田絵利（幼少）
演 - 藤田玲
第二部から登場。ヘッドギアを着けた男性で普段は温和な雰囲気を保っているが、時には厳しい対応も辞さない一面も持つ。風影奪還任務の後、極度の疲労により任務に参加できなくなったカカシの代役として、暗部から選抜された。五代目火影・綱手からは「三代目在任の時からの暗部の一番の使い手」と称される程の腕。ヤマトの名は本名ではなく三代目火影・ヒルゼンより与えられたものであり、外伝「カカシ暗部編」で根に所属していた時期のコードネームは「甲」である（アニオリ設定）他、カカシからはかつてのある任務での出来事に由来して「テンゾウ」と呼ばれることがある。
その正体は大蛇丸によって初代火影・柱間の遺伝子を組み込まれた実験体の唯一の生き残りであり、そのため柱間の血継限界である木遁を操ることができる。また、木遁の力が必要とされる対人柱力用の特殊な封印術を使えるため、ナルトの九尾の力が暴走しないよう抑え込むという目的もかねて第七班に組み込まれた。アニメ版オリジナルストーリー「カカシ暗部篇」では幼少期にはダンゾウが指揮を執る「根」に所属していたが、後に以前偶然知り合ったカカシの写輪眼を奪えとの任務を拒否したことで、記憶を操作されそうになったところをカカシに助けられ、その後ヒルゼンの命により火影直轄の暗部に異動されたとの経緯が明らかになった。
第二部では天地橋の任務でカカシに代わり第七班の部隊長代行として任務に参加したほか、任務後に行われたナルトの修行にカカシと共に付き合い、ナルトの持つ九尾の力の暴走を抑える役割を果たした。その直後の暁の飛段・角都との戦闘にも参加し、角都の攻撃で窮地に陥ったカカシたちを間一髪で救った。イタチ捕獲の任務でもカカシが第八班の隊長代理を務めたため、引き続き第七班の隊長代理を務めた。ペイン襲来後は里から復興役を命じられ、木遁で大量の仮設住宅を建設していた。
第四次忍界大戦の直前には、ナルトを隔離するため彼の世話役として雲隠れの孤島・島亀に向かい、ナルトの尾獣コントロール修行に付き合っていたが、ナルトとキラービーを捕まえに来たカブトに拉致され暁の本拠地に連行されて情報を提供させられた後、十万体の白ゼツを強化するために肉体を利用された。大戦終盤にはトビ（面の男）が戦うための「中身」として操られ、無限月読の発動後はトビから解放されたものの、幻術に囚われ神樹に取り込まれた。
忍界大戦後は暗部の任務に戻り、主に大蛇丸の動向監視を行っている。一方でナルトたちとの交流も続いており、彼とヒナタの結婚式の設営を任されるだけでなく「記念品に新居ないしは家具を送ろうか」と示唆していた。外伝『七代目火影と緋色の花つ月』では、より老けた容姿をしているが、大蛇丸監視の任務は継続している。
サイ
声 - 日野聡
演 - 北村諒（2017年）→定本楓馬（2019年以降）
第二部から登場。木ノ葉隠れの里の暗部養成機関「根」の所属であり、サスケの里抜けに伴い欠員が生じた第七班に配属された。「サイ」という名は第七班配属にあたり根の指導者であるダンゾウに与えられたコードネームであり、本名は不明。年齢は第三班のメンバーと同じでナルト達より1つ上である。肌は色白で、周囲からは容姿が少しサスケに似ていると言われている。高い戦闘能力を持つほか、絵を実体化して操る「忍法・超獣偽画」を使用する。ダンゾウからは「（32巻時点で）里の同世代の誰よりも強い」と評されている。
根では一切の感情を殺すよう訓練を受けてきたためコミュニケーションは苦手であり、当初は毒舌な言葉からチームメイトのナルトやサクラとしばしば対立していた。その後第七班での初めての任務を経て徐々にナルト達と打ち解けるようになったものの、それでも相手に対して思ったことを率直に口にして怒らせることがよくあり、サクラにブスと言ったことで殴られるなど自ら火種をまいている。分からないことがあると本を読むが、読解力等に難があり裏目に出ることが多い。肉親はいないが、幼い頃に知り合った根の先輩であるシンのことは兄同然に慕っていた。
天地橋の任務で第七班での初の任務に赴いたが、実はそれとは別にダンゾウの命によって、里にとって危険人物であるサスケの殺害という極秘任務を命じられていた。しかしナルト達との出会いから人と人との「つながり」に興味を持ち始め、任務を放棄してサスケを木ノ葉に連れ帰ろうとした。ペイン戦の収束後にはサクラらと共に、サスケを追うべく赴くが、キバやリーと揉めた所をサクラにより眠り玉で眠らされた。その後ナルトたちと共に里へ帰還する途中に遭遇した根忍達に対し、根の今後についての話し合いを持ちかけた。
第四次忍界大戦では奇襲部隊に配属され、初戦で穢土転生されたシンと遭遇。シンの体内に起爆粘土を埋め込んで道具扱いしたデイダラたちに怒りを露わにし、「忍法・超獣偽画」を用いカンクロウやオモイとの連携でデイダラとサソリを拘束した。その後シンがずっと見たいと願っていたサイの絵を目にして、昇天した際には涙を流した。
第四次忍界大戦後は六代目火影となったカカシの下で暗部として活動しつつ、ナルトらと共に各地の小さな争いの解決に当たっていた。その中で受けた黙の国での潜入任務においては、自分の心にあった隙を突かれて敵に洗脳されてしまうが、増援としてやってきたいのに救われた（小説「シカマル秘伝 闇の黙に浮ぶ雲」）。この一件以降、彼女との仲が深まることになり、後にいのと結婚したことで公的に山中サイを本名とするようになり、息子のいのじんをもうけている。『BORUTO』では警務部のトップを一任され、その中で遭遇した「ゴースト事件」の解決および事後処理などに尽力する（アニオリ設定）。

#### 第十班
アスマ・シカマル・チョウジ・いののフォーマンセル。各自の能力をうまく組み合わせた連係プレーが特徴。シカマル・いの・チョウジ（通称「猪鹿蝶トリオ」）の3人はそれぞれの親の代から親交があり、3人とも下忍の頃からそれぞれの父親から受け継いだお揃いのピアスをつけていた。中忍昇格後はアスマから新たなピアスをもらっており、それぞれの子供が忍になった時にそれを託すことになっていた。
猿飛アスマ（さるとび アスマ）
声 - 小杉十郎太、瀧本富士子（幼少）
第十班（アスマ班）の担当上忍。喫煙者で常に煙草を咥えている。木ノ葉では珍しいとされる風のチャクラ性質を持ち、メリケンサックとナイフが一体化したチャクラ刀「アイアンナックル」を武器としている。三代目火影であるヒルゼンの息子で、その孫である木ノ葉丸にとっては叔父にあたる。火の国の大名を守護するために国内の各地から集められた12人の忍によって構成された精鋭集団「守護忍十二士」の元メンバーでもあった。
第一部の木ノ葉崩しの際には、陽動の役割を果たし追い込まれていたシカマルを救うため、取り囲んでいた音忍9人を瞬殺した。その数日後には里に侵入した暁のイタチと鬼鮫と対峙し追いつめられるも、カカシと紅との連携やガイの救援もあり2人を撃退した。第二部では新術を開発する過程で風の性質変化の修業をしていたナルトに、カカシの紹介で習得のコツを教えた。直後に火の国に侵入した暁の飛段と角都との戦いにおいては、飛段の呪いに掛かり重傷を負うも、シカマルの分析により術を外して飛段の首を切断したが、角都の参戦もあり復活した飛段に心臓を貫かれて致命傷を負い、集まった教え子たちにそれぞれ最後の言葉を遺して息を引き取った。
第四次忍界大戦ではカブトの穢土転生によって蘇生され、同じく蘇生されたダン・ヒザシ・角都と行動を共にさせられる。かつての第十班であるシカマル・いの・チョウジと交戦、最終的に戦意を取り戻したチョウジによって決定的ダメージを負い、シカマルの「影真似手裏剣の術」によって身動きが取れなくなり、3人に感謝の意を伝えて「布縛りの術」で封印された。その後、イタチが穢土転生を解術したことにより昇天する。
奈良シカマル（なら シカマル）
声 - 森久保祥太郎
演 - 服部翼（2015年）→小林辰也（2016年、ワールドツアー含む）→泰江和明（2021年）→池岡亮介（2022年以降）
奈良一族の出生の少年。黒髪の長髪を頭上にまとめて縛った髪型が特徴。父は上忍のシカク、母は中忍のヨシノ。「めんどくせぇ」が口癖でやる気の無さを隠さない性格だが、少年期に行った知能テストでIQ200を超えたほどの切れ者である。しかしアカデミー時代は鉛筆を動かすのも面倒という理由で成績は落第ギリギリで、テストの成績は低かった。そのためか、同期で同じく優秀なサスケとは違い女子に好かれているような描写はなかった。影を操る奈良一族の秘伝忍術「影真似の術」とその応用術を使用し、基本的に術の用途は敵の捕縛のため威力は低いが、頭脳を生かした戦術でそれを補い勝利に繋いでいる。幼少期より影ながらナルトの身を案じていた数少ない人物であり、木ノ葉の住民がナルトを迫害することに疑問を抱いていた。
第一部の中忍試験では第三試験の本戦まで進出し、本戦ではテマリと対戦。頭脳戦を繰り広げてあと一歩まで追い詰めたものの、チャクラ不足でギブアップしたが、その頭脳を買われて同期生たちの中では最も早く中忍に昇格した。試合直後の木ノ葉崩しの際には死の危険を覚悟で音忍たちの足止めを引き受け、窮地に陥るが間一髪でアスマに助けられた。中忍昇格後初の任務であるサスケの奪還作戦では、下忍のナルト・キバ・チョウジ・ネジを招集しリーダーとして作戦を主導。自身も多由也との戦闘で苦戦するが、テマリの助太刀もあって仲間たちと共に生還した。帰還後は任務失敗に加えて仲間も瀕死の重傷を負ったことから自責の念に駆られるが、シカクや綱手の言葉もあり気を取り戻した。
第二部の暁の飛段・角都との戦いでは、飛段の能力を見破りアスマを助けるものの力及ばず、最後は第十班のメンバーたちと共に、アスマの死を看取る事となる。直後に第十班のメンバーたちと共にアスマの仇討ちに向かい、知略を巡らせた策を講じて飛段を引き離して奈良一族の者にしか入ることのできない森に引き付け、全身をバラバラに爆破して落とし穴の底に生き埋めにした。
第四次忍界大戦では第4部隊の副隊長に任命され、戦場ではチョウジやいのとのコンビネーションで蘇生されたアスマらを封印した。十尾の復活後は他の部隊と共にナルトと合流し、本部が壊滅した際には父・シカクの遺言を受けて連合軍の指揮を引き継いだ。その後神樹の出現によりチャクラを奪われ瀕死の状態に陥るも、ナルトへの思いにより持ちこたえ、その後戦線に復帰した綱手の治療を受けて復活した。
第四次忍界大戦後は上忍に昇格、六代目火影となったカカシの補佐を務めるようになり、それまで以上に慌ただしい日常を送るようになったことで、それまでの自分を見失いつつあったが、「黙の国」での任務を経て本来の自分を取り戻した（小説「シカマル秘伝 闇の黙に浮ぶ雲」）。また、この出来事で自分の背中を押してくれたテマリとの仲も進展し、ナルトとヒナタに続き結婚、息子のシカダイを授かった。ナルトが七代目火影となってからも補佐役を務め、現在は八代目（仮）火影に就任している。
山中いの（やまなか いの）
声 - 柚木涼香
演 - 伊波杏樹（2015年）→藤木かおる（2016年、ワールドツアー含む）→小嶋紗里（2022年以降）
第十班の紅一点で、金髪に青色の目を持つ少女。父は上忍のいのいち。山中一族に伝わる秘伝忍術「心転身の術」を利用し、敵や動物の精神に入り込んで肉体を操ることができる。いじめられっ子のサクラをいじめっこから守ってあげる優しさを持つ。気が強くフレンドリーな性格。
第一部の中忍試験では、死の森でのサバイバルではシカマルやチョウジと共に、音忍との戦闘で追い詰められていたサクラを救った。第三試験の予選ではサクラと対戦し、心転身の術でサクラの精神を乗っ取って試合を棄権させようと試みるが、内なるサクラの抵抗にあって失敗し、互いに消耗した体で最後の一撃を打ち合うも両者とも倒れたため引き分けとなった。
第二部では中忍に昇格しており、また医療忍術を扱えるようになった。サイと対面した際は、サスケに少し似た彼に気のある素振りがあった。暁の飛段と角都にアスマが殺害された際には、第十班のメンバーたちと共にアスマの仇討ちに向かった。第四次忍界大戦では第5部隊に配属され、蘇生された金角やアスマらを封印した。その後は連合軍の一員として十尾の元へ向かい、心転身の術でオビトの精神に入り十尾の攻撃を二度に渡りずらした。
第四次忍界大戦後は、黙の国での任務（小説『シカマル秘伝 闇の黙に浮ぶ雲』）でサイの精神に侵入したことをきっかけに彼を意識するようになり、後に結婚して息子のいのじんを授かっている。最終話では猪鹿蝶の伝統を子供たちの代にも継がせようとしているものの、それに消極的な周囲に対し苛立ちを露わにしている。父いのいちを引き継ぎ山中一族の長として火影ナルト直属として木ノ葉の里警備のトップを担う。山中花店のオーナーも勤め上げ、仕事に育児にバリバリこなすキャリアウーマンとして活躍中。
秋道チョウジ（あきみち チョウジ）
声 - 伊藤健太郎、川島悠美（幼少）
演 - 加藤諒（2015年 - 2016年）→谷口巧都（2016年ワールドツアー）
秋道一族の出生の少年。父は上忍のチョウザ。一人称は「ボク」。秋道一族に伝わる体を巨大化させる秘伝忍術・倍化の術を使用する。普段は仲間思いのおっとりした性格だが、「デブ」と言われると性格が豹変する。食べる事が大好きで太った体型をしており、本人は「ポッチャリ系忍者」を自称している。好物は焼肉と木の葉丼。
第一部の中忍試験では第三試験の予選にて音隠れのドスと対戦するも敗北した。サスケの奪還任務では足止めのため音の四人衆の次郎坊と対戦し窮地に陥るも、シカマルを侮辱されたことへの怒りから秋道一族の秘伝の丸薬のうち赤色の「トンガラシ丸」を使い、自らの力を引き出して勝利を収めたが直後に昏睡状態に陥り、任務終了後に木ノ葉に搬送され医療部隊による集中治療を受けて回復した。
第二部では中忍に昇格し、暁の飛段と角都にアスマが殺害された際には、第十班のメンバーたちと共にアスマの仇討ちに向かった。第四次忍界大戦では第5部隊に配属されて敵として蘇生されたアスマと再会、自分を倒すよう促すアスマを攻撃することができず苦しむも、シカマルやいの、チョウザの言葉で吹っ切れ、秘伝の丸薬を使わずに「蝶チョウジモード」を発動させ、猪鹿蝶のコンビネーションでアスマを倒した。
戦後は事後処理などで木ノ葉に出入りするようになった（小説・アニメオリジナル設定）雲隠れのカルイと恋仲になり、後に結婚し一人娘のチョウチョウを授かっている。

#### 第八班
紅・ヒナタ・シノ・キバのフォーマンセル。探索力に優れた能力を持つ感知タイプのメンバーで構成されている。
夕日紅（ゆうひ くれない）
声 - 落合るみ、潘めぐみ（幼少）
第八班（紅班）の担当教官である上忍であり、初登場時は新米の上忍だった。ヒルゼンからは「木ノ葉一の幻術使い」と言わしめる実力者であり、作中でも幻術を駆使して戦っている。アスマとは恋愛関係にありこのことは里の中でも周知の事実となっていた。木の葉崩しの直後には里に侵入した暁のイタチと鬼鮫を相手に、アスマやカカシと共に戦うも窮地に立たされるが、ガイの救援により辛くも撤退させることに成功。
第二部にて暁の飛段と角都との戦いでアスマが殉職した際は、自宅の前で彼の殉職を知らされショックを隠しきれず泣き崩れていた。その後、アスマの子を身ごもっていることが明らかになり、加えてアスマを亡くした心傷から任務を外れる。自来也の死の報せを聞いてナルトが落ち込んでいた時、彼を諭そうとしたシカマルの仲介で引き合わされナルトが悲しみを乗り越えるきっかけを間接的に作った。第四次忍界大戦後は、娘のミライを守るために猿飛の姓を名乗っている。
日向ヒナタ（ひゅうが ヒナタ）
声 - 水樹奈々
演 - 高橋紗妃（2015年 - 2016年）→今村美歩（2016年ワールドツアー）→松林篤美（2017年）→倉知あゆか（2019年）→星波（2021年以降）
血継限界の瞳術・白眼を代々継承する名家である日向一族のくノ一。父は宗家当主のヒアシ。白眼とそれを応用した体術・柔拳の使い手だが、内気で引っ込み思案な性格も相まって戦いを苦手としている。
幼少期の頃より、父のヒアシに忍としての才能が5歳下の妹ハナビに劣っていると言われ後継者として認められず、加えて分家の叔父ヒザシの遠因を作ったことで従兄のネジに憎まれるなど、孤独に苛まれる幼少期を過ごしてきた。そのために消極的で諦めがちな性格であったが、自分と同じく孤独でありながらも前向きに生きるナルトの姿に心動かされ、次第に彼へ好意を抱くようになった。
第一部の中忍選抜第三試験ではネジと対戦することになり、精神的に追い詰められるがナルトの声援を受けて奮起し、傷を負いながらも奮闘した。本戦後にはネジとヒアシが和解したことをきっかけに自身もネジと和解した。ナルトが修行の旅に出る際はネジの後押しを受けて、物陰に隠れながらも同期では唯一彼を見送っている。
第二部では中忍に昇格しており、髪を伸ばし大人びた姿に成長している。ペイン襲来の際にはペイン天道に追い詰められ窮地に陥ったナルトの元に現れてナルトへの想いを打ち明け、ナルトを守るためにペイン天道に挑むも倒れ、それが引き金となりナルトの中の九尾が開放されかける。
第四次忍界大戦では第2部隊に配属され、10万体のゼツと交戦した。十尾の復活後は十尾から自分達を庇ったネジの死に動揺するナルトの下へ駆けつけ、ナルトの頬を叩いてネジの死を無駄にしないように激励して立ち直らせた。
第四次忍界大戦の2年後には、劇場版『THE LAST』における月落下事件を通してナルトと結ばれることとなった。結婚後はボルトとヒマワリの二子を授かる。
犬塚キバ（いぬづか キバ）
声 - 鳥海浩輔
演 - 飯山裕太（2015年 - 2016年）→寒川祥吾（2016年ワールドツアー - 2019年）→宮川連（2021年）
犬塚一族の少年。両頬の赤い逆三角形のペイントと八重歯が特徴。母親は特別上忍のツメ、姉は中忍のハナ。気性は荒いがリーダー気質でもあり、口数が少なめのシノと引っ込み思案のヒナタを引っ張っている。忍者学校時代は幼少期に孤立していたナルトの遊び仲間でもあり、ある意味では腐れ縁でもあった。鋭い嗅覚と野生の勘の持ち主で里の地理にも詳しい。忍犬の赤丸とのコンビネーションを生かした近接戦闘を得意とする。
第一部の中忍試験では第三試験の予選ではナルトと対戦するも、ナルトの機転に翻弄されて敗北した。当初はナルトのことを「落ちこぼれ」と馬鹿にしていたが、敗北してからはナルトを認め、ライバルとして扱うようになった。サスケの奪還任務ではシカマル・ネジ・チョウジと共に参加して左近・右近と交戦し、カンクロウの助太刀により勝利した。
第二部では中忍に昇格しており、忍犬以上に鼻が利くようになった。サスケの捜索任務では第八班や第七班のメンバーと共にトビと交戦した。ペイン襲撃の直後にはサクラ、サイ、リーと共にサスケを探すために鉄の国へ向かったが、道中でサクラに眠らされる。第四次忍界大戦では第2部隊に配属され、10万体のゼツと交戦した。
赤丸（あかまる）
声 - 竹内順子（子犬）
オス。キバのパートナー忍犬。名の由来は、普段は白いが兵糧丸を食べると赤くなることから。主人のキバとの絆は非常に強い。第一部ではキバの頭に乗れるほどの小柄だったが、第二部では逆にキバが背中に乗れるほどに体が大きく成長した。戦後は紅の娘・ミライの遊び相手になっていた。最終話では老犬となっており子供ができている。
油女シノ（あぶらめ シノ）
声 - 川田紳司
演 - 植田慎一郎（2015年 - 2016年）→本田昂也（2016年ワールドツアー）→宮川連（2017年以降）
蟲使いである油女一族の少年。サングラスが特徴でゴーグルに近い型のものを着用することもあり、第二部からは服の中にすっぽり顔を隠している。寡黙で冷静な性格であり、回りくどい話し方が特徴で口癖は「なぜなら～」「～だからだ」。一族に伝わる秘術として奇壊蟲と契約を結び、自らのチャクラを餌として与える代わりに奇壊蟲を自在に操る能力を持つ。その用途は攻撃・防御・捕獲・治癒・探索・追尾など多岐に渡る。蟲の性質を巧みに利用した頭脳戦を得意とし、戦闘の数手先を読む分析力と高い戦闘力を備えている。
第一部の中忍試験では、ペーパーテストでは奇壊蟲を使ってカンニングに成功。第三試験の予選では音隠れのザクと対戦。孔に奇壊蟲を詰めたことをザクが気付かずに斬空波を使おうとしたことで腕を大けがさせ、勝利した。本戦ではカンクロウの棄権により1回戦で不戦勝になった。しかし、この結果への不服から木ノ葉崩しにて逃亡した彼を追跡し勝負を挑む。カラスの全ての関節に奇壊蟲を潜り込ませて動けなくさせ、その前にカンクロウ自身にも攻撃を喰らわせ損ねた振りをしてメスを一匹付けたことで、その臭いを嗅ぎ分けることのできるオスの大群がカンクロウを襲った。カンクロウを倒すことはできたが、カンクロウの放った毒を吸ってしまったことで、サスケの援護は不可能となってしまった為、相打ちに近い結果となってしまった。その後のサスケ奪還任務ではメンバーの候補に挙げられるも別任務に出ていたため参加できず、以降本人はしばらくこの件を引きずっていた。
第二部では中忍に昇格しており、サスケの捜索任務では第八班や第七班のメンバーと共にトビと交戦した。ペイン襲撃時には父のシビと共に、ペインに同行していた小南の紙分身と対峙した。第四次忍界大戦では第5部隊に配属され、10万体のゼツと交戦した。戦後は忍者学校の教師になり、同期の子供達のクラスの担任になっている。バイザーを装着しているが、影の薄さは変わらず話の結論を遮られてしまう所は少年時代と変わってない。

#### 第三班
ガイ・リー・ネジ・テンテンのフォーマンセル。メンバー達が総じて体術に秀でている。
マイト・ガイ
声 - 江原正士、牧口真幸（幼少）
演 - 高木勝也（2022年）→松本城太郎（2023年）
ガイ班の担当上忍。太い眉毛に黒髪のおかっぱ頭で、自家製の緑色のボディスーツに脚絆を装着している。情に厚く涙もろい性格だが、冷静な状況判断や対応力も併せ持っている。カカシとは同期で、彼を初対面の頃から「永遠のライバル」として常に意識しており、時間を見付けてはライバル勝負を挑んでいる。かつては忍術や幻術を使うことができなかったため、アカデミーの入学試験でも補欠合格だったが、それを補うために幼少期から体術の修行に多くの時間を割き重点的に鍛え上げ、父のダイと同じく身体能力を極限まで高めることができる「八門遁甲の陣」を会得し、マダラからは「体術において自分と戦った相手の中で右に出る者は一人としていない」と称された。
第一部の木ノ葉崩しではカブトの幻術をカカシと共に解き、里を襲撃した音忍を圧倒した。その後暁のイタチと鬼鮫が木ノ葉の里に侵入した際には、苦戦していたアスマ・紅・カカシの3人の救援に駆け付けて2人を撤退させた。第二部では第七班の救援として第三班のメンバーと共に我愛羅の奪還任務に当たり、道中で鬼鮫と再戦となり大規模な水遁の術に苦戦を強いられるが、超高等体術の「朝孔雀」を用いて撃破した。その後暁のアジトで第七班のメンバーと合流して入口に施された「五封結界」を解くが、仕掛けられたトラップ「鏡面襲者の術」により出現した自分の偽者と交戦して辛くも勝利し、カカシやナルトと対戦していたデイダラを第三班の連携で追い詰めるが、デイダラの「自爆分身」の術によって逃亡を許した。
忍連合軍の結成後はナルトの護衛のためにヤマトやアオバと共に雲隠れの孤島・島亀に向かい、そこで潜入していた鬼鮫と三度交戦。高度な水遁の術に苦戦するも超高等体術の「昼虎」を使用し見事に勝利したが、開門の反動により忍連合軍に合流した際のサクラに治療されて戦列に復帰した。第四次忍界大戦では第3部隊に配属され、穢土転生で蘇った血継限界の忍や忍刀七人衆達と交戦、敵を全滅させる。その後はナルトとビーの増援に向かい、尾獣六体を操るオビトと交戦した。しかし、マダラが戦場に現れて劣勢となり、マダラがオビトから十尾を奪った後は、我愛羅・リー・ミナト・カカシと共にマダラに立ち向かい、八門の最後の門である死門を開放して「夜ガイ」を放ちマダラの半身を抉るほどのダメージを与える。惜しくも倒すことができず、瀕死の状態に陥るが、現れたナルトによって救われて命を繋ぎ止めた。第四次忍界大戦終結後は、八門遁甲の影響で歩けなくなり車椅子生活を送っているものの、車椅子で家の屋根の上に乗るなど巧みに使いこなしている。
ロック・リー
声 - 増川洋一
演 - 佐藤祐吾（2016年）→吉田邑樹（2023年）
ガイの愛弟子。師匠のガイと同じく太い眉毛に黒髪のおかっぱ頭をしている。一人称は「僕」。礼儀正しく勤勉な性格だが、あまりの熱血ぶりに周囲から呆れられることもある。忍術・幻術の才能が全く無かったためアカデミーでは「熱血落ちこぼれ」と馬鹿にされていたが、卒業後はガイの徹底的な指導により、八門遁甲の開門を利用した禁術「蓮華」や、酒に酔った状態で繰り出す「酔拳」などの高等体術を会得するほどの忍に成長した。ただし彼の体術は自身の肉体を酷使するため、それにより重傷を負うことも多い。
第一部の中忍試験では初対面のサクラにいきなり告白するも、動揺されて拒否された。その直後には自分の実力を試すためにサスケに勝負を挑み、その素早さと体術で圧倒したが、ガイの制止によって勝負は引き分けに終わった。二次試験の死の森でサクラが3人の音忍に襲われた際は、身体に負担を強いながらもサクラを守り抜き、その後救援に現れたテンテンに叩き起こされて班に帰還した。第三試験の予選では我愛羅と対戦し、守鶴の力を解放した我愛羅の力の前に苦戦するが、自らの忍道を守るため、八門遁甲の第五・杜門までを開放して放つ「裏蓮華」を発動して渾身の一撃を加えるも、開門の反動による隙を突つかれて重傷を負い敗北した。
試験後は全身複雑骨折という重傷の療養に専念していたが、火影として里に戻ってきた綱手の診察を受け、成功率50%かつ失敗すれば死亡という手術を要する深刻な重傷であり、忍をやめるよう勧告を受け苦悩する。しかしガイの「お前が死んだら俺も一緒に死ぬ」という言葉により覚悟を決めて手術を受け、綱手の熱心な研究や仲間の励ましもあって手術は成功した。その後は安静を言いつけられていたが、ナルト達がサスケの奪還任務に向かった際にはその後を追い、ナルトと交代で君麻呂との交戦を引き受け、さらに増援に現れた我愛羅との共闘によって勝利した。
第二部では中忍に昇進し、木ノ葉の忍者ベストを修行着の上に着用するようになった。我愛羅の奪還任務では、第三班のメンバーと共に第七班の増援に向かった。第四次忍界大戦では第3部隊に配属され、蘇った血継限界の忍や忍刀七人衆達と交戦した。十尾復活の際にネジが死亡した際には動揺するも、ナルトの言葉によって自分の心の中の「本当のネジ」のために戦うことを決意した。十尾の人柱力となったマダラとの戦いでは、「八門遁甲の陣」を発動したガイをカカシ・我愛羅・ミナトと共に援護した。戦後は結婚し息子のメタルを儲けた。
日向ネジ（ひゅうが ネジ）
声 - 遠近孝一、根本圭子（幼少）
黒い長髪の少年で一人称は「オレ」。日向一族の分家の出身であり、額には分家の者だけが刻まれる呪印が施されている。日向一族の血継限界「白眼」を受け継いでおり、その力を利用した体術である「柔拳」を駆使した接近戦を得意とする。忍としての才も抜きん出ており、本来なら宗家にのみ伝わる「八卦掌回天」「柔拳法・八卦六十四掌」を、その才能によって独学で会得した。
幼少期に宗家当主の嫡子で従妹・ヒナタが誘拐された事件が原因で、宗家当主の伯父・ヒアシの身代わりに父・ヒザシが殺されたことから宗家とヒナタを憎み、才がありながら分家に生まれた自分の運命を恨むようになり、人生は変えようのない運命に支配されているという諦観を抱いたことで、自分よりも実力の劣るものを見下す冷酷な性格になっていた。
第一部の中忍試験では第三試験の予選ではヒナタと対戦し、ナルトへの憧れから決して諦めようとしないヒナタの意思の強さに驚愕するが、彼女からネジ自身が運命に苦しんでいることを告げられると激昂してヒナタを殺害しようとするも、試験官や他の上忍達に制止され勝利が決まった。
第三試験の本戦ではナルトと対戦し、「落ちこぼれ」と見下していたナルトを圧倒的な実力差で追い詰めるが、危機に陥ったナルトが発動した九尾の力によって精神に生じた隙を突かれて敗北した。しかしこの敗北によって運命は自分が決めるものということに気づき、試験後にはヒアシからヒザシの死の真実を知らされたことでヒアシやヒナタとも和解し、性格も以前より柔和になった。
サスケの奪還任務では副隊長として音の四人衆の鬼童丸と対戦し苦戦を強いられるが、死角を敢えて晒すという決死の作戦により、胸に穴が空くという重傷を負いながらも何とか勝利を収めた。第一部の終盤ではヒアシと共に修行し、ヒアシやヒナタとお茶を飲みくつろいだり打ち解けていた。第二部では上忍に昇格しており、我愛羅の奪還任務では第三班のメンバーと共に第七班の増援に向かった。
第四次忍界大戦では第2部隊に配属され、10万体のゼツと交戦しヒナタとのコンビネーションにより善戦するが、戦闘や陣地での見張りにチャクラを使いすぎたことにより疲労で初日の晩にダウンした。回復後は忍連合軍の一員として十尾と戦うナルト達の救援に駆け付け、十尾の攻撃をいのと協力してずらすが、人型に変形した十尾の木遁による広範囲攻撃から、ナルトと彼を庇おうとしたヒナタを守るために盾となって致命傷を負い、ナルトに後を託して息を引き取った。
ネジがあまりにあっけない最期を迎えたことについては、『THE LAST -NARUTO THE MOVIE-』の上映を記念して行われたインタビューにおいて岸本が「死って意外なほど突然来るんですよ。それまで、例えば自来也の死のシーンとか、わりとねちっこく演出することもありましたが、ネジのときはそれをあえてやめました。死は突然だし、戦場の中で感傷に浸る余裕もない。いつ誰が死ぬか分からないという覚悟がないといけないし、丁寧に描き過ぎればウソくさくなる」とその意図を語った。
テンテン
声 - 田村ゆかり
茶髪の髪をお団子頭にしているのが特徴で、チャイナ服を着用していることが多い。忍具を巻物から口寄せして戦う。第一部の中忍試験では第三試験の予選にてテマリと対戦するも敗北した。第二部では中忍に昇格しており、我愛羅の奪還任務では第三班のメンバーと共に第七班の増援に向かった。
第四次忍界大戦では第1部隊に配属され、雲隠れの金角・銀角との戦闘では金角が落とした六道仙人の宝具・芭蕉扇を拾い善戦するが、芭蕉扇に多量のチャクラを吸収されたため夜にはダウンした。翌日の戦闘ではマダラが落とした紅葫蘆と琥珀の浄瓶を拾いマダラを封印しようとするが、直後に「無限月読」の幻術世界に引き込まれた。
大戦後は忍を続ける傍ら新たな忍具の開発にも着手し、それが高じて武器屋「忍具転転転」を経営している。店内には大戦時に使った六道仙人の宝具も非売品として展示されているが、平和になった世界では武器があまり重宝されないため客があまり来ないことを嘆いている。

### 歴代火影
千手柱間（せんじゅ ハシラマ）
声 - 菅生隆之、泰勇気（少年）
演 - 姜暢雄
初代火影。木ノ葉隠れの里の創設者の一人。かつての森の千手一族の長で、五代目火影・綱手の祖父でもある。並外れた規模の木遁忍術を操り、当時の忍界において「最強の忍」「忍の神」と謳われた。生前は愛情に溢れ、何よりも里の者達のことを第一に考えた人格者だった。
幼少期にマダラと出会い親友となるが、一族の争いから敵対することになる。成人後に彼に勝って和解し、協力して木ノ葉隠れの里を興す。しかし、里の方針を巡りマダラと対立し、「終末の谷」で彼を殺して決着をつけたことで、柱間は忍とは「目標のために耐え忍ぶ者」であることを悟った。死亡した時期は不明だが、死因について綱手は「里のために戦って夢半ばで死亡した」と語っている。
死後から数十年後の第一部では、大蛇丸の木ノ葉崩しに際して「穢土転生の術」により蘇生され弟の扉間と共にヒルゼンと戦わされることとなるが、最終的に「屍鬼封尽」により封印された。
それから約3年後の第四次忍界大戦の最中、復活した大蛇丸により他の歴代火影たちと共に再び蘇生され、サスケに自身とマダラの因縁や木ノ葉を設立した経緯を語り、サスケが里を守ることを選択したことで歴代火影、大蛇丸、サスケの率いる「鷹」のメンバーと共に戦場へ向かった。
戦場に到着すると歴代火影4人による「四赤陽陣」で十尾を抑え込むが、オビトが十尾の人柱力となり結界を破壊。オビトを食い止めようとするがマダラに邪魔され再戦となり、マダラが「輪廻天生」で完全に生き返った後に黒い杭で動きを封じられ仙術チャクラを吸収された。十尾の人柱力となったマダラを触媒にカグヤが復活した際に黒い杭が消滅して解放され、扉間達と共にマダラの下半身から現れた六道仙人から事情を聞き、カグヤが封印された後には歴代五影と共に「口寄せの術」でナルト達を帰還させた。そして虫の息のマダラとかつての親友だった頃のように語り合って最期を看取った後、六道仙人によって「穢土転生」を解術され、自分とマダラの後任の転生者であるナルトとサスケに「自分達とは違う決着であってほしい」と願いながら昇天した。
千手扉間（せんじゅ トビラマ）
声 - 堀内賢雄、河西健吾（少年）
演 - 河合龍之介
二代目火影。初代火影・柱間の弟。一人称は「ワシ」で、兄の柱間のことは「兄者」と呼んでいる。自身が開発した「飛雷神の術」を始めとする時空間忍術や高いレベルの水遁忍術を扱うほか、周囲の広範囲のチャクラを感知することができる。目標に向かい邁進する性格であり、巧みな手腕で里の基盤を築き上げ、大蛇丸からも「最も尊敬する火影」と称された。一方で死者を蘇らせて操る禁術「口寄せ・穢土転生」を開発するなど、里のためなら非情な手段も辞さない冷徹な面もあり、うちは一族や他里の忍からは悪名高い人物として知られていた。特にマダラは弟のイズナを手に掛けた仇敵として深く扉間を憎んでおり、同時に扉間の性格を知り抜いている。
兄の死後はその意志を継いで火影に就任、忍者学校や木ノ葉警務部隊などの組織を設立し、里の基盤を築きあげた。マダラの反乱後はうちは一族の忍を警務部隊という形で里の中枢から遠ざけたが、この処置はダンゾウなど里の上層部がうちは一族を冷遇するきっかけとなった。その後第二次忍界大戦前後、雲隠れの里での協定の際に金角・銀角兄弟によるクーデターが発生し、護衛小隊と共に逃亡するも敵の忍達に包囲され、護衛小隊のメンバーの一人だったヒルゼンを三代目火影として指名し、仲間を逃がすために自らが囮となって瀕死の重体となる。第一部では柱間と共に大蛇丸の「穢土転生」により蘇生され、ヒルゼンと戦わされるも「封印術・屍鬼封尽」によって封印された。
それから約3年後の第四次忍界大戦の最中、歴代の火影達と共に大蛇丸によって再び蘇生され、オビトと交戦する。その後「輪廻天生」で蘇ったマダラに黒い杭を刺され動きを封じられるが、輪廻眼を開眼したサスケによって黒い杭は全て抜き取られ動けるようになった。そして、十尾の人柱力となったマダラの下半身から現れた六道仙人から事情を聞いた際には、「助言を頂けるなら、もっと早くにしてほしかった」と皮肉を述べている。ナルト達を帰還させた後、六道仙人によって「穢土転生」を解術され、ヒルゼンに同調し「後のことは次の世代に任せよう」と柱間に告げて昇天した。
猿飛ヒルゼン（さるとび ヒルゼン）
声 - 柴田秀勝、藤井啓輔（少年）
演 - 平川和宏（2015年 - 2016年）→白崎誠也（2016年ワールドツアー）→細川晃弘（2022年）→塚田知紀（2023年） / 市川猿四郎（歌舞伎版）
三代目火影。通称「教授（プロフェッサー）」。木ノ葉丸の祖父でアスマの父。柱間と扉間の弟子であり、後に「伝説の三忍」と呼ばれることとなった大蛇丸・自来也・綱手の三人の師。五大性質変化や木ノ葉に存在する全ての術を解き明かした。忍術では全て属性を扱える他、口寄せ契約を結ぶ猿猴王・猿魔が変化した棒「金剛如意」による体術を使う。
かつてはダンゾウらと共に扉間の護衛小隊に所属していた。雲隠れの里での協定で起きた金角・銀角のクーデターが発生した際には、自ら囮役を買って出るも、扉間は次の火影にヒルゼンを指名して自ら囮となり彼らを逃がした。火影就任後は穏健な政策を進めるも、厳格な方針を主張することが多かったダンゾウとは度々対立していた。
うちは一族のクーデター計画が発覚した際には、うちは一族の殲滅に対して最後まで反対していた。そのためイタチからも大きな信頼を得ており、残されたサスケを里の上層部から守るようにとも頼まれていた。また、九尾の人柱力としての宿命を背負ったナルトのことも誰よりも案じており、ナルトが他里の忍に狙われないために九尾の封印の事実やナルトがミナトの息子であることも秘匿し、天涯孤独で生きることになった彼を見守り続けていた。
第一部では、中忍試験に乗じて木ノ葉隠れの里へ侵攻したかつての弟子である大蛇丸と対峙し、穢土転生で蘇った柱間と扉間を相手に苦戦するも、自身の命を犠牲にする禁術「屍鬼封尽」で2人の魂を死神の中に封印し、次いで大蛇丸も封印しようとするがあと一歩力が及ばず、印を結ぶのに必要な腕の機能だけの封印に留まった。そして術の代償で死神に魂を奪われる中、これからを生きる里の人々に「火の意志」が受け継がれてゆくことを感じつつ息を引き取った。
第四次忍界大戦時では、大蛇丸によって死神から解放されて歴代火影と共に穢土転生され、サスケにうちは一族の滅亡の真実を語った。そしてサスケと共に戦場へ向かい、十尾が神樹に変化した際には神樹からナルトを助け出した。ナルトたちがカグヤが封印した際は、歴代五影と共にナルト達を「口寄せの術」で帰還させた。六道仙人によって「穢土転生」を解術され、ナルトに後のことを託して昇天した。
『疾風伝』の「カカシ暗部篇」ではその過去が描かれており、第三次忍界大戦の終結後には岩隠れの里との平和条約締結に関する責任をダンゾウから追及されて火影を引退したが、九尾の事件でミナトが死亡したことにより緊急的に自ら火影に復帰した。その後ダンゾウ率いる「根」に暗殺されかけるも、暗部時代のカカシが流した情報によって難を逃れていた。
波風ミナト（なみかぜ ミナト）
声 - 森川智之、入野自由（少年）
演 - 北園涼 / 坂東巳之助（歌舞伎版）
四代目火影。ナルトの父。金髪に青い眼をした容姿端麗の青年。一人称は「オレ」。かつては並はずれた速度での「瞬身の術」や、特殊な印が書かれた札を目印に瞬間移動する時空間忍術「飛雷神の術」を用いて一瞬にして敵を倒すことから「木ノ葉の黄色い閃光」と呼ばれた。自来也の弟子でもある他、「螺旋丸」を開発しており、この術は自来也を介して息子のナルトへと受け継がれた。
アカデミーでは後に妻となるクシナと同期であり、彼女が雲隠れの忍に攫われた際に、彼女が道中に残していった赤い髪の毛を手掛かりに追跡して救出したことがきっかけで、彼女から好意を抱かれるようになった。第三次忍界大戦においては無双の活躍を見せ、またその前後にはカカシ・オビト・リンの3人の担当上忍となりミナト班を結成するも、「カカシ外伝」での岩隠れの里での任務ではオビトを失い、さらに後には別の任務に出ている間に霧隠れの里に攫われたリンをカカシの手によって死なせてしまった。
その後ヒルゼンの後任として異例の22歳の若さで四代目火影に就任し、クシナの出産に付き添ってナルトの誕生に立ち会うが、その直後にオビトの襲撃を受けてクシナを連れ去られて九尾を抜かれてしまう。瀕死のクシナを救出した後オビトを里から撤退させ、里を襲撃していた九尾を時空間忍術で自身と共に里の外に跳ばした。そして禁術「屍鬼封尽」で九尾の陰のチャクラを自身に封印し、九尾の陽のチャクラを生まれたばかりのナルトに封印しようとするが、封印を阻止すべくナルトを殺そうとした九尾の攻撃からクシナと共にナルトを庇って腹を九尾の爪で貫かれ、「屍鬼封尽」の代償として自ら死が迫る中、ナルトへの封印を発動させてその生涯を終えた。
クシナと共に自身の精神やチャクラをナルトの中に残しており、死後もナルトを内側から見守り続けていたが、ペインとの戦いで憎しみに飲み込まれたナルトが精神世界で九尾を解放しようとした瞬間に現れて制止し、自分が父親であるという事実や九尾事件の事実を明かし、「おまえを信じている」と話してナルトを力付け、残り僅かなチャクラで九尾の封印式を組み直して消滅した。
第四次忍界大戦では歴代火影と共に「穢土転生の術」によって蘇生された。連合に迫っていた十尾の尾獣玉を被害の少ない海に転送して皆を救い、四人の火影による結界で十尾を閉じ込めていた。戦場ではナルトとの再会し、十尾の人柱力となったオビトにナルト・サスケ・扉間と共に戦うが、オビトの陰陽遁によって右腕をもがれた上に罵られ、後悔の念を抱くもナルトの言葉によって戦意を取り戻した。その後は止めを刺そうとしたカカシを制止し、かつてオビトやリンを救えなかったことを二人に対して詫びた。
「陽」の九喇嘛を抜かれて瀕死状態になったナルトに、自分の中の「陰」の九喇嘛を入れて蘇生させようとするも黒ゼツの妨害を受け、さらに十尾の人柱力となったマダラの襲来に対して仙術で応戦するも、螺旋丸を弾き返されて左腕までもを失ってしまった。その後は救援に来たガイのサポートに回り、ガイに向けて放たれた求道玉を「飛雷神の術」で自分ごと全て木ノ葉隠れの里へ飛ばして意識を失った。無限月読の発動後に目覚めて戦場に戻り、歴代火影と合流した。マダラの半身から復活した大筒木ハゴロモの指示で、浄土から呼び寄せられた歴代五影と共にカグヤを封印したナルト達を始球空間から口寄せの術で連れ戻した。その後、ハゴロモによって穢土転生の術を解術される直前に10月10日の朝日を迎え、ナルトに「誕生日おめでとう」と最初で最後の誕生日祝いの言葉を贈り、別れを悲しむナルトから自分を超える火影になるという決意と「自分のことは何も心配いらない」というクシナへの伝言を伝えられて笑顔で昇天した。
綱手（つなで）
声 - 勝生真沙子、七緒はるひ（幼少）、沖佳苗（少女変装時）
演 - 大湖せしる / 愛華みれ / 市川笑也
五代目火影。伝説の三忍の一人であり初代火影・千手柱間の初孫。髪色は金髪で額に小さな青い菱形の模様（これは後述する額に溜め込んだチャクラである）がある。大酒飲みで大の賭博好きだが賭け事には弱い。ナルトからは「綱手のばあちゃん」、サクラからは「師匠」（たまに「綱手様」とも呼ぶ）、相談役などの年配の人物からは「綱手」または「綱手姫」（初代火影の孫であることに由来）、その他の木ノ葉の里の面々からは「綱手様」と呼ばれ慕われている。
忍一の怪力の持ち主であり、人差し指で地面を叩き割る、デコピンで相手を吹き飛ばす、踵落としで地割れを起こすなど途轍もない怪力を誇る。また過去には女湯を覗いた自来也を持ち前の怪力で制裁し、瀕死の重傷を負わせたこともある。医療忍術のスペシャリストでもあり、スリーマンセルに医療忍者を加えるスタイルを考案したのも彼女である。また大蛞蝓のカツユを口寄せし、負傷者の回復などを行わせることができる他、額には「百豪の術」で常にチャクラを溜めており、それを解放することで発動する再生忍術「創造再生の術」によって、自分も含めた重傷レベルの怪我ですら回復させることができる。
自来也や大蛇丸とは同期の幼馴染であり、修行時代は共に後の三代目火影・ヒルゼンに師事していた。自来也と同年代の壮年であるが老けるのが嫌で術により容姿を変えており、作中では一貫して妙齢の女の姿をしている。自来也によれば、放浪中は術で容姿を変えることで借金取りから逃げていたともいう。第三次忍界大戦時には自来也や大蛇丸と共に里に多大な貢献を果たし「伝説の三忍」の一人に謳われたが、戦乱の中で弟の縄樹を亡くし、その後さらに負傷により血まみれになった恋人のダンの死を看取ったことで血液恐怖症を発症してしまい、以来は医療との関わりを断っていた。戦後はシズネと共に里を離れ、あてもなくギャンブル続きの旅を続けていた。
第一部では突如再会した大蛇丸から、縄樹とダンの蘇生と引き換えに彼の腕を治療することを依頼される。その晩にナルトを連れた自来也とも再会し、五代目火影への就任の要請を受けるもその時は「ありえない」と一蹴。大蛇丸の誘惑に心が揺らいでおり、一度は依頼を受けるつもりで待ち合わせ場所に向かったが、自らの愚かさに気付き治療を拒否したため戦闘となる。実戦を長く離れていたこともあり苦戦を強いられるが、後を追ってきたナルトたちと合流し共闘、ナルトの姿に縄樹やダンの面影を見たことで自らが五代目火影になることを決意し、最後は重傷を負いながらも大蛇丸の顔面に渾身の一撃を加えて撃退した。その後は里に帰還して五代目火影に就任し、サクラといのを弟子として医療忍術の心得を会得させた。
第二部のペインの襲来時には口寄せしたカツユを通して負傷者たちの治癒を行うが、ペインの攻撃により里を全壊させられ、寸前に「忍法・創造再生」を使い里の人々を守り抜くも、溜めていたチャクラを全て開放したため力尽きる。その後は意識不明のまま昏睡状態に陥り、その間に火の国の上層部から火影を解任されたが、五影会談終了後に意識を戻し火影に復帰した。第四次忍界大戦では四代目雷影・エーと共に本部にて指揮を執り、途中で戦場に向かったナルトとキラービーを止めるためエーと共に立ち塞がるも、根負けして2人の参戦を許可した。
本部に帰還した後、穢土転生によってマダラが口寄せされたことを受け、エーと共にマブイの「天送の術」で戦場へ赴き、五影全員による連携攻撃を仕掛けるが、穢土転生の契約を解除し現世に留まったマダラの反撃を受けて他の五影共々敗北。身体を上下真っ二つに切断される致命傷を負うもかろうじて生き延び、カツユを口寄せして瀕死の五影達の治療を試みていたところに大蛇丸一行が現れ、回復を受けたことで一命を取り留めた。回復後は戦場に戻ってシカマルを治療し回復させた後、サクラと共にカツユを口寄せして忍連合軍の足場とし、戦場全体にチャクラの回復フィールドを発生させた。
第四次忍界大戦後はカカシを六代目火影に指名し火影の座を退いた後、柱間細胞を元にした義手の精製に成功し、それをナルトに与えている。小説『カカシ秘伝』では火影退任前後の様子が描かれており、第四次忍界大戦を経験した影響から虚脱した生活を送っている様子が描かれている。最終話時点でも存命であり、旧五影会談で他の先代五影がそれなりに老化している中、自身はあまり変わらない姿を見せている。

### 里上層部
志村ダンゾウ（しむら ダンゾウ）
声 - 糸博、加藤将之（少年）
演 - 白崎誠也
木ノ葉の暗部養成部門「根」の創設者。顎に傷があり右眼に眼帯を巻いており、普段は杖で歩いている。「影から木ノ葉を守る」という強い意志に基づいて行動し、里を守るためならば非情な作戦や卑劣な行動も実行し、部下や自分の命すら犠牲にすることも厭わない性格。「忍の闇」の代名詞と形容されるなど常に不穏な噂が付きまとっており、実際に裏では大蛇丸との間で度々取引を行っており、さらに裏で暁を動かしていたのがオビトであったことも知っていた。
包帯で隠している右目には、うちはシスイから奪った万華鏡写輪眼を持ち、その瞳術によって他人を操ることができるが、その特性から乱用は不可能となっていた。また、常に隠している右腕には枷のようなものがあり、その中は数々の写輪眼と初代火影・柱間の細胞が移植されたおぞましい物となっていた。戦闘では風遁系の忍術の他、右肩に移植された柱間細胞を利用した木遁、さらに写輪眼の消費と引き換えにうちは一族の禁術である「イザナギ」も使用することができる。
かつてはヒルゼンと共に二代目火影・扉間の側近として活動し、雲隠れの里で起きた金角・銀角のクーデターの際には感情的になって自分が囮になるとヒルゼンに反発していたが、最終的には彼らの「火の意思」がこれからの里に必要だと話した扉間が自ら囮となった。うちは一族の殲滅の首謀者でもあり、一族殺しの汚名を被ってまで計画を実行したイタチの自己犠牲の精神を忍として高く評価していた。
第二部では部下のサイがカカシ班に配属されると、彼に大蛇丸と接触してサスケを暗殺する任務を与えたが、ナルト達との触れ合いによってサイが感情を取り戻したことで目論見は失敗に終わった。ペイン襲撃の後には意識不明の重体となった綱手に代わって、大名との会議において次期火影に選出された。
その直後には部下のフーやトルネと共に火影として五影会談に向かい、会談では右目に移植していたシスイの万華鏡写輪眼の瞳術「別天神」で進行役のミフネの脳内を操り、史上初の忍連合軍を結成して自らがその指導者になるよう仕向けていたが、霧隠れの里の青が白眼を隠し持っていたという予想外の事態によってその目論見が明るみに出てしまい、サスケ率いる「鷹」の襲撃を利用して会談から逃亡した。
そして追ってきたオビトとサスケの襲撃を受けてサスケと交戦、右腕の写輪眼を用いた禁術「イザナギ」を使用して徐々にサスケを追い詰めるが、油断してイザナギの持続時間を計り違えたことで攻撃を食らい、さらに身体に取り込んでいた柱間細胞も暴走、追い詰められて香燐を人質に取り逃亡を図るが逆に香燐ごと急所に攻撃を受け致命傷を負う。そして最後に自らの身体に刻んだ「裏四象封印術」を用いてオビトとサスケを道連れにしようとするも失敗し、少年時代のヒルゼンとの記憶を想い出しながら、自爆して壮絶な死を遂げた。右目の万華鏡写輪眼は死後に回収されることを予期し、死の間際にあらかじめ自分で潰していた。
第四次忍界大戦では、駒が十分足りているという理由で穢土転生で蘇生されるには至らなかった。
『疾風伝』の「カカシ暗部篇」では、大蛇丸と共謀し柱間細胞の研究を続けていたことや半蔵と結託するまでの背景、うちは一族のクーデターに関わる背景などが描かれている。小説『イタチ真伝』では、九尾を宿しているナルトが差別されるきっかけを作った張本人であることが描かれている。
水戸門ホムラ（みとかど ホムラ）
声 - 宮田光、菊本平（少年）
演 - 市川欣弥（2018年歌舞伎版）→中村梅蔵（2019年歌舞伎版）
三代目火影・ヒルゼンやダンゾウらと同世代の忍であり、コハルとともに里のご意見番（相談役）を務める。眼鏡を掛けた老人。かつてはヒルゼン、コハルらとともに初代火影・柱間、二代目火影・扉間の教え子であった。ヒルゼンの火影在任時は、会議などの場で脇に控え、里の意思決定に参与した。ヒルゼンの死後は自来也に五代目火影就任を打診するが断られ、代わりに綱手の就任を了承する。里の最高幹部として、うちは一族の殲滅に関与しており、その真実を知っていた。そのことから、ダンゾウとともサスケの復讐の対象となるが、作中最後まで生き延びた。暁や他国から尾獣を狙われることを危惧し、人柱力であるナルトが里の外に出ることに慎重であったことから、五代目火影・綱手とは意見が対立した。
ナルトの火影在任時代においても存命であり、かなりの高齢ながら未だに相談役としての地位にあり、有事の際には呼び出されるなど、里に一定の影響力はあるようである。
うたたねコハル
声 - 翠準子、渡辺育子（少女）
演 - 市川段之（2018年歌舞伎版）→市川笑野（2019年歌舞伎版）
三代目火影・ヒルゼンやダンゾウらと同世代の忍であり、ホムラとともに里のご意見番（相談役）を務める。眼鏡を掛けた老人。かつてはヒルゼン、ホムラらとともに初代火影・柱間、二代目火影・扉間の教え子であった。ヒルゼンの火影在任時は、会議などの場で脇に控え、里の意思決定に参与した。ヒルゼンの死後は自来也に五代目火影就任を打診するが断られ、代わりに綱手の就任を了承する。里の最高幹部として、うちは一族の殲滅に関与しており、その真実を知っていた。そのことから、ダンゾウとともサスケの復讐の対象となるが、作中最後まで生き延びた。暁や他国から尾獣を狙われることを危惧し、人柱力であるナルトが里の外に出ることに慎重であったことから、五代目火影・綱手とは意見が対立した。
ナルトの火影在任時代においても存命であり、かなりの高齢ながら未だに相談役としての地位にあり、有事の際には呼び出されるなど、里に一定の影響力はあるようである。

### 上忍
シズネ
声 - 根本圭子
演 - 松林篤美（2017年 - 2019年）→小嶋紗里（2021年） / 中村梅乃（歌舞伎版）
綱手の一番弟子であり秘書役。綱手の恋人であった加藤ダンの姪。綱手に心から信頼されている数少ないくノ一で、トップクラスの医療忍者。攻撃の際は毒系統の術と暗器を用いる。ペットとして忍豚のトントン（声 - 根本圭子）を飼っている。ペイン襲撃時には人間道に魂を抜かれて一度は死亡したものの、改心した長門による「外道・輪廻天生の術」によって蘇生された。最終話では、シカマルと共に七代目火影となったナルトの補佐役をしている。
油女シビ（あぶらめ シビ）
声 - 浜田賢二
シノの父。木ノ葉崩しの際には、カンクロウの傀儡から放たれた毒煙玉の毒にやられたシノを治療した。ペイン襲撃時はシノと共に小南と対峙するも逃亡された。第四次忍界大戦ではイルカと共に雲隠れの孤島・島亀に向かい、戦場に行こうとするナルトを足止めした。
奈良シカク（なら シカク）
声 - 家中宏
シカマルの父でヨシノの夫。顔の右側には2本の傷がある。かつてはチョウザやいのいちと共に「フォーメーション猪・鹿・蝶」を結成していた。将棋でシカマルを軽く捻るほどの頭脳の持ち主。奈良一族の秘伝忍術である「影縛りの術」（「影真似の術」の旧称）や「影首縛りの術」などを使いこなす。
ペイン襲来の後には火の国大名との会議に出席し、綱手の後任火影としてカカシを推挙するもダンゾウに抑え込まれた。綱手の復帰後は第四次忍界大戦の作戦会議に出席したり、忍連合軍の連合会議に綱手の付き人として同伴したりと重要な役割を任されている。第四次忍界大戦では参謀格として忍連合軍の指揮を執ることとなり、その卓越した戦略眼には四代目雷影・エーからも「木ノ葉にはいい忍がいる」と評された。白ゼツによる特殊工作が展開された際には集積した様々なデータを分析し、ナルトの九尾チャクラが大きな打開策になることを導いた。その後は十尾と死闘を繰り広げる忍を援護したが、十尾が本部に向けて放った尾獣玉によって死を覚悟し、いのいちと共に十尾を止める策と息子のシカマルに対する最後の言葉を伝えて戦死した。
アニメ版では幼少期のナルトに親しくはしなかったが迫害もせず、息子のシカマルにはその接し方を自分で決めるように諭した。
山中いのいち（やまなか いのいち）
声 - 中村大樹
いのの父。山中一族の秘伝忍術である「心転身の術」を得意とする。かつてはシカクやチョウザと共に「フォーメーション猪・鹿・蝶」を結成していた。第四次忍界大戦では情報部隊の隊長に任命され、全部隊間の通信中継役を担った。十尾の放った尾獣玉によって死を覚悟し、シカクと共に十尾を止める策と娘のいのに対する最後の言葉を伝えて戦死した。
秋道チョウザ（あきみち チョウザ）
声 - 福田信昭
チョウジの父。秋道一族の15代目。息子以上の食いしん坊だが性格は強気で穏やか。秋道一族の秘伝忍術である「倍化の術」を駆使した棒術で戦う。かつてはシカクやいのいちと共に「フォーメーション猪鹿蝶」を結成していた。一族を背負う者として強い責任感を持っており、16代目を継ぐ息子には厳しく接しつつも、いつも苛められて友達が少ないトラウマから自信が持てなくなってしまった彼を心配してもいる。後輩のアスマからは慕われており、ダンとも交流が深かった模様。
ペイン襲撃時はカカシやチョウジと共に戦い、重傷を負うも生存した。第四次忍界大戦では第1部隊に配属され、蘇生されたダンと交戦する。その際に「穢土転生」で復活したアスマと戦えないチョウジを心配し叱咤していたが、決意を固めた彼が秘伝の丸薬無しにカロリーコントロールを成し遂げたことで、成長した事を確信していた。

### 特別上忍
エビス
声 - 飛田展男、塙愛美（幼少）
特別上忍であり家庭教師。丸いサングラスが特徴。自信家で理性的な性格だが、ナルト曰く「ムッツリスケベ」であり、ナルトのお色気忍術にもよくかかっている。当初は「九尾の化け狐」としてナルトを敵視していたが、木ノ葉丸を良い方向に導いた一件から彼を認めるようになった。第二部からは木ノ葉丸・モエギ・ウドンの班の担当上忍を務めるようになり、ペイン襲撃時にはペインたちに見つかりそうになった木ノ葉丸を庇い、ペイン地獄道にナルトの居場所を詰問されるも、彼を木ノ葉隠れの仲間として絶対に居場所を教えなかった。
森乃イビキ（もりの イビキ）
声 - 楠大典
木ノ葉暗部の拷問・尋問部隊隊長。全身に拷問された傷跡が残っており、普段は手袋や頭巾（額当て）で隠している。第一部では中忍選抜第一試験の審判を務め、受験生の覚悟を確かめて「次があるさ、などという覚悟の薄い愚図に中忍の資格はない」と断ずる一方、第二試験に向かうナルト達にエールを送った。ペイン襲撃時には畜生道の襲撃を食い止め、疾風伝では招き猫や六助に模した拷問器具を口寄せするなどしていた。アニメでは弟のイダテ（声 - 小上裕通）の存在が判明し、全身の拷問跡はその弟を逃がすために雨隠れに捕まった際に付けられたものであることが判明した。
みたらしアンコ
声 - 本田貴子
演 - 肥田野好美
かつての大蛇丸の弟子で、大蛇丸と同じく口寄せした蛇を用いた術を使用する。第一部では中忍選抜第二試験の審判を務めるが、試験中に大蛇丸の存在に気づき、自らの命を使って大蛇丸を殺そうとするも未遂に終わった。第二部ではカブトの追跡を行っていたが、第四次忍界大戦では自身の術を強める目的でカブトに拉致され、「穢土転生」を強化するために気を失った状態で呪印に残されていた大蛇丸のチャクラを吸収・利用された。カブトがイタチの「イザナミ」によってループに陥った後、気を失った状態でサスケの「解邪法印」によって呪印から大蛇丸が復活したことによって、アンコの首筋からは呪印が消失した。第四次忍界大戦後も健在であり、最終話ではアカデミーの教官を務めているが肥満体型になっている。チョウチョウとは同じ甘党であることから仲が良い。
月光ハヤテ（げっこう ハヤテ）
声 - 佐々木望
青白い顔で、常に咳きこんでいる。木ノ葉流剣術の使い手であり、「影分身」と併用した「三日月の舞」を使う。第一部では中忍選抜第三試験の審判を務めるも、試験後カブトの追跡任務を受けバキとの密会を目撃したため口封じに襲撃を受け、応戦するもバキの返り討ちに遭い敗死した。『疾風伝』では第四次忍界大戦にて蘇生され、他の忍2名と共に忍連合が保管していた特殊遺体（血継限界や秘伝忍術を使う忍の遺体）を強奪するため医療部隊を襲わされたが、その際にかつて恋人だった夕顔と再会し彼女に自分を止めるよう懇願、自ら夕顔の刀に貫かれて封印された。
不知火ゲンマ（しらぬい ゲンマ）
声 - 平田広明、東内マリ子（幼少）
演 - 平田広明（忍者イリュージョン版）
冷静で飄々とした性格で、口に咥えた千本が特徴。吹き出した千本はクナイの威力を相殺するほどの威力を持つ。少年時代にはガイ・エビスとスリーマンセルを組み、ガイの自分ルールに呆れながらも彼の努力と実力を評価していた。ライドウやイワシと共に四代目火影・波風ミナトの護衛小隊に所属していた過去を持つ。第一部の中忍試験では第三の試験の本選の審判を務めた。第一部の終盤ではシズネ・ライドウ・イワシと組んで任務に出ていたが、ライドウ共々音の四人衆と戦闘になり重傷を負った。第四次忍界大戦では大名たちの警護に当たっていたが、後に本物のマダラが穢土転生で蘇ったことから三人一組の「飛雷陣の術」で五代目水影・メイをマダラの元へと転送した。
並足ライドウ（なみあし ライドウ）
声 - 土田大、髙山ゆうこ（幼少）
顔の火傷の痕が特徴。戦闘では猛毒を染み込ませた黒刀を使う。かつてはゲンマやイワシと共に、四代目火影・ミナトの護衛小隊に所属していた過去を持つ。中忍試験最終戦では三代目の護衛を務めていたが、風影に化けていた大蛇丸の攻撃を受けて負傷した。第一部の終盤ではシズネ・ゲンマ・イワシと組んで任務に出ていたが、ゲンマ共々音の四人衆と戦闘になり重傷を負った。第二部で暁の飛段と角都が木の葉に侵入した際にはチョウジ・いの・アオバと共にフォーマンセルを組み、アスマ班の増援として駆けつけるも一足遅くアスマの死を看取った。第四次忍界大戦では大名たちの警護に当たっていたが、本物のうちはマダラが穢土転生で蘇ったことから三人一組の「飛雷陣の術」で五代目水影・メイをマダラの元へと転送した。
犬塚ツメ（いぬづか ツメ）
声 - 藤生聖子
キバの母。相棒の忍犬は、人間の言葉を話すことができる隻眼の大型犬・黒丸（くろまる、声 - 御園行洋）。第一部の木ノ葉崩しでは、娘のハナと共に迎撃へ向かった。
山城アオバ（やましろ アオバ）
声 - 石川英郎（第83話）→土田大（第98話）→津田健次郎（疾風伝以降）
サングラスを掛けた男性。大量のカラスを操る術を使う。第二部で暁の飛段と角都が木の葉に侵入した際にはチョウジ・いの・ライドウと共にフォーマンセルを組み、アスマ班の増援として駆けつけるも一足遅くアスマの死を看取った。忍連合軍の結成後は、ナルトを隔離するため雲隠れの孤島・島亀でナルトの世話役を務め、その際にはガイに倒された鬼鮫の情報を一部読み取ることに成功した。その後ガイと共に忍連合軍に合流し情報部隊に配属された。

### 中忍
うみのイルカ
声 - 関俊彦、山本泰輔（幼少時代）、高木渉（雨忍変装時）
演 - 市瀬秀和
里の戦力となる忍者を養成する忍者学校（アカデミー）の教師。鼻に横一文字の傷跡がある。教師以外にも雑務を兼任している。一人称は「オレ」で、ナルト達からは「イルカ先生」と呼ばれている。三代目火影から直接「火の意志」を伝授される。ナルトにとっては自分自身の存在を認めてくれた初めての相手であり、疎まれていたナルトの数少ない理解者として物語の序盤から寄り添い続けた。
かつて九尾の暴走で両親を失い、敢えて寂しさを紛らわすために奔放に振る舞い続けるという辛い幼少時代を送ってきた。そのため九尾の人柱力であるナルトに対しては複雑な思いを抱いており、根は色々気にかけつつも人一倍厳しく当たる傾向が強かった。しかし、禁術の巻物の盗難騒動を経て自分と同じく天涯孤独の身であるナルトの心情を深く理解し、九尾ではなく「一人の人間」としてナルトを受け入れ、影分身の術を成功させたナルトを一人前の忍者と認めて卒業祝いに自分の額あてを送った。
中忍試験の際には自らナルトの監視役を志願するなど、ナルトに対して家族のような思い入れを持っていた。また、ナルトにとっても父親のような存在であり、ナルトが落ち込んでいた時にはたびたび助言をしている。ペイン襲来時から木ノ葉隠れの里を守ったナルトが、かつて忌み嫌われていた里の忍や住人たちから「里の英雄」と称えられている光景を目の当たりにした時は、感極まり涙を流していた。第四次忍界大戦の際には、雲隠れの孤島・島亀でナルトの世話役を務めたが、戦場に向かおうとするナルトを止めようとするも強い意志の前に失敗し、その際にキラービーの言葉から今もナルトの心の深くに自分の存在があることを知って感動していた。
第四次忍界大戦後も健在であり、ナルトとヒナタの結婚式では感動していた。最終話ではナルトの息子・ボルトがイタズラしている様子を眺めて、かつてのナルトを思い出すかのように感慨を覚えていた。また、父が自分に構ってもらいたいためイタズラをするボルトの行動に理解を示し、「彼もいつかわかってくれる」と木ノ葉丸に諭すなど、ボルトの祖父のような立場に立っている。『BORUTO』では忍者学校（アカデミー）の校長になっており、かつての教え子でもあり新米教師であるシノを心配していた。
ミズキ
声 - 三木眞一郎、菅沼久義（幼少時代）
演 - 高橋里央
元忍者学校教師。表向きはお人好しな性格だが、本性は野心家で残忍な性格であり、激昂すると口調も荒くなる。主に背中の風魔手裏剣を使用して戦う。ナルトを騙して初代火影・柱間が封印した禁術の巻物を盗ませ、九尾が封印されていることをナルトに向かって暴露した上ナルトとイルカを殺そうとしたが、ナルトの影分身の術で返り討ちに遭い敗北した。
奈良ヨシノ（なら ヨシノ）
声 - 松井菜桜子
シカマルの母でシカクの妻。夫と息子にとても厳しい。シカクは「時折見せる笑顔が魅力的」と話していた。
犬塚ハナ（いぬづか ハナ）
声 - 斎藤恵理
キバの姉。相棒の忍犬は三つ子の忍犬・灰犬三兄弟。里の優秀な獣医として活躍している。第四次忍界大戦では第5部隊に配属され、10万体のゼツと交戦した。
たたみイワシ
声 - 船木真人
顎髭を生やした男性。ライドウやゲンマと共に四代目火影・波風ミナトの護衛小隊に所属していた過去を持つ。第一部の中忍試験では第三予選の審判を務めた。第一部終盤ではシズネ、ライドウ、ゲンマと組んで任務を行った。
はがねコテツ
声 - 河野智之
常にバンテージを付けている。鎖のついた大きなハンマーのようなものを巻物から出して戦う。幼馴染のイズモとは共に行動をすることが多い。綱手が五代目火影になってからは彼女の秘書業務もしている。第一部の中忍試験では第一予選の試験官を務めた。第二部ではアスマ、シカマル、イズモとフォーマンセルを組んで暁の飛段と角都と戦うが敗北した。第四次忍界大戦ではダルイの増援に加わり、イズモやダルイと共に蘇生された暁の角都と再び交戦した。
神月イズモ（かみづき イズモ）
声 - 坪井智浩
右目を前髪で隠している。主に水遁系の術を使用する。幼馴染のコテツとは共に行動することが多い。綱手が五代目火影になってからは彼女の秘書業務もしている。第一部の中忍試験では第一予選の試験官を務めた。第二部ではアスマ、シカマル、コテツとフォーマンセルを組んで暁の飛段と角都と戦うが敗北した。第四次忍界大戦ではダルイの増援に加わり、コテツやダルイと共に蘇生された暁の角都と再び交戦した。

### 暗部
卯月夕顔（うづき ゆうがお）
声 - 根本圭子
カカシの後輩でかつてのハヤテの恋人。第一部では、中忍試験の裏でハヤテが殺害されてしまったことがトラウマとなって暗部を抜けていた。第四次忍界大戦では医療班の支援任務に就いていたが、カブトの「穢土転生」で蘇生されたハヤテの追跡任務を命じられて実戦に復帰、最初は刀を抜くことに躊躇っていたが、自分を倒してほしいというハヤテの願いを聞き届けるためにトラウマを克服し、「三日月の舞」でハヤテを倒して封印することに成功した。
山中フー（やまなか フー）
声 - 坂巻学、木島隆一（少年時代）
根のメンバー。ポニーテールにしたオレンジ髪が特徴。山中一族の忍であり、チャクラを感知する能力と「心転身の術」を応用したトラップ忍術を使う。五影会談の際にはダンゾウの護衛を務めた。サスケ達による襲撃を受けて帰路に着いていたところをトビ(オビト)に襲撃され、捕縛されてトルネが「穢土転生」される際の生贄にされ死亡した。
油女トルネ（あぶらめ トルネ）
声 - 高橋英則
根のメンバー。顔にゴーグルと一体化したようなマスクを着けている。毒蟲を操る油女一族の忍・油女シクロの子で、彼も毒蟲を操ることができ、その抗体を持つ。『疾風伝』ではその過去が語られており、シノとは兄弟同然に育ったが、自身は毒蟲を宿す体質のせいで忍者学校に通えなかった。シノの入学から間もなくして、ダンゾウに根への入団を要求されたシノに代わって根に加わり、フーとツーマンセルを組んで友情を育んでいた。
五影会談の際にはダンゾウの護衛を務めていたが、サスケ達による襲撃を受けて帰路に着いていたところをオビトに襲撃され、捕縛されて「穢土転生」の実演のために首を折られ死亡し、フーを生贄にカブトの「穢土転生」によって蘇生された。『疾風伝』ではその後、失敗作の集まりで編成された穢土転生連合軍を率いて戦場に現れる。しかしそれは蟲分身の術による囮であり、自身はその隙に、蟲に感染させた人間を深い穴の中に放り込み、その中で毒蟲を培養して爆発させ、辺り一面に毒ガスを撒き散らす禁術「壺毒の術」の準備をしていた。自身の存在を察知したシノと再会し戦闘となるが、毒蟲の毒への抗体を持つ蟲を培養していたシノに敗北して封印された。

### その他の忍
自来也（じらいや）
声 - 大塚芳忠、奈良徹（幼少）
演 - 梅垣義明（2015年 - 2016年）→久松りょうた（2016年ワールドツアー）
伝説の三忍の一人。ヒルゼンの弟子で、ナルトの師匠にして名付け親。ミナトや長門、小南、弥彦らは弟子に当たる。長い白髪の一部を後頭部でまとめた大柄な男で、目元に赤い隈がある。額には木ノ葉の額当てではなく「油」と書かれた専用の額当てを付けており、背中には巨大な巻物を背負っている。「忍とは忍び耐える者」という思想の持ち主であり、この思想は弟子のナルトにも受け継がれている。忍としては大蛇丸と同等の力を持ち、高度な火遁・土遁や封印術、時空間忍術など強力な術を多用できる他、後述の経緯から仙術も会得している。
大蛇丸や綱手とは同期の幼馴染であり、修行時代は共に後の三代目火影・ヒルゼンに師事していた。ある日の修行中に動物との契約の無い状態で口寄せを発動してしまったために、逆に自身が口寄せされる形で蝦蟇の里・妙木山に迷い込んでしまい、そこで出会った蝦蟇たちの下で数年の間仙術の修行を受けて仙人モードを会得した。またその際に大ガマ仙人により「自来也が立派な忍者となり、彼の弟子が忍びの世界に大きな変革をもたらすことになるが、自来也の選択によりその者が平和をもたらすか破滅をもたらすかが決まる」との予言を受けた。
その後は本を書きながら大ガマ仙人の予言に従い弟子探しの旅に出るが、第三次忍界大戦の勃発により旅を中断し木ノ葉の忍として任務に参加することになり、綱手や大蛇丸らと共に多大な戦果を挙げて「伝説の三忍」の一人にまで謳われた。また、戦場となった雨隠れの里で弥彦、長門、小南という三人の孤児と出会い、彼らが戦災孤児であることを知ると三人の世話をしながら忍としての修行を行い、彼らの成長を見届けた後に木ノ葉に帰還した。この時に長門が輪廻眼の持ち主であるのを知り彼が予言の弟子ではないかと考え、弥彦を守る為に殺人を犯したことで思い悩む長門に、その眼の意味をよく考えるように訓示した。
第一部では中忍試験の直前に里に帰還し、そこで出会ったナルトにその身を案じて「九尾のチャクラの引き出し方」と「口寄せの術」を教えた。ヒルゼンの死後には相談役達から五代目火影への就任を要請されるが、それを固辞する代わりに五代目火影として綱手を推薦し、ナルトと共に綱手捜索の旅に出る傍ら、道中ではナルトに高等忍術である「螺旋丸」を伝授した。そして綱手と出会い話を切り出すも一度は断られるが、その一週間後に綱手が大蛇丸の元へ向かったことを知るとナルトやシズネと共に後を追って合流し大蛇丸やカブトと交戦。大蛇丸は術を封じられていたが、自身も綱手によって酒に毒を盛られていたためチャクラを上手く練れず劣勢を強いられるも、綱手の渾身の一撃によりなんとか撃退した。サスケが里を抜けた後はナルトを正式な弟子とし、約二年半余りの間里の外で修行を行った。
第二部では暁のリーダーであるペインの居場所を突き止めるために雨隠れの里に潜入し、侵入を察知したペインと小南の襲撃を受ける。そこでペインの輪廻眼を目にし、その正体がかつての弟子・長門であることを悟ったが、新たに現れた正体不明の二人のペインの襲撃を受け、フカサク夫妻の援護もあり三人のペインを撃破したものの、さらに新たなペイン三人の不意打ちを受け左腕を失い、倒したはずの三人も復活し、計六人のペインと対峙し交戦となる。その最中に六人のペインは全員かつて自分が会ったことのある忍であることに気付き、その直後にペイン達の集中攻撃によって致命傷を負うが、最後の力を振り絞ってフカサクの背中に現状で分かっているペインの情報を記すも、直後にペインの一人の攻撃を受けて沈められ、静かに笑みを浮かべながら死亡して水底に沈んでいった。
なお、その後の第四次忍界大戦では多数の名のある忍が穢土転生によって復活させられたが、自来也についてはその遺体が水底深くに沈んでおり、身体の一部（遺伝子情報になるもの）を手に入れる事が不可能であったことから復活させられなかった。
猿飛木ノ葉丸（さるとび このはまる）
声 - 大谷育江、小池亜希子（疾風伝にて一時代役）、高橋英則（青年期）
演 - 辻諒
三代目火影・ヒルゼンの孫でアスマの甥。常に青いスカーフを着用している。一人称は「オレ」で、口癖は「〜コレ」。火影の孫として扱われ、誰も自分自身を見てくれないことに不満を持ち、祖父や家庭教師のエビスに反発していたが、初めて自然体に接してくれたナルトとの出会いにより祖父のような火影を目指すようになる。以降はナルトを「ナルト兄ちゃん」と呼び慕い、出会ってはお色気忍術を競い合っていたほか、第二部では下忍に昇格し、修行から戻ったナルトから螺旋丸を伝授されており、その過程で影分身を会得した。ペイン襲撃時には完成させた螺旋丸によって、ペインの1体の地獄道を倒した。
第四次忍界大戦終結の約10年後には精悍な青年へと成長し、最終話ではかつてのイルカやナルトのように悪戯をするボルトを叱るなど、精神的にも成長している。 『BORUTO』では、ボルト・サラダ・ミツキのスリーマンセルの担当上忍を務めている。本編で両親の描写は無いが、劇場版『BORUTO』公開前のジャンプ描き下ろし漫画では、両親が共に暗部の忍であったことが紹介された。
風祭モエギ（かざまつり モエギ）
声 - 下屋則子
活発で元気な少女であり、木ノ葉丸と同様にナルトを慕っている。第二部からは下忍となり、自意識過剰になりやすい木ノ葉丸のストッパー役を務めている。木ノ葉丸のことは忍者学校時代には「ちゃん」付けで呼んでいたが、下忍となってからは「君」付けに変えている。
本作では名前のみの表記だったが、『BORUTO』でフルネームが判明しており、同作ではいのじん・シカダイ・チョウチョウの3人の担当上忍を務めている。
伊勢ウドン（いせ ウドン）
声 - 重松朋、野瀬育二（青年期）
眼鏡を掛けて惚けたような顔をした少年であり、木ノ葉丸と同様にナルトを慕っている。第二部からは下忍。第四次忍界大戦の約10年後には、真面目そうな顔立ちの青年に成長している。
本作では名前のみの表記だったが、アニメ版『BORUTO』でフルネームが明かされ、同作ではメタル達の担当上忍となっている。
日向ヒアシ（ひゅうが ヒアシ）
声 - 津田英三
ヒザシの兄で、ヒナタとハナビの父。第一部の開始時で日向宗家の当主。「日向は木ノ葉にて最強」と自負している。
一族のためなら私情を挟まない厳格な性格で、才能の乏しいヒナタを跡継ぎに相応しくない落ちこぼれとして見放し、次女のハナビを跡継ぎに指名している。しかし、その真意は、時に非情な決断を迫られる当主の役目を果たすには彼女の性格が優しすぎる点を案じていたためであり、内心は複雑な感情を抱いていた。
かつて雲隠れの里の忍が和平条約を結ぶためと偽って木ノ葉を訪れ、白眼の秘密を探る目的でヒナタを誘拐しようとした際に、それを防ぐためにその忍達を殺害したが、それに言い掛かりを付けた雲隠れの里からヒアシの遺骸を要求される。弟のヒザシは自分の身代わりとして殺されることを決意し、自身は反対するも決意の固い弟を止めることができず、結果的にヒザシが命を落とす原因を作ってしまった。甥のネジからは父の仇として恨まれており、自身もネジに対して罪悪感を抱いていたが、第一部の中忍試験終了後には彼に事件の真相を伝えて和解を果し、それ以降は彼の修行にも付き合うようになった。『疾風伝』のオリジナルエピソードでは、試験終了後に再びヒナタが雲隠れの忍に攫われたことを知り、ヒナタの奪還に向かっていたネジを追って彼の窮地を救うといった描写があった。以降はヒナタと和解し、ネジと共に3人で茶を飲むシーンがあった。
第四次忍界大戦では第1部隊に配属され、蘇生されたヒザシと交戦した。十尾との戦いではネジとの連携で十尾の猛攻を防ごうと奮戦するも、ナルトとヒナタを庇ったネジの死を看取ることになる。その後はナルトから九尾チャクラを受け取り、ネジの死に報いるため反撃に出た。
日向ハナビ（ひゅうが ハナビ）
声 - 浅井清己
ヒアシの次女。ヒナタより5歳下の妹で、日向一族の跡取り候補。ヒナタを超える才能と実力を持つと言われ、宗家の跡取りとなるべくエリート教育を受けている。趣味はヒアシとの修行。姉のヒナタを幼少の頃より慕っていたが、優しすぎるため跡目争いから脱落したヒナタに代わり、日向一族を守らなければならないのが自身に定められた運命と考え、孤独の中で強さを追い求める日々を送っていた。しかし、ヒナタがナルトの影響を受け落ちこぼれから脱却していく様子を見て次第に疑問を持つようになり、最終的にペイン襲撃時における彼女の活躍を知って自らの考えが間違っていたことに気づき、運命ではなく自分自身の意思で宗家を継ぐ事を決意した。第四時忍界大戦では防衛のため里に残り、ヒナタたちを見送っている。
地陸（ちりく）
声 - 大塚明夫
火ノ寺の忍僧。第二部では、九尾の人柱力であるナルトの探索のために木ノ葉隠れの里を襲撃した暁の飛段や角都と戦うも敗北し死亡、遺体は換金所に持ち込まれた。『疾風伝』のオリジナルエピソードでは「守護忍十二士」の元メンバーであったことが描かれており、旧友のアスマら5人と共にクーデター未遂を起こしたカズマら6人を倒したが、クーデター阻止の側に付いたメンバーも6人中4人が死亡し、生存したのは自身とアスマの2人のみとなってしまったという経緯が明かされた。
ウルシ
声 - 菊本平、福井美樹（幼少期）
第四次忍界大戦に参加した忍。ノノウの孤児院にいた孤児としてカブトの回想に登場した。カブトとは義兄弟のような関係で、戦争中も長年の任務から帰ってこない彼の身を案じていた。戦後は、カブトと共に孤児院を運営している。

### かつての忍
うずまきクシナ
声 - 篠原恵美
演 - 小嶋紗里 / 市川笑三郎（歌舞伎版）
四代目火影・波風ミナトの妻でナルトの母。語尾に「ってばね」と付けるのが口癖で、動揺や興奮すると表れる。ナルトの前任の九尾の人柱力。うずまき一族特有の真紅の長髪を持つ美人で、綱手と自来也曰く「子供の頃はお転婆かつ少年のようだった」。サスケの母・ミコトとは友人関係にあり、生後間もないサスケとも面識がある。渦の国・渦潮隠れの里の出身だが、故郷の同盟国である火の国・木ノ葉隠れの里が管理する九尾を抑え込む特殊なチャクラを持っていたことから、幼い頃秘密裏に木ノ葉に連れられ、木ノ葉上層部の関係者に保護されていた。その後は自分が人柱力であることに関して複雑に思っており、ナルトと同じく心底では九尾に憐みを抱いていたが和解には至らなかった。
アカデミー時代は太っておりポッチャリ体型だったことから同級生に「トマト」とからかわれていたが、持ち前の激しい気性でいじめっ子を次々と返り討ちにしたため「赤い血潮のハバネロ」とも恐れられた。うずまき一族の特殊なチャクラを知っていた雲隠れの忍に誘拐されかけるも、間一髪のところで一人駆けつけたミナトに助けられた。その際赤い髪を誉められたことで彼を意識し、恋に落ち最終的に二人は結ばれ結婚した。ミナトに好意を抱いてからはとがった面がなくなり痩せて美人になったが、夫婦喧嘩ではナルトに九尾を封印する件以外では負けたことがない。ミナトとリンが好評するほどの料理上手。
ナルトを出産する際に封印の力が弱まったところを仮面の男（オビト）に襲われて九尾を引きずり出され、うずまき一族の生命力のおかげでまだ生きていたが、尾獣を抜かれたため死を逃れられない状況だった。ミナトと共にナルトを庇って九尾の爪に貫かれ死亡した。この時ミナトと同じく自分の精神とチャクラをナルトの中に残し、雲隠れの孤島・島亀でナルトが尾獣の力を己のものにする儀式を行った際に九尾に飲み込まれそうになったナルトを救い、自分の過去について話した。九尾の器にしてしまったこと、重荷を背負わせてしまったこと、一緒に生きて愛情を注いであげられなかったことを悔いながら詫びるも、「父ちゃんと母ちゃんの子で良かった」とナルトから言われ、自分達の愛情がちゃんとナルトに伝わっていたことに涙し喜びながら、ナルトと抱擁を交わし消えていった。
うちはフガク
声 - 松本大（第84話）→浜田賢二（第129話以降）
イタチとサスケの父。元木ノ葉警務部隊隊長。木ノ葉隠れの里の下で虐げられ続けていたうちは一族のためにクーデターを計画してその首謀者となり、イタチを木ノ葉上層部へのスパイとして送り込んでいた。しかし、争いを嫌ったイタチには二重スパイという形で裏切られ、イタチに襲撃されてその事実を知った時には、里のために苦渋の決断を下したイタチの行為を受け入れて彼を自らの誇りであると評し、1人残されるサスケのことを託して殺害された。小説『イタチ真伝』では、万華鏡写輪眼を開眼しておりその強烈な瞳力から「兇眼フガク」と恐れられていた事、また里に不満を持つうちは一族をできる限りクーデターにつながらないように取りまとめることに苦労していたことが語られている。
うちはミコト
声 - さがらえみ
イタチとサスケの母。上忍のくノ一。クシナとは友人関係にあった。うちは一族のクーデター前日にイタチに襲撃され、夫と共にイタチの行為を受け入れ、サスケのことを託してイタチに殺害された。
日向ヒザシ（ひゅうが ヒザシ）
声 - 伊藤和晃
ヒアシの双子の弟でネジの父。容姿はヒアシと瓜二つ。本家筋だが本家の跡取りがヒアシであったため分家に収まる。分家の者であるため、額には呪印が刻まれていた。かつては宗家のことを憎んでいたが、雲隠れの里が兄であるヒアシの遺骸を要求した際、兄・家族・里を守るためにヒアシの影武者として自ら死を選び命を落とした。第四次忍界大戦ではカブトの「穢土転生」によって蘇生されヒアシと交戦となり、操られながら戦う現状を「宗家を恨んだ罰」と嘆いたが、ヒアシからネジの成長を聞かされ驚いた。その後は「穢土転生」の解除により昇天した。
はたけサクモ
声 - 遠藤大智
カカシの父。姿形は息子のカカシと似ている。かつては「木ノ葉の白い牙」の異名を持ち、当時は各国の忍達に知られていたほどの凄腕の忍だったため、彼の前では後輩となる伝説の三忍（自来也・綱手・大蛇丸）の名ですらも霞むほどの天才忍者だったとされている。しかしかつて隊長としてある極秘任務で敵地に潜入した際、仲間の命か任務遂行かの二択を迫られた末に仲間の命を選び任務を中断したが、里の仲間や助けた仲間達にまで恩を仇で返される形で激しく中傷され、心身を患った末に自殺した。今ではその汚名は濯がれており、大名からも一目置かれているほどの英雄的存在となっている。
その後サクモの魂は、自分の選択が息子のカカシを苦しめることになったと生と死の狭間の世界で彷徨っていたが、ペインとの戦いで一度死亡したカカシと再会を果たす。彼から今まで経験したことや自分のことを誇りに思っていることを聞かされたことで抱え続けていた苦しみから解放され、「外道・輪廻天生の術」で蘇ろうとしていたカカシに「やるべきことが残っている」と告げ、ようやく妻に会えると言い残して別れ昇天した。
マイト・ダイ
声 - 江原正士
ガイの父。太眉にヒゲを蓄えた男性。当時は下忍から一向に昇格できない「万年下忍」として同年代の忍たちからバカにされていたが、それをも悪口ではなく応援ととるポジティブな性格で、下忍ながらも修行を重ね20年かけて「八門遁甲の陣」を会得、少年時代のガイに「自分ルール」と共にこの術を伝授した。当時のガイがエビスやゲンマと共に「霧の忍刀七人衆」に遭遇した際に救援に駆けつけて足止めを引き受け、3人を守るために八門の全門を開放して挑み、その引き換えで死亡した。
うずまきミト
声 - 下川江那、宮下典子（壮年期）
初代火影・千手柱間の妻で綱手の祖母。渦潮隠れの里の出身で、特殊な封印術を持ったうずまき一族の血縁者。クシナの前任の九尾の人柱力で、敵意を感知する能力を持つ。夫の柱間とマダラによる終末の谷での激闘後、自ら九尾を体内に封印して人柱力になった。尾獣を危険視するため九喇嘛の力を振るうことには否定的であり、その姿勢に抑圧を感じた九喇嘛とは和解することができなかった。老齢により九尾を後任の人柱力に譲ることになり、死の前には過酷な宿命を背負うことになったクシナを激励していた。
猿飛ビワコ（さるとび ビワコ）
声 - 渡辺育子
三代目火影・猿飛ヒルゼンの妻でありアスマの母、木ノ葉丸の祖母。男勝りな性格であり、クシナの事で弱気になりがちなミナトを叱り飛ばしていた。現役の頃は優秀な医療忍者でありクシナの出産にも付き添うが、オビトの襲撃を受け殺害された。疾風伝では、少女時代に転倒したところをマダラに助け起こされるもマダラを怖がるという一面もあった。
うちはカガミ
声 - 河西健吾
うちは一族の忍。うちは一族の中では珍しい低い鼻と癖毛が特徴。かつては柱間と扉間の教え子であり、現役時代にはヒルゼンやダンゾウらと共に二代目火影・扉間の小隊に所属していた。シスイやイタチと同じように一族を越えて里のことを考えて尽力していたため、うちは一族を警戒していた扉間からも大きな信頼を得ていた。またアニメ版『疾風伝』のカカシ暗部篇にて、ダンゾウは「あやつの瞳術には幾度も助けられた」と語っている。
秋道トリフ（あきみち トリフ）
声 - 遠藤純平
秋道一族の忍。かつては柱間と扉間の教え子であり、現役時代にはヒルゼンやダンゾウらと共に二代目火影・扉間の小隊に所属していた。
縄樹（ナワキ）
声 - 小林由美子
綱手の弟。かつては火影になる夢を抱いていた。12歳の誕生日に綱手から初代火影の首飾りをプレゼントされるが、奇しくもその翌日の任務中に死亡した。
加藤ダン（かとう ダン）
声 - 鈴木琢磨
綱手の最愛の恋人にしてシズネの叔父。かつては火影になることを夢見ていた。かつて綱手から首飾りを贈られるが、敵戦線での任務中に彼女の目の前で死亡した。第四次忍界大戦ではカブトの「穢土転生」によって蘇生されチョウザと交戦。「穢土転生」が解除された際には自身の「霊化の術」で綱手の元に向かい、マダラと戦う彼女の危機を救った後、精神世界で綱手の額にキスして昇天した。
うちはオビト
うちは一族の中忍でカカシの親友。仲間想いで熱い心を持ち、負けず嫌いでやや好戦的な性格。第三次忍界大戦の「神無毘橋の戦い」にてリンの救出直後に敵の術からカカシを庇って岩に右半身を押し潰されて瀕死の重傷を負い、カカシに「上忍昇格祝い」として左目の写輪眼を譲り岩石に押し潰されて殉職したと思われていた。後に、カカシと驚きの再会を果たすことになる。
のはらリン
声 - 七緒はるひ
演 - 伊藤優衣
医療忍術に長けている中忍のくノ一。オビトから想いを寄せられていたが、本人はカカシに好意を抱いており、カカシの上忍昇格のプレゼントとしてお守りを縫い付けた「個人用特別医療パック」を贈っていた。「神無毘橋の戦い」でオビトを失う。霧隠れの忍による「任務の帰還後に三尾を暴走させて木ノ葉を潰す」という作戦のために心臓に操り人形となる呪印札を植え付けられ、三尾の人柱力にされる。カカシに救出されるも、自身は里を守るために自らカカシの雷切を心臓に受けて息絶えた（実際はオビトを闇に染めて自身の駒にするためのマダラの策略だった）。その死後も魂はオビトを見守っており、第四次忍界大戦末期でナルト・サスケ・カカシをカグヤの攻撃から庇って死亡したオビトの魂を迎えた。
うちはシスイ
声 - 木内秀信、河西健吾（少年時代・イタチ真伝）
「瞬身のシスイ」の異名を持つうちは一族の忍。万華鏡写輪眼の開眼者であり、対象者を幻術に掛けられていることにすら気付せないまま操る高等幻術・「別天神」を使うことができた。アニメオリジナル「イタチ真伝篇」では幼少時のイタチに忍としての心得を教えており、イタチも彼の想いに共感し慕っていた。イタチ同様に一族の枠を越えて里のために尽くした数少ない人物であり、うちは一族がクーデターを企てた際には、それを止めるために首謀者のフガクに対して「別天神」を使おうとしていたが、自身を信用していなかったダンゾウによって片目を奪われた。残ったもう片方の眼をイタチに託し、自らの眼を巡って戦いが起きぬように死を選び、万華鏡写輪眼の開眼条件を満たすために自殺に見せかけて自身をイタチに殺害させた。
シン
声 - 近藤隆
かつての「根」のメンバー。サイとは兄弟のような存在だったが、根の最終試験である決闘を前に病死した。第四次忍界大戦ではカブトの「穢土転生」によって蘇生されて偵察部隊に振り分けられるが、サソリの傀儡の代用として操られ、デイダラの起爆粘土を体内に仕込まれるなど道具同然に扱われた。カンクロウ率いる奇襲部隊との交戦でサイと再会、彼の描いた絵を目にしたことで魂の呪縛が解け、サイに礼の言葉を残して昇天した。
薬師ノノウ（やくし ノノウ）
声 - 恒松あゆみ
両親と離れ離れになった子供を育てる孤児院のマザー。医療忍術を使うことができ、昔は「歩きの巫女」とも呼ばれた根の諜報部一のエリートだった。岩隠れのスパイをしていた時は「ナニガシ」という偽名を使っていた。戦火に巻き込まれて記憶喪失になっていたカブトの名付け親でもあり、目が悪かった彼に自分の眼鏡を与え、医療忍術を教えた。既に引退した身であったが、ダンゾウから岩隠れ潜入の命を受け、従わなければ孤児院を襲撃すると遠まわしに脅迫され、子供たちを守るために任務を受けることになった。さらに孤児院から子供を一人差し出せと言われ、自ら忍に志願したカブトを根に差し出すことになってしまった。
後にダンゾウからカブトが孤児院を出て行った本当の理由を知ることになり、彼を解放することを懇願するが、ダンゾウからカブトを救うための条件としてある男を暗殺するよう命令された。しかし、そのターゲットこそ根の情報操作によって別人に見せかけられたカブトであり、根によって偽の写真を見せられ別の人間をカブトだと思い込まされていたため、本物のカブトの顔を見ても他人だと思い込んでいた。そして彼に襲いかかるも反撃を受け、彼が本物のカブトであったことに気付くことなく死亡した。

### 一般人
テウチ
声 - 朝倉栄介
演 - 尾藤イサオ（忍者イリュージョン版）
ナルトがよく通う小さなラーメン屋「一楽」の店主。カカシの素顔を見た数少ない人物。九尾の人柱力であったため迫害されていた頃からナルトにも優しく接していた数少ない人物であり、ナルトが下忍に昇格してからも度々サービスでラーメンを奢っている。娘のアヤメを溺愛しており、アニメではアヤメに付き合ってダイエットラーメンを食べているうちに激痩せしたことが明かされた。戦後はナルトとヒナタの結婚祝いに「ナルトの永久無料食べ放題券」を贈り、2人の結婚式にも出席した。
アヤメ
声 - 細野雅世
「ラーメン一楽」の看板娘で、テウチの愛娘。父と共にカカシの素顔を見た数少ない人物。アニメでは一時的に激太りし、ダイエットラーメンによって元の体型に戻っている。疾風伝ではラーメン職人の修行に出かけており、修行先でつけ麺の良さに目覚め、里に帰郷後一楽をつけ麺の専門店に変えてしまい、普通のラーメンを食べたいナルトから文句を言われていた。戦後にはテウチと共にナルトとヒナタの結婚式にも駆けつけた。
スケア
声 - 鈴村健一
「新伝・風の書」収録の読み切りに登場する写真家の青年。目元には紫色のメイクをしており、口元にホクロがある。元は忍で、暗部に所属していた。カカシの素顔を暴こうとするナルト・サスケ・サクラに協力するが、ことごとく失敗に終わりナルトたちと別れ去っていった。その正体はカカシの変装。目には写輪眼を隠すためのカラーコンタクトを装着しており、さらに左目の傷を隠すためにメイクを行い、声色まで変えていたため、ナルトたちは全く気付けなかった。

## 砂隠れの里（風の国）
我愛羅（ガアラ）
声 - 石田彰
演 - 須賀健太（2015年 - 2016年）→植田慎一郎（2016年ワールドツアー）→納谷健（2021年以降） / 米花剛史
砂隠れの里の忍。四代目風影・羅砂の次男で、カンクロウとテマリの弟。出生時に里の兵器として一尾・守鶴を憑依させられた人柱力。特徴的な両目の隈は、守鶴に体を乗っ取られる恐怖から、満足に眠れないことが原因の慢性的な不眠症によるもの。背中には砂の入った瓢箪を常に背負っており、この中の砂や周囲の砂を自在に操る力を持つ。また眠ることで一尾・守鶴の意志を覚醒させ、尾獣化することができる。
母の加琉羅の命と引き換えに生を受けるが、かつては守鶴の力を制御しきれず里の人間から恐れられ、父の羅砂からも疎んじられて孤独な幼少期を送っていた。唯一、叔父（加琉羅の弟）の夜叉丸にだけは心を開いていたが、6歳の頃に羅砂の命を受けたその夜叉丸に命を狙われ、返り討ちにした彼の口から「姉の命を奪って生まれたアナタを憎んでいた」という言葉を聞かされ絶望した。この出来事は彼の心を深く傷つけることになり、以来目に付くもの全てを手当たり次第に破壊・殺戮する残忍な性質となっていった。以降も父から何度も刺客を送り込まれてきたため、血を分けた家族であっても憎しみと殺意での繋がりとしか考えられず、実の兄弟であるテマリやカンクロウですら気に入らなければ殺すと豪語するほどの殺伐とした性格になってしまった。
第一部の中忍試験では、第二予選では開始早々に遭遇した雨隠れの忍のチームを躊躇なく全員抹殺し、最高記録を大きく更新する97分という異例の早さで、かすり傷や汚れすらもなく通過した。第三予選ではリーと対戦し、苦戦しながらもリーが大技「裏蓮華」を放った直後の反動を突き、攻撃し重傷を負わせて勝利した。本戦ではサスケと対戦しやや苦戦するが尾獣化により圧倒。その後の木ノ葉崩しでは自分と同じく人柱力として育ったナルトと死闘を繰り広げ、その中でナルトの強さの理由が「他者とのつながり」にあると気付き、以来自分と同じ苦しみを知り新たな道を示してくれたナルトに感謝と憧れの感情を持つようになった。この頃から周囲に少しずつ心を開いていき、人間味を取り戻していった。その後のサスケ奪還任務では綱手の要請に応じて救援に駆け付け、かつて戦ったリーと共闘して音の五人衆の君麻呂を倒すことに成功した。
第一部と第二部の間には父の跡を継いで五代目風影に就任。里の上役達からは人柱力であることから疎まれていたものの、その他の里の住人たちからは大きな支持を集めるようになった。第二部では一尾を狙って里に侵入した暁のデイダラに襲撃され、彼の左腕を潰すも直後の里を狙った攻撃を防いだ際に隙を見せてしまい、自身の砂の盾に仕込まれた起爆粘土の爆発の衝撃をまともに受けて敗北。気絶したところをそのまま暁に連れ去られ、守鶴を抜かれたことにより一度は息絶えたものの、救援に来たナルト達に身体を回収され、相談役であったチヨの転生忍術により息を吹き返した。五影会談では襲撃してきたサスケに対し、復讐を思い直すよう説得するが拒絶され涙を流した。会談終了後帰国する際には宿にいたナルトの元に赴き会談での一件を伝え、「友としてサスケのために何をしてやれるのかよく考えろ」と言い残して里に戻った。
第四次忍界大戦では忍連合戦闘大連隊の連隊長兼第4部隊長に任命されて現場における指揮を任され、出陣直前には全軍を鼓舞する演説を行い結束を促した。戦場では穢土転生で蘇った無・鬼灯幻月・三代目エー・羅砂の存在を感知してオオノキと共に彼らを迎撃。無を除く3人を砂で拘束し、羅砂に「自分は母の加琉羅から愛されていた」という真実を聞かされると同時に、父も自分を孤独にさせてしまったことを後悔していたことを知り涙を流し、里の未来を託されながら父を封印して見送った。その後は無と幻月をオオノキとともに迎撃し幻月の封印に成功するが、無は分裂の能力で取り逃がしてしまい、彼が本物のマダラを口寄せしたことで戦況が一変し、五影達はマダラを迎え撃つも返り討ちにあい瀕死の状態に陥るが、綱手の医療忍術により復活し、他の五影達と共に戦場に赴いた。
ナルトが「陽」の九喇痲を抜かれ瀕死の状態に陥った際は、治療役のサクラと共にミナトのもとに向かうが、そこで十尾の人柱力となったマダラの襲来に遭い、駆けつけたガイが八門遁甲の術を発動させたことで、ミナト・カカシ・リーと共にガイのサポートに回った。マダラが無限月読を発動した際には、「家族と平和に暮らす幼少期の自分が、この頃からナルトと友達として交流している世界」を見せられていた。大戦終結後は引き続き風影を続けており、髪型はストレートの七三分けに変わっている。また、里の少年であるシンキを養子としている。
テマリ
声 - 朴璐美
砂隠れの風遁使いのくノ一。四代目風影・羅砂の長女で、我愛羅とカンクロウの姉。第一部では下忍であったが、ナルトの修行中に上忍となる。金髪の後ろ髪を4つに分けて縛っているのが特徴。いつも背中に身の丈ほどある扇子を背負っており、戦闘時には扇子で風を巻き起こして戦う風遁忍術の使い手。男勝りで好戦的な性格だが、他者を気遣う優しさも併せ持っている。
相手の能力を瞬時に分析するなどの緻密な分析力も備えている。前述した好戦的な一面はあるものの、大蛇丸が画策した木ノ葉崩しの件においては批判的な見解を示すなど理性的な一面もある。
第一部の中忍試験第三予選ではテンテンと対戦し、全ての武器を扇子で弾き返して勝利した。本戦ではシカマルと対戦して頭脳戦を繰り広げるが、一枚上手だったシカマルに追い詰られるも最終的にはシカマルがチャクラ切れで棄権したため勝利した。木ノ葉崩しの際はカンクロウと共に我愛羅を連れて逃走するが、サスケと戦おうとする我愛羅に木に叩きつけられ戦いを見守った。その後我愛羅がナルトとの戦いで変わったことを機に三姉弟の関係は大きく変わり、互いに信頼しあうまでに良好な姉弟関係を築くようになった。サスケの奪還任務では中忍試験で戦ったシカマルの援護に駆けつけ、音の四人衆の多由也をあっさり倒した。
第二部では砂隠れの里の上忍として、後進の育成や他里との掛け渡し役を務めるようになった。五影会談では我愛羅の護衛として鉄の国にカンクロウと共に同行。会談終了後はナルトたちを発見し、会談での出来事をナルトたちに伝えた。第四次忍界大戦では第4部隊に配属され、我愛羅やオオノキらと共に蘇ったかつての五影達と戦闘。その後は第4部隊と共に復活した十尾と交戦するナルトたちと合流して十尾と交戦した。戦後は黙の国での任務の後にシカマルとの距離が縮まり（小説『シカマル秘伝』）、ナルトとヒナタの結婚（小説『木ノ葉秘伝』）の後にシカマルと婚約した（小説『我愛羅秘伝』）。その後砂隠れでのクーデター鎮圧の後に正式に結婚し、以降は奈良テマリと名乗っており、息子のシカダイを授かり木の葉の里に在住している。
カンクロウ
声 - 加瀬康之
砂隠れの里の忍。テマリの弟で我愛羅の兄。口癖は「～じゃん」。黒い衣装に歌舞伎役者のような隈取をしている。烏、黒蟻、山椒魚といったカラクリを仕込んだ傀儡人形を操って戦う傀儡師。やや短気で敵の挑発に乗りやすいところがあり、生意気な子供嫌いということから弟の我愛羅を恐れつつも内心では疎んじる様子も見せていた。木の葉崩し以降は我愛羅との関係も改善し実の兄として気に掛けるようになった。また、第一部では下忍であったが、ナルトの修行中に上忍となった。
第一部の中忍試験に我愛羅やテマリと共に参加し、第三試験の予選では木ノ葉隠れ（正体は音隠れのスパイ）のミスミを撃破した。本選は木ノ葉崩しの優先のために直前で棄権するものの、本戦会場からの逃走中に対戦相手だったシノに勝負を挑まれた。事件後はナルトの影響で我愛羅の心境に変化が生じたのに伴い、我愛羅とも徐々に打ち解けていった。その後のサスケ奪還任務では援軍として姉弟と共に砂隠れから派遣され、木ノ葉隠れのキバを助けて音の四人衆の左近と右近を倒した。我愛羅が風影に就任してからは、主に里の警備に従事するようになった。
第二部で暁のデイダラとサソリに我愛羅が攫われた際には、2人を単独で追跡してサソリと対決するが、手持ちの傀儡人形の製作者であったサソリ相手に戦略を発揮できず敗北し毒により瀕死に陥るも、支援に訪れたサクラの治療で一命を取り留めた。五影会談では我愛羅の護衛として鉄の国に赴き、会談を襲撃したサスケと交戦した。第四次忍界大戦では奇襲部隊隊長を任され敵の偵察部隊だったサソリ達と交戦、デイダラを拘束しサソリとシンを戦闘不能にすることに成功した。その後、穢土転生された半蔵が口寄せした山椒魚・イブセの毒霧に冒されるが、第5部隊の侍たちに救助された。最終話では、木の葉の里での五影会談に出席する我愛羅の護衛として同行し、木の葉の里に住むテマリと甥のシカダイの住処を訪れた後、会議場に護衛として同席した。
羅砂（らさ）
声 - 田中正彦
四代目風影。我愛羅たち三兄弟の父。生前は三代目風影の失踪に伴い若くして風影に就任したが、風の国の大名の軍縮の方針の中、妻や息子・我愛羅を犠牲にしてまでも里の力の強化を図っていた。使用する術は砂金を操る血継限界の磁遁であり、守鶴が暴走した時もこれで対処していた。また、この砂金を取引に使うことで軍縮が進む中で里の安定を保っていた。我愛羅との親子関係は劣悪そのもので、彼を見る表情は冷酷だった。我愛羅が人柱力として尾獣をコントロールするになかなか至らないことに苛立ち、ついには夜叉丸に命じて「母から愛されてなどいなかった」と吹き込ませることで我愛羅に尾獣をコントロールさせようと図るが、その結果我愛羅は尾獣化して暴走したため、「やはり、失敗だった」と息子の価値を一方的にないものと決め付けていた。中忍試験前には大蛇丸とカブトによって暗殺されており、その後木ノ葉までの道中にて側近と共に死体で発見された。
第四次忍界大戦ではカブトの「穢土転生」によって蘇生され、我愛羅やオオノキと対峙。その際、我愛羅が自らの憎しみを乗り越え五代目風影となったことや、チヨが我愛羅を救ったこと、我愛羅に友ができたということに驚きを隠せなかった。もう一度息子の価値を自身で確かめると言い放ち、自ら我愛羅と対峙するが、自身が操る砂金の盲点を突かれて身動きを封じられた。そして我愛羅の砂が妻の加琉羅の姿に似ていたのを見て、妻の想いを無視して我愛羅を利用しようとしてことが誤りだったことを悟り、加琉羅が母親として我愛羅に愛情を注いでいたことを教え、命を狙う程に我愛羅を追い込んだ自分が父親と言うのもおこがましいと言い後悔した。しかし、それでも我愛羅が自らを父と呼んでくれたこと、我愛羅が自分の力などとうに超えている程に成長していたことに涙を流し、最後は里の未来を我愛羅に託しながら封印された。
加琉羅（カルラ）
声 - 織部ゆかり
我愛羅たち三人の母。羅砂に「砂の守鶴」を憑依させられたことでこの世を憎み、生まれてきた我愛羅を呪いながら、我愛羅を産むと同時に命を落としたとされていたが、それは羅砂の命令による夜叉丸の嘘であり、実際は生まれたばかりの我愛羅に対し「どんなことがあっても、自分が守る」と深い愛情を抱いていた。
夜叉丸（やしゃまる）
声 - 保志総一朗
砂隠れの医療忍者。加琉羅の弟で三姉弟の叔父。姉とよく似た容姿をしている。我愛羅の世話係にして彼が唯一心を開く存在で、我愛羅に痛みや愛情の概念を教えた人物でもある。しかし、医療忍者という肩書きは表向きで、実際は砂の暗部の忍で四代目風影・羅砂の右腕。羅砂の命により我愛羅の暗殺を試みるも、激昂した我愛羅の反撃に遭い致命傷を負わされる。覆面を暴かれて素顔を知られた末、ショックに震える我愛羅に対し心底憎んでいたと言い放ち、同じく加琉羅もこの世を呪い息子を愛していなかったと話して我愛羅を精神的に追いつめ、最後は服に仕込んでいた大量の起爆札で自爆して死亡した。しかし、全て羅砂の命令であり、加琉羅に愛されていなかったと我愛羅に嘘を吹き込むことで人柱力としての価値を量ることが目的であった。この命令に対し当初は躊躇いを見せていたが、最終的には任務を全うした。
バキ
声 - 中田譲治
砂隠れの里の上役であり上忍。木ノ葉崩しの際には我愛羅・テマリ・カンクロウを率いて木ノ葉隠れの里に入り、カブトとの木ノ葉崩しに関する密談を盗聴していたハヤテを殺害した。風遁系の術を得意とする。第二部では新たな風影となった我愛羅の部下として活動している。
由良（ユウラ）
声 - 渡辺英雄
里の上役（第二部開始の4年前に就任）である上忍であり、里の警備部隊の隊長。暁の行動が活発化したことを自ら積極的に察知するなどの働きぶりで周囲からの信頼も厚かったが、実は暁のサソリの配下でありスパイ活動を行っていた。「潜脳操砂の術」によって暁時代の記憶を消されていたが、潮時を悟ったサソリによって術を解除されて記憶が戻る。直後、自身の持ち場である警備部隊を襲撃し全滅させる。そして暁のイタチに体を利用されて「象転の術」の生贄となり死亡した。疾風伝オリジナルストーリー「ナルトの背中～仲間の軌跡～」では、風影となった我愛羅へのクーデターを企てる一部の上役達に遠まわしに「事故に見せかけて我愛羅を始末すればいい」という趣旨の発言をしているなど、我愛羅の存在を快く思っていなかった。
マキ
声 - 東内マリ子
砂隠れの里の上忍のくノ一。布を使った忍術の使い手。疾風伝ではかつてパクラの弟子であったこと、両親を霧隠れに殺された過去が明かされている。第四次忍界大戦では忍連合の封印班に配属され、カブトの「穢土転生」で蘇生されたパクラと交戦、パクラを説得して封印することに成功した。
チヨ
声 - 谷育子
砂隠れの里の相談役。暁のサソリの祖母。通称チヨバア。里の忍達からは「チヨバア様」と呼ばれている。砂隠れの同盟国やそれ以外の里と多くつながりを持つパイプ役。熟練の傀儡師であり、幼少のサソリに傀儡の術を叩き込んだ師匠でもある。また封印術の心得もあるらしく、かつて四代目風影と共に生まれたばかりの我愛羅に守鶴（一尾）を憑依させた。第三次忍界大戦では息子夫婦を木ノ葉のはたけサクモに殺害されており、始めてカカシと出会った時には彼をサクモと見間違えて襲いかかっていた。綱手とはかつて交戦した際に、自分が作り出した毒物を瞬時に解析されて対抗策を編み出されたりと、ある種因縁の仲だとサクラに語っている。
風影奪還任務では木ノ葉の第三班と共に行動し、サクラと共にサソリと戦闘となり繰り広げ辛くも勝利したが、サソリの毒で傷を受けてしまった。その後守鶴を抜かれて死亡した我愛羅を蘇生させるために、死を承知で転生忍術の「己生転生」を使用し、ナルトたちに忍の未来を託して静かにこの世を去った。第四次忍界大戦ではカブトの「穢土転生」によって蘇生され、ミフネ率いる第5部隊と交戦する。半蔵と戦ったことがあり、その時の情報を連合軍の忍に教えていた。最終的に「穢土転生」解除によって昇天した。疾風伝では、過去の行いに後悔しつつも、カンクロウに傀儡の奥義を実戦法式で伝授させようとした経緯が描かれている。
エビゾウ
声 - 城山堅
砂隠れの里の相談役でチヨバアの弟。同里の忍からは「エビゾウ爺様」と呼ばれている。かつては凄腕の軍師として忍世界に名を馳せ、チヨの傀儡の術と彼の策で多くの戦いにおいて里の勝利に貢献してきた。原作では風影奪還編序盤と終盤にしか登場していないが、疾風伝では我愛羅の下へ向かうテマリたちに同行する場面が描かれ、我愛羅の奪還に熱くなるテマリたちを諭し、彼女達に三代目風影の失踪の事件を語った。
上役達
声 - 木村雅史、松本忍、菊本平、坂巻学
砂隠れの里の上役達。風影を含め12人で構成されている。作中での発言から我愛羅・バキ・由良以外の顔ぶれは三代目風影の時代から変わっていない模様。かつて三代目風影が失踪した際に捜索一辺倒となったことで戦争が起こったため、里の安定を保つことを第一に考えている。人柱力の我愛羅をあまり良く思っていなかったが、彼が一尾を抜かれた後はある程度良好な関係を保っている模様。疾風伝では木ノ葉崩し直後に行われたカカシ班と我愛羅たちとの合同任務で我愛羅暗殺のために奇襲部隊を派遣したが、ナルト達の協力で撃退されたことが判明している。さらに第三次忍界大戦中に霧隠れとの関係悪化を防ぐために、四代目風影・羅砂と共にパクラを死亡させた。
三代目風影
声 - 河合みのる
チャクラを磁力に変えることができる特殊な体質と、かつての守鶴の人柱力が使用した術を利用して、砂鉄を変幻自在に操る血継限界の1つ・磁遁を開発し、その術によって歴代最強の風影と謳われた。しかし、ある日突然里から姿を消し、里の忍達は必死に捜索したが遂に見つかることはなかった。疾風伝では失踪後も暗部が密かに調査を続けていた事がエビゾウから語られたが、現在に至るまで死体はおろか移動した痕跡すら見つかっていないという。だが、実は同里の忍であったサソリに殺害されており、遺体は持ち去られて傀儡人形にされていたことが判明した。
疾風伝アニメオリジナル「イタチ真伝篇」では大蛇丸によって穢土転生で蘇生され、追っ手のデイダラとサソリと交戦させられる。自身を殺したサソリを相当恨んでおり、蘇生された際には恨み言を述べていた。風影としての自分に誇りを持っているらしく、大蛇丸の発言に激怒して自我を消された後に術の支配に抗って自我を取り戻す実力を見せた（大蛇丸曰く術が不完全なことも原因らしい）。
分福（ぶんぷく）
声 - 宗矢樹頼
我愛羅の前任の一尾・守鶴の人柱力。右掌には左右反転した「心」、左掌には「受」の文字が刻まれていた老僧。生前は茶釜を封印している場所に幽閉・監視されており、里の者達から忌み嫌われ自らを尾獣名で呼ばれても彼らに手を合わせ続けた。守鶴については心の友と考えており、「六道仙人に似ている」と言われた際は「一際嬉しい言葉」と語り涙を流した。守鶴に対し、いつか「守鶴を守り導く者（我愛羅）」が現れることを予言した。

## 霧隠れの里（水の国）
照美メイ（テルミー メイ）
声 - 日野由利加
演 - 小林由佳（2021年）→小嶋紗里（2022年）→廣瀬水美（2023年）
五代目水影。長い茶髪で右目を隠した美女だが、三十路（第四次忍界大戦時点で31歳）で独身であることを非常に気にしており、「結婚」「婚期」「遅れる」「破棄」などそれに関する単語や同音異義語を聞くと機嫌を損ね、「黙れ殺すぞ」と脅しをかけることがある。火、水、土の3つのチャクラ性質を持っており、溶遁と沸遁という二つの血継限界を使用する。第二部の五影会談では侵入してきたサスケを熔遁と沸遁で追い詰めるも、白ゼツの胞子の術に掛かってしまい取り逃がした。第四次忍界大戦では大名の護衛に付いていたが、本物のマダラ出現の報せを受けてゲンマ達の「飛雷陣の術」で戦場に移動、他の影と協力しマダラを迎え撃つも返り討ちに遭い重傷を負うが、その後、綱手の治療を受けて戦場に戻った。最終話では水影の座を長十郎に譲り、岩隠れの里での旧五影会談に参加している。
青（アオ）
声 - 西前忠久
上忍。霧隠れが「血霧の里」と呼ばれていた頃より活動していたベテランの忍で、その経験から長十郎の弱気さや若い忍の態度にいちいち苦言を呈する説教くさい性格をしている。また、メイの勘違いによる八つ当たりのとばっちりをたびたび受けている。眼帯で覆い隠した右眼には日向一族との戦闘で奪った白眼が宿っている他、両耳に下げている札には特殊な結界忍術が仕込んであり、白眼に危機が及んだ際に自動的に発動して右眼の白眼を防護するようになっている。この札は霧隠れの暗部の者でしか解除することができない。過去にはオビトによって四代目水影・やぐらに掛けられた幻術を解いたこともある。他にもうちはシスイなどの実力者との戦闘経験を持つ。
五影会談ではメイの護衛として同行し、会談ではミフネの言動を不審に思い白眼を使用、ダンゾウがシスイから奪った万華鏡写輪眼の瞳術・別天神でミフネを操っていたことを見抜いて指摘した。直後にサスケ率いる「鷹」の襲撃の隙に会談から逃亡したダンゾウを追うも、逆に白眼を奪うため待ち伏せていたダンゾウの部下のフーが仕掛けた「心転傀儡呪印の術」にかかってしまい絶体絶命の危機に陥るが、土壇場で現れたメイと長十郎の救助を受けて難を逃れた。第四次忍界大戦では感知部隊の隊長に任命されて本部に常駐していたが、十尾により本部が壊滅させられて以降の消息は不明。
『BORUTO』では左の手足を失ったものの生存しており（本部にいた他の面々は全て死亡したと語っている）、カタスケの科学忍具を応用した義肢を装着している。その一方、一連の事件の裏に潜む組織「殻」のスパイとして活動している。
長十郎（ちょうじゅうろう）
声 - 宮田幸季
里に残っている唯一の「霧の忍刀七人衆」である上忍。「双刀・ヒラメカレイ」を所有する。気弱なメガネ男子で、よく弱音を吐いては青に説教されている。メイには憧れを抱いており、彼女からも気に入られているのか甘やかされている。再不斬や水月とも面識がある模様。一人称は「ぼく」。五影会談の時や忍連合軍の連合会議などではメイの付き人として同伴した。第四次忍界大戦ではメイと共に大名の護衛に付き、黒ゼツが襲撃した際にはヒラメカレイを使って黒ゼツを両断した。最終話では六代目水影に就任し、少しばかり顎鬚を蓄えている。木ノ葉の里での五影会談に参加しており、ナルトに文句を言っている黒ツチに同調している。

## 岩隠れの里（土の国）
オオノキ
声 - 西村知道、菊本平（少年・青年）
演 - 細川晃弘
三代目土影。黒ツチの祖父で、黄ツチの父。イシカワの孫であり無の弟子。かつては「両天秤のオオノキ」と恐れられていた、団子っ鼻が特徴の小柄な老人。語尾に「～じゃぜ」とつける。未だに現役であり第二部開始時点の五影の中でも最長の在任期間を誇るが、高齢のために腰痛持ちでもある。普段は土遁系の術を使うが、それ以外にも土・風・火と三つのチャクラ性質を持っており、これらの三つのチャクラ性質を融合させることで全てを分子レベルで分解させる塵遁という血継淘汰の能力を持つ。また、重力をコントロールする能力を持ち、これにより自身が飛行するだけでなく他者にも付加することもできる。
66年前に師の無と共にマダラの騙し討ちを受け、徹底的に打ちのめされたのがきっかけで己を捨てた頑固な性格となっていった。そして軍縮の時代になってからは、形振りかまわず力を求める雲隠れの里に対抗して、犯罪結社である「暁」を利用するまでに至った。しかし第二部での五影会談での我愛羅の言葉によって自分の過ちを悟ったらしく、忍連合軍を結成しかつての自分を取り戻す決意を固めた。ナルトの隔離中には八尾と九尾を狙って雲隠れの孤島・島亀に接近したカブトを足止めするため交戦するが、穢土転生で蘇ったかつての部下のデイダラの妨害によって逃げられてしまう。その後は島亀を持ち上げ、忍連合本部の近くに降ろして本部に戻った。
第四次忍界大戦ではかつての師であった無が蘇生されたことを知り、塵遁に対処するために我愛羅と共に戦闘に加わり、終戦後の忍連合内の主導権を握るよう示唆されるも、「今回はそんなことをやるつもりはない」と断言した。マダラが「穢土転生」で蘇った際には大岩を超軽重岩の術で抑えようとするも、連続して二撃目が打ち込まれたことで逆に瀕死の重傷を負ってしまう。それでも駆け付けた綱手の医療忍術によって回復した後、五影達と共に再びマダラに立ち向かうも敗北した。その後綱手の百豪の術で回復し、他の五影たちと共に戦場に到着して岩忍たちを指揮した。最終話では土影の座を黒ツチに譲って岩隠れの里での旧五影会談に参加しているが、100歳近い為移動もままならない程に年老いている。
黒ツチ（くろツチ）
声 - 武田華
オオノキの孫であり黄ツチの娘に当たる上忍のくノ一。黒髪のショートヘアで乱暴な言葉遣いが特徴。一人称は「アタイ」。水遁系のチャクラ性質を持ち、血継限界の熔遁の使い手でもある。第二部の五影会談では、赤ツチと共にオオノキの護衛として同行した。忍連合軍の連合会議でも共にオオノキの付き人として同伴し、その後八尾と九尾を奪いに来たカブトを足止めするためにオオノキや赤ツチと共に交戦するが、逃げられてしまったため忍連合軍の本部に戻った。第四次忍界大戦では第2部隊に配属された。最終話では四代目土影に就任し、木ノ葉隠れの里での五影会談に参加しており、遅れてきたナルトに対して文句を口にした。
赤ツチ（あかつち）
声 - 三宅健太
岩隠れを代表する歴戦の上忍。団子鼻が特徴の巨漢の男。「～ダニ」が口癖で気のいい性格。オオノキの術で空を飛ぶことを好む。土遁系の術を使用し、口から石のゴーレムを吐き出して戦う。第二部の五影会談では、黒ツチと共にオオノキの護衛として同行した。忍連合軍の連合会議でも共にオオノキの付き人として同伴し、その後八尾と九尾を奪いに来たカブトを足止めするためにオオノキや黒ツチと共に交戦するが逃げられてしまったため忍連合軍の本部に戻った。最終話では、土影となった黒ツチの護衛として木ノ葉隠れの里での五影会談に同行した。
黄ツチ（きつち）
声 - 木村雅史
オオノキの息子で黒ツチの父である上忍。赤ツチと同じ団子鼻で、顎鬚を蓄えた大柄な男性。アニメ版「疾風伝」では里の上層部の会合に参加した。過去にはカブトに倒されたノノウの最期を看取っている。第四次忍界大戦では第2部隊の隊長に任命され、10万体のゼツと交戦した後ダルイの率いる第1部隊の援護に回った。
カッコウ、タイセキ、マヒル
声 - 志村知幸、鈴森勘司（カカシ外伝）→後藤光祐（556話～）、遠藤大輔
岩隠れでも屈指の実力者の上忍達。カカシ外伝ではスリーマンセルで任務を行い、木ノ葉のミナト班と交戦となった。偵察に向かったマヒルがミナトの「瞬身の術」で後ろを取られて止めを刺され死亡するが、その後ミナトが離れたところをカッコウとタイセキの2人が襲撃してリンを攫った。そして拠点とする洞窟に追ってきたカカシとオビトをタイセキが「迷彩隠れの術」で迎撃し、カカシの左目に深い傷を負わせたが、直後に写輪眼を開眼したオビトによって攻撃を見切られてクナイで刺されて死亡。そしてリンを奪い返されたところでカッコウが「土遁・岩宿崩しの術」によって洞窟を崩落させ、オビトを死の淵に追いやったが、直後にカカシとリンを追い詰めたところを逆にカカシに止めを刺されて死亡した。

## 雲隠れの里（雷の国）
四代目・エー
声 - 手塚秀彰
演 - 北村圭吾
四代目雷影。キラービーの義兄。日常的にバーベルを鉄アレイのように使って片腕を鍛えており、プロテインをこよなく愛するため、身体は非常に筋肉質である。両肩には手裏剣の刺青を入れている。ドアから出入りすることはほぼなく、怪力に任せて近くの壁や床を突き破って移動する。里を守るという義務感ゆえに、軍備拡張のために形振り構わぬ手段で他国の忍術を集めているが、手段が良くないことから多くのトラブルを招いている。かつては木ノ葉の日向一族の白眼を奪おうと目論み、その最中自里の忍が命を落とした際には条約を盾にした理不尽な取引で白眼を手に入れようとしたこともある。その反面部下との信頼は非常に強固で、義弟であるキラービーとは拳を合わせるだけで意思疎通ができ、暁に捕らわれたと思っていたキラービーを助ける決意を固めた際にはオモイ・カルイの両名と共に涙を流していた。
戦闘では自らの肉体に雷遁のチャクラを鎧のように纏い、パワーもスピードも格段に向上させた「忍体術」を得意とし、その技はパワーを生かしたプロレス技的な戦法が多い。特にスピードはミナトの「飛雷神の術」に匹敵する程速く、ミナトが死亡してから自分より速い忍はいないと自負している。まだ若い頃、自分との「絶牛雷犂熱刀」を成功させたビーと兄弟の誓いをかわし、最強タッグとして名を馳せていた。血の繋がりはなくとも互いを信頼し合い、ビーが八尾の人柱力となった際に「ビーにとって最も大切な言葉」を彼に与えた。しかし父である三代目雷影の死を機に、四代目として国と里を守る決意をし、人柱力である弟の身を案じるあまり彼の力を信用しなくなってしまった。八尾封印の際、モトイの父親が左の角で貫かれて殺された敵討ちで左の角を折った。まだ雷影に就任していなかった過去に、ビーと共に四代目火影のミナトと戦ったことがある。疾風伝では、四代目水影のやぐらが人柱力であることを知っていたことも明かされた。
第二部では暁と組んだサスケにビーが捕らえられたことを知り激怒し、雲隠れの忍にサスケらの捜索を命令した。また暁の活動、抜け忍のサスケを木ノ葉が始末しなかったことが気に入らなかったため、サスケ抹殺に同意を求める文書を用意させ他の五影を招集した。会談の前にナルトからサスケ抹殺撤回を陳情されるも、サスケの行いを見過ごす気はなく全く意に介さなかった。五影会談ではその場に姿を現した白ゼツの首を超人的な握力で折り、外にいたサスケ率いる鷹を見つけ交戦。水月の首切り包丁と両腕を片腕だけで簡単にへし折り、状態2の重吾をガードの上からパンチ一発で致命傷を負わせるなど、体術を中心とした戦闘能力の高さを見せつけた。次第に両目の負荷に苦しんでいくサスケを追い込んでいくが、止めを刺す寸前に我愛羅が戦闘を中断させたため、サスケの逃亡を許してしまった。また戦闘中に「天照」の盾でガードするサスケを利き腕を犠牲にして攻撃したため、「天照」の炎により利き腕である左腕の肘から先を切断せざるを得なくなった。最終的には会議で五影からの支持によって忍連合軍の総大将に任命された。会談後、鬼鮫と交戦中のビーをようやく発見し加勢。戦闘直後にビーを「アイアンクロー」で保護（捕獲）した。
第四次忍界大戦の開戦後は総大将として綱手やシカクと共に指揮を執っていたが、ナルトとビーが島亀から脱走した際に綱手と共に制止しようとし、ナルトを殺してでも止めようとしたが、ビーに人柱力の本当の強さを説かれ、ナルトがミナト同様自分の最速の攻撃をかわしたことで二人が戦場へ向かうことを許した。そして本物のマダラが参戦したことで、綱手と共にマブイの「天送の術」で戦場に向かい、他の五影達と共にマダラと交戦するも敗北して瀕死に陥った。その後綱手が大蛇丸によって治療されたことで綱手により治療を受け、戦場に向かい雷忍たちを指揮した。最終話では、雷影の座をダルイに譲って、岩隠れの里での旧五影会談に参加している。高齢で動けないオオノキを「えらく弱ったな」と言ったが、自らも歳を取っており頭が剥げている。
キラービー
声 - 江川央生、東内マリ子（幼少時代）
演 - 小柳心
八尾・牛鬼を宿した人柱力。通称ビー。四代目・エーの義弟。サングラスに鬚を蓄えた黒人風の男。左頬には2本の牛の角、右肩には「鉄」の字の刺青を入れている。一人称は「オレ」。駄洒落を交えたラップのような話し方を得意とする。牛鬼とは普段からよく会話しているなど、比較的親しい関係にある。刀7本を体の至る所に挟んで回転しながら敵に襲いかかるという戦法を用い、刀には雷遁系のチャクラを流すこともできる。尾獣化を自在に使いこなし、尾獣化した際には刀を使わずに直接攻撃する。
幼い頃には、当時雷影候補のエーのパートナーとして「絶牛雷犂熱刀（ダブルラリアット）」を成功させ、雷影の護衛役の「ビー」の名前を受け継ぎ、エーと兄弟の誓いを交わした。前任の人柱力であったブルービー（声 - 古澤徹→根本泰彦）が死んだことで八尾の人柱力になることが決定し、その際エーから「お前はオレにとって特別な存在だ、オレ達は最強タッグだ」という言葉を受け、その言葉を力に八尾の力のコントロールを成し遂げた。エーの四代目雷影就任後は、彼の身を案じたエーによって里から出ることを禁じられた。
第二部では自らを捕えに来た「鷹」の面々を圧倒、サスケに二度も重傷を負わせた上に水月を戦闘不能に追い込んだが、回復したサスケの「天照」を受けて捕獲された。しかしそれは尾獣状態の足で作った分身であり、本体はサスケに切断された八尾の足の中に潜んでいたため無事だった。かねてより里の情勢に縛られるのに嫌気が差しており、その後は「鷹」との戦いで捕獲されたフリをしてそのまま里を脱走、音楽の方向性をラップから演歌にシフトし演歌忍者のサブちゃんに師事していた。その後演歌の修行の最中に八尾を狩りに来た暁の鬼鮫と交戦、大規模な水遁の術により追い詰められるが、土壇場でビーのチャクラを気に入った鮫肌がビーに寝返ったことで回復、さらに捜索に来たエーと共に「絶牛雷黎熱刀」を決めて勝利するが、直後にエーによって捕獲されたため渋々里に戻った。
後に雲隠れの孤島・島亀にて自分と同じく監視下に置かれることになったナルトに出会い、牛鬼と共に尾獣コントロールの指導を行った。ナルトが戦争に気付き島亀からの脱走を図ると自らも同行、途中エーと綱手に引き止められるも、人柱力としての本当の強さをエーに示したことで彼を認めさせ、ナルトと共に戦場に向かった。その後、ナルトの本体と共にイタチ・長門と交戦し苦戦するが、戦闘中に自身の「穢土転生」の拘束を打ち消したイタチの協力もあり、長門を封印することに成功した。直後にナルトと共にトビ率いる元人柱力のペイン六道達に遭遇、交戦となり連携の前に苦戦するも、人柱力として覚醒したナルトと共にペイン達を止めることに成功した。マダラの完全復活後にはマダラによって牛鬼を抜かれるが、切り離された牛鬼のタコ足に触れていたため生き残っていた。第四次忍界大戦終結後は再び牛鬼の人柱力となり、悠々自適な隠居生活を送っている。
マブイ
声 - 関山美沙紀
四代目・エーの秘書を務める上忍のくノ一。色黒で銀色の髪を頭の後ろでまとめたスタイル抜群の女性。物質を光の速さで任意の地点に即座に転送できる「天送の術」が使用でき、そのことが理由でエーの秘書になったが、彼の暑苦しい振る舞いには色々と困らされている。秘書として第四次忍界大戦の作戦会議に出席したり、忍連合軍の連合会議にエーの付き人として同伴したりと重要な役割を任されている他、第四次忍界大戦では金角封印のため「琥珀の浄瓶」をダルイの元へ転送した。その後は本物のマダラ参戦に伴い、エーと綱手を戦場へ転送した。十尾による本部襲撃に伴い生死不明になる。
シー
声 - 福田賢二
感知タイプの上忍。はねた金髪の青年で真面目な性格。視覚に影響を及ぼす幻術や医療忍術も習得している。五影会談の際には雷影の護衛として同行し、襲撃してきたサスケと戦闘になるが、サスケの幻術によって気絶させられた。第四次忍界大戦では感知部隊に配属された。
ダルイ
声 - 竹内良太
上忍。左目を前髪で隠した青年。口癖は「ダルい」と「すみません」。エーのことは慕っており、彼からも右腕として信頼を置かれている。また唯一三代目・エーから左肩に「雷」の字の刺青を刻むことを許された忍でもあり、右肩には「水」の字の刺青を入れている。水と雷のチャクラ性質を持ち、血継限界の1つである「嵐遁」も使用できる。
五影会談の際には雷影の護衛として同行した。第四次忍界大戦では第1部隊の隊長に任命され、蘇生された金角・銀角兄弟を相手にアツイやサムイと共に戦うが、六道仙人の宝具の前に苦戦。しかし隙をついて七星剣と紅葫蘆を奪い銀角を封印、さらにはマブイから送られてきた「琥珀の浄瓶」を使い、シカマル・いの・チョウジとの連携で金角も封印することに成功した。その後はイズモとコテツと共に蘇生された暁の角都と交戦、チョウジの力を借りて戦場の敵を制圧したが、直後に外道魔像を連れたオビトによって金角と銀角を奪われた。
最終話では五代目雷影に就任し、フードを被りチョビ髭を生やしている。木ノ葉の里での五影会談に参加しており、遅れてきたナルトに対して黒ツチ・長十郎とは異なりナルトを擁護している。
モトイ
声 - 遠藤大智、 織部ゆかり（幼少時代）
中忍。かつてはキラービーの親友だったが、幼少時に父のフルイがブルービーの暴走を止めようとして死亡したことから、八尾への憎しみの末に次の人柱力となったキラービーに刃を向けてしまったことがあり、このことが原因で一時期キラービーとの関係にわだかまりを作ってしまっていた。その後ビーに謝罪するも、当のビーは気にしていなかったことから、昔のような関係に戻ることができた。第二部では雲隠れの孤島・島亀でナルトたちの世話役を務めた。
疾風伝ではその後エーからビーのサポートを依頼され、彼と合流し、その過程で八尾の先代の人柱力であったブルービーと遭遇する。ビーとブルービーの戦闘を見て、かつて父が勇敢に戦ったことを知り、ビーを逃がすために尾獣化したブルービーに挑み返り討ちに遭ったものの一命は取り留め、ビーにブルービーの思いを遂げるように伝えた。
サムイ
声 - よのひかり
演 - 小嶋紗里
上忍のくノ一。金髪のボブカットと色白の肌が特徴。冷静に任務をこなしエーからの信頼も厚い。小隊長としてオモイとカルイを従えているが、何かと騒ぎを起こす二人には振り回されている。第二部ではエーの命により、サスケ討伐の書面を持ってオモイ・カルイを引き連れて木ノ葉へ向かい、木ノ葉にてサスケと暁の情報を書き写した後、雷影の下へと向かうが、その際にヤマトに送信機を仕掛けられ、ナルト達の尾行を許してしまった。第四次忍界大戦ではダルイの増援に加わり、金角・銀角兄弟の紅葫蘆に吸い込まれて封印されるが、終結後にはダルイとテンテンの手により解放された。
アツイ
声 - 松本忍
サムイの弟である中忍。姉同様金髪と色白の肌が特徴で、左肩に「熱」の字の刺青を入れている。クールな姉とは対照的にその名の通り熱い性格をしており、どんな強者相手にも果敢に立ち向かう勇気を持つ。第四次忍界大戦では姉と共にダルイの増援に加わるが、金角・銀角兄弟の紅葫蘆に吸い込まれて封印されるも、終結後にはダルイとテンテンの手により解放された。
オモイ
声 - 河本邦弘
演 - 荒田至法
中忍。銀髪で黒人風の青年。常にネガティブな思考をしている。口に棒キャンディをくわえていることが多い。戦闘では雲流剣術で戦い、雷遁も刀に帯びさせる程度には扱うことが出来る。第二部では師であるキラービーを連れ去ったサスケへの復讐心はあったが、裏切り者であっても仲間であるサスケを売ろうとしなかったナルトの強い意志は個人的に認めていた。第四次忍界大戦ではカンクロウ率いる奇襲部隊に配属され、「穢土転生」によって復活した暁のデイダラ・サソリらと交戦した。アニメ版「疾風伝」では撤退する際に霧の忍刀七人衆の林檎雨由利と交戦し、追い詰められるも命懸けの作戦で底無し沼に沈めることに成功し、その際に餞別として雷刀「牙」を受け取った。最終話では、雷影となったダルイの護衛として五影会談に同行している。
カルイ
声 - 小松由佳
演 - 星波
中忍のくノ一。長い赤髪で黒人風の女性。常にポジティブかつ軽い性格。第二部では師として敬愛していたキラービーを連れ去ったサスケに対して強い憎悪を抱き、木ノ葉に来た時は「サスケの情報を出せ」とナルトに詰め寄り、それを拒んだナルトに容赦なく殴りかかっていた。第四次忍界大戦では第2部隊に配属された。最終話ではチョウジと結婚して木ノ葉の里で暮らしており、娘のチョウチョウを儲けている。また「猪鹿蝶トリオ」の伝統を受け継がせる必要はないと考えており、いのに文句を言われている。
ドダイ
声 - 松本忍
三代目・エーの部下だった上忍。左眼に「雷」と書かれた眼帯をしている壮年の男性。ゴムを利用した熔遁を使い、それ故ナルトからは「ゴムのオッチャン」と呼ばれていた。第四次忍界大戦では第4部隊に配属され、ナルトら周囲の忍達に対峙する三代目・エーの情報提供及び援護を担った。マダラが蘇生された際には、ナルトの影分身体の方が戦力になるという理由で他の忍達の命を犠牲にしてでもそちらを優先して助け、ナルトからも驚かれた。

## 音隠れの里
大蛇丸（おろちまる）
声 - くじら、山口由里子（草忍変装時）、山口眞弓（少年時代）、小島幸子（幼少時代）
演 - 悠未ひろ、蘭舞ゆう（2016年ワールドツアー） / 市川笑三郎（歌舞伎版）
元伝説の三忍の1人で、現在は指名手配中の木ノ葉隠れの里の抜け忍。音隠れの里の創設者。元々の性別は男だがオネエ言葉で話す。
「忍とは忍術を扱う者」という思想を持ち、ありとあらゆる術を会得するという野望のために心血を注ぎ、またそのためにはどんな行為をも厭わない残忍さを併せ持つ。全ての術を知るためには人間の持ち得る時間は短すぎるという考えから、老いや寿命と言った限界を超越すべく「不老不死」の研究に没頭し、そして他人の肉体を奪って自分の精神が乗り移る器とする「不屍転生の術」を開発し、事実上の不老不死を可能とした。
幼少期より自来也・綱手と共に後の三代目火影となるヒルゼンに師事し、第三次忍界大戦においては共に目覚ましい活躍を見せ「伝説の三忍」の一人と謳われた。しかし大戦の最中に死に逝く数多の忍達を前に人の命の儚さに嫌厭感を覚えた事で、後に里の人間を拉致して非人道的な人体実験を行い、不老不死の禁術の開発を試みていたことが発覚、里を追われることになる。その後は「暁」の一員に加わり、同じくメンバーの1人であるイタチの肉体を手中におさめようと試みるも失敗、暁を脱退した。その後は独自に複数のアジトを設け、かつて出会ったカブトを始め多くの忍たちを配下に加えながらその勢力を拡大していった。
第一部の中忍試験にて草隠れの里の受験者を殺害し成り替わって潜入し、第二の試験で第七班と接触、サスケには呪印を、ナルトには九尾のチャクラコントロールを阻害する五行封印を仕掛けて撤退する。また第三試験本戦の直前には四代目風影を暗殺し自ら成り替わって木ノ葉に潜入、砂隠れの里を欺き従えて木ノ葉を壊滅させるべく「木ノ葉崩し」を仕掛けるが、ヒルゼンに辛くも阻止され、倒しはしたものの「屍鬼封尽」で両腕を封印され、印を結ぶことができず全ての術を封じられてしまった。そのため収束後は里を離れて旅を続けていた綱手に接触し、治療を行うよう彼女に交渉を持ち掛けるも決裂、自来也たちも巻き込み戦闘を繰り広げるが、形成不利を悟ったため撤退した。その後はサスケの肉体を自身の「器」として乗っ取るため、音の五人衆に命じてサスケを木ノ葉から連れ出し手中に収めるものの、サスケが到着する前に「屍鬼封尽」の後遺症で自らの肉体が限界を来たしてしまったため、やむを得ず別の忍の肉体に転生した。
第二部では天地橋にて暁のサソリを始末する計画を立てていたが、そのわずか10日前にサソリを倒していた木ノ葉の第七班の待ち伏せを受け、交戦となるも撤退、サスケやカブト共々アジトを引き払い逃亡した。その後肉体の寿命が限界に達したため病床に臥しているところにサスケの急襲を受け、死闘の末サスケを異空間へと引きずり込んで彼の肉体に転生しようとするも、逆にサスケの意思に空間を侵食され魂を制圧されて肉体は死亡、魂はサスケの体内に封印された。その後サスケとイタチとの交戦の最中、サスケのチャクラが弱まることで封印が緩んだため復活しイタチを襲うが、イタチの術「須佐能乎」が持つ十拳剣により異空間へと封印された。
後の第四次忍界大戦にて、サスケの手によりアンコの呪印を奪ったカブトの肉体の一部を介して復活を果たす。しかしサスケの肉体を奪い取るだけの力は既になく、また呪印を通して一連の事態を把握していたものの、「他人が始めた戦争に興味はない」と大戦に関わる意思を示さなかった。そして、サスケの「全てを知った上で自分の道を決める」という言葉を受け、カブトの肉体から己のチャクラを抜き出して回復した。
サスケ達を連れて木ノ葉隠れの里に向かい、「屍鬼封尽」を解いて自らの腕を回復させ、その後サスケにつけられていた白ゼツ達の肉体を用いて初代から四代目までの歴代火影たちを穢土転生させた。サスケと歴代火影たちの話が終わった後は、サスケの決断を見届けるべく共に戦場へ赴いた。その道中で水月や香燐と共に負傷した綱手を治療し、回復した綱手と会話した後に戦場に到着し神樹を切り倒すべく攻撃を行ったが、その後マダラが発動した無限月読によって幻術世界へと引き込まれた。
戦後は水月たちを従えアジトで隠棲しているが、ヤマトを始めとする木ノ葉の忍たちにより動向を監視されるようになり、目立った行動を起こせなくなっている。不老不死の研究はなおも継続中のようで、戦前よりも若々しい姿になっており、性格も幾分か丸くなっている。ただし未だに忍界で事を起こそうと画策しており、表向きはナルトたち木ノ葉上層部に技術供与などで協力しつつも、その機会を虎視眈々と伺っている。また、人造人間の「ミツキ」を創造・育成し、情報収集と当人の成長のために木ノ葉隠れに送り込んでいる。
薬師カブト（やくし カブト）
声 - 神奈延年、水野マリコ（幼～少年期）
演 - 木村達成（2015年 - 2016年）→高橋里央（2016年ワールドツアー）→岡田亮輔（2017年 - 2019年）→古田伊吹（2021年）→矢田悠祐（2022年）→吉田邑樹（2023年） / 澤村國矢（歌舞伎版）
大蛇丸の側近の医療忍者。銀色の髪を後ろに縛った髪型と眼鏡が特徴。一人称は「ボク」。高度な医療忍術と人並み外れた回復力、大蛇丸も凌駕するほどの分析力を備える。当初は表向きは温和でお人好しな性格を演じていたが、その本性は計算高く容赦ない性格自らのアイデンティティーを求めることに執着し、ありとあらゆる力を集め完璧な存在になることで自分を証明しようとしたが、その実過去の経緯からトラウマを抱えており、自身の存在を誰かに見て貰う事を求めていた。
幼少期の第三次忍界大戦の最中、孤児だったところを木ノ葉隠れの里の孤児院のマザーであるノノウに拾われ、名前を含む全ての記憶を失くしていたため「薬師カブト」の名を与えられる。以来ノノウに同伴し、医療忍術の才能を生かして忍達の治療活動を行っていた。しかしその後、ノノウがダンゾウに院の維持と引き換えに長期の潜入任務と人員の提供を要求されている場面を目撃し、彼女と院のために自ら志願して「根」に加入、様々な里をスパイとして回りながら少年期を過ごした。しかし後に2人のそのあまりの優秀さが故に、根の工作により共倒れを狙った抹殺計画に巻き込まれ、岩隠れの里での任務の際に自らの手でノノウを殺害してしまう。愕然としていたところに現れた大蛇丸によって真相を聞かされ激昂、里を抜け彼の下に加わる道を選んだ。その後は大蛇丸と共に暁に加入するも表向きは赤の他人を演じ、自身は大蛇丸とコンビを組んでいたサソリの部下として配属され、大蛇丸の側で二重スパイの役割を担っていた。
第一部での中忍試験では前々から木ノ葉の下忍として潜入しており、開始前に素性を隠してナルト達に接触。第二の試験後半では行動を共にしてゴールを目指し、このためナルト達からは信用されていた。第三試験の予選では表向きは耳の怪我を理由に棄権し、その裏で砂影・羅砂の暗殺や砂隠れの里との密約など「木ノ葉崩し」の準備を着々と進める。そして決行日である本戦では試験会場に潜入、サスケ対我愛羅の試合の最中に大規模な幻術で観客達を昏倒させ、「木ノ葉崩し」の決行の合図を知らせた。その後カカシやガイと交戦するも決着はつかず、大蛇丸の撤退を悟ると自らも戦線を離脱した。その後は大蛇丸による綱手への治療の依頼に同行するも拒否されたため綱手、シズネ、自来也、ナルトの4人と戦闘となり、綱手やシズネを追い詰めるもナルトの捨て身の「螺旋丸」を受けて重傷を負い、大蛇丸共々撤退した。
第二部で大蛇丸がサスケに倒された後は自身のアイデンティティーを見失い、大蛇丸の細胞の一部を自分に移植し共存することで大蛇丸を超えた存在になる事を決意する。そして今は亡きかつての名うての忍達の肉体からDNAを集め、「口寄せ・穢土転生」の術で蘇生させて自らの手駒を集める。また秘境の一つである竜地洞の白蛇仙人の下で、ナルトの「蛙の仙人モード」とは異なる「蛇の仙人モード」を体得、さらには音の五人衆や大蛇丸の能力を取り込んでいき、その結果実際に大蛇丸をも凌ぐ強大な力を手にした。
サスケがダンゾウを殺害した直後にオビトに単独で接触して協定を持ちかけ、暁への協力の見返りとしてサスケを得るという条件を同意させた。その時には既に容姿が大きく変貌してしまう程までに大蛇丸の細胞に全身を侵され、白い蛇が尾のように生えた状態であった。オビトが長門の遺体ごと輪廻眼を入手した後、蘇生させたデイダラと共に八尾と九尾を捕らえるために雲隠れの孤島・島亀へ向かい、待ち伏せしていたオオノキたちの奇襲を受けるも、予定変更により代わりにヤマトを捕縛して暁のアジトに撤退。そしてヤマトの力で大量の白ゼツ達を強化させた後、新たに他の凄腕の忍達を穢土転生で蘇生させてオビトに提供した。
第四次忍界大戦開戦後には自分を追跡していたアンコを捕らえ、その肉体に宿る大蛇丸のチャクラを吸収して穢土転生の束縛を強化した。そしてナルトとキラービーが戦場に現れると、イタチと長門を使って密かに八尾と九尾を捕らえようとするが、イタチがナルトの体内に仕込んでいたカラスに移植されていたシスイの万華鏡写輪眼の瞳術・別天神によって穢土転生の呪縛を破られるという予想外の事態により失敗し、切り札である本物のマダラを戦場に投入する。直後に自分を追ってきたイタチと彼を追ってきたサスケにアジトを突き止められ、2人を追い詰めるも最後はイタチの放った禁術「イザナミ」の幻術に掛けられ、無限ループに閉じ込められてしまい敗北した。
直後に復活した大蛇丸に大蛇丸のチャクラを回収され、そしてほどなくして己を見つめ直し受け入れたことで幻術から脱出。その後、戦場に到着して瀕死のサスケを発見し、傍にいた扉間の助言を受けて仙人モードにより蛇化して蘇生することに成功した。戦後は以前の罪を償うため、孤児院時代の仲間であるウルシの補佐や木ノ葉隠れの里のバックアップを得て、児童保護施設を運営している。外伝『七代目火影と緋色の花つ月』では、ナルトが保護してきたうちはシンのクローンたちの身元を引き受けている。
赤胴ヨロイ（あかどう ヨロイ）
声 - 桐本琢也→勝杏里
音隠れの里の忍。頭巾に黒いレンズの忍。チャクラを吸い取る能力の持ち主。第一部の中忍試験ではカブト同様、音隠れのスパイとして木ノ葉隠れの里に入り込んでいた。第三の試験の予選ではサスケと対戦。自身の能力を活かした近接戦闘で苦しめるが、「獅子連弾」を喰らって敗北した。
アニメ版では後にミスミと共に再登場。この時は素顔で登場しオールバックの髪型で強面。ナルトとの再会後はナルトといのはしばらく彼を覚えていなかったがシノは最初から彼がヨロイと気づいていた。水遁系の高等忍術や幻術でナルトらを苦しめるが、シノに敗北して海に沈み生死不明になる。
剣ミスミ（つるぎ ミスミ）
声 - 河本邦弘（第40・41話）→小泉一郎太（第169・171話）
音隠れの里の忍。頭巾に丸眼鏡を装着している。加減を知らない冷酷な性格。情報収集のために様々な場所に潜入出来るように体のあらゆる関節を外して腕を曲げたり、伸ばしたりなどの改造をされた体質の持ち主。
第一部の中忍試験ではカブト同様、音隠れのスパイとして木ノ葉隠れの里に入り込んでいた。第三の試験の予選ではカンクロウと対戦。開始早々に自身の体質を生かした締め技で身動きを封じてギブアップするよう促すが、その締めていた相手はカンクロウ本体ではなく傀儡人形のカラスであり、カンクロウの策に嵌まってしまう。その後は逆にカラスに自身の体を締め上げられる形にされ、敗北した。
アニメ版ではヨロイと共に再登場するが、いのに心乱身の術で操られて動きを封じられ、崩れる洞窟の下敷きとなり生死不明となる。ヨロイ同様素顔で登場し短髪で整った顔立ちをしている。
ドス・キヌタ
声 - 江川大輔
顔中を包帯で覆っている。口調は丁寧だが、好戦的な性格。
腕の装備から出る音により、三半規管に衝撃を与えることで一時的に全身のバランスを失わせることができる。更にその装備によって音を増幅させ、チャクラでそれを統制することで腕の方向に関わらず、狙った相手に攻撃が可能。
木ノ葉崩しの前段階として、大蛇丸からサスケ殺害の命を受けてザクやキンと共に受験者として中忍試験に送り込まれた。第二の試験でナルトとサスケが気絶しているなか姿を現し、それを守るサクラを襲いにかかるが、止めに入ったリーと交戦することになる。表蓮華をお見舞いされるもザクの術によって難を逃れ、自身の術でリーを一時戦闘不能の状態にさせた。その後、サクラ達を守るべく現れた第十班とも対峙し、自身はシカマルの影真似の術にかかるが、自分らが中忍試験本来の目的で来てないことから相手が詰め切れず。しかし、これまで気絶していたサスケが呪印で覚醒し、交戦したザクが負傷。自身もその後狙われるが、サクラが止めに入ったことで難を逃れた。サスケのチャクラの増大さを前に自分達の立場が不利と判断。同時に自分らに先回りしてサスケに呪印を刻ませていた大蛇丸に対して疑念を抱くようになり、手打ちとして巻き物を置き、負傷したザクとキンを連れて撤退する。その後、第二の試験を突破し、第三の試験予選では第10試合目（最後）にチョウジと共に名前が挙がり、彼と対戦。手加減しながらも勝利した。自分達がサスケの実力を見るための捨て駒でしかない大蛇丸の思惑に気づき、サスケを倒すことで大蛇丸を見返すことを決意するようになる。本選の組み合わせ（トーナメント戦）では、サスケとは決勝戦でようやく当たる組み合わせであることと、8人に絞るためにシカマルと1戦多いために、本選前に我愛羅を倒そうとする。サスケの初戦の相手である我愛羅が不参加となれば、初戦でサスケと当たると思い、我愛羅に奇襲を仕掛ける（砂の速さより音速のほうに自信があった）。しかし、半尾獣化した我愛羅に返り討ちにされて死亡した。彼の死は公表されることはなく、「トーナメントに少々変更があった」としか発表されなかった。
ザク・アブミ
声 - 奥田啓人、保志総一朗（幼少時代）
自信家で好戦的な少年。貧しかった幼少の折に大蛇丸に才能を見出されて音忍となったため、大蛇丸に対して忠誠を誓い、それを拠り所としていた。
両掌に孔が穿たれており、超音波と空気圧を自由に操ることが可能で、風または超音波を放出する事で物理攻撃や超音波攻撃である「斬空波」、更に出力と威力を増した「斬空極波」を使う。
ドスやキンと共にサスケを倒すよう中忍試験に送り込まれ、第二の試験でサスケ殺害を試みる。それを止めに入ったリーと交戦することになり、リーがドスに表蓮華を喰らわせるが、地面に空気を送ることで土をクッションにし、衝撃を大きく緩和させてドスを救った。その後はサクラや彼女らを助けにきた第十班と対峙。自身はチョウジの肉弾戦車に苦戦するが、自分らが中忍試験本来の目的で来ていないことから、心転身の術にかけられたキンを攻撃することを厭わなかったことで相手が詰め切れず、難を逃れる。しかし、呪印で覚醒したサスケと交戦し、両腕を負傷した。第三の試験の予選ではシノと対戦。序盤は左腕だけはどうにか動かせるという体で戦うが、追い詰められたところで実は右腕も使える状態であるという、裏をかく作戦だった。しかし、隙をつかれて孔に奇壊蟲を詰められており、その状態で「斬空波」を発動しようとしたことで行き場を失ったチャクラが腕の中で暴発。結果、両腕が使いものにならなくなり、敗北した。その後は木ノ葉崩しにて大蛇丸が「穢土転生の術」を発動した際に、扉間の蘇生のための生贄とされて命を落とした。
キン・ツチ
声 - 小池亜希子
かかとまで届くほどの長髪を持つくノ一。性格は冷酷かつ嫉妬深い。
千本に付けられた鈴の音が特殊であり、その音 の振動が相手の鼓膜から脳に働きかけ、幻覚を見せる術を使う。
ドスやザクと共に中忍試験に送り込まれ、第二の試験では自分の髪よりも美しいサクラの髪に嫉妬し、彼女の髪を掴んで一時追い詰めた。その後、サクラ達の援護に来た第十班のいのに心転身の術をかけられ、中忍試験本来の目的で来てないことから、味方のザクに厭わられず攻撃されたことで体を負傷する形に。第三の試験の予選ではシカマルと対戦。鈴と千本を使った複合攻撃をしたが、影真似の術を生かした策に嵌められて敗北した。その後は大蛇丸が「穢土転生」を発動した際に、柱間の蘇生のための生贄とされて命を落とした。
幻幽丸（げんゆうまる）
声 - 三戸貴史
大蛇丸の魂を転生させる肉体（器）を決めるための残酷な殺し合いを唯一生き残った忍。屍鬼封尽の呪いによって、サスケが来るまでに体が持たなかった大蛇丸の器に選ばれると大蛇丸の強烈な殺気の前に自分の死を悟り、自らが器になることと引き換えに、実験材料に使われている自分の一族の解放を願い、そのまま大蛇丸に転生されて死亡した（厳密には、精神世界で覚めぬ眠りにつかされた）。
音の五人衆
次郎坊・鬼童丸・左近・多由也の4人に君麻呂を加えた5人のこと。メンバー全員の年齢は14～15歳と当時のナルト達と同年代で年端もいかない年齢だが劇中ではそのことに関する言及はない。大蛇丸から自由を奪われるのと引き換えに呪印を授けられて強大な力を手に入れ、大蛇丸の護衛を始めとした重要な任務をこなした忍達。このうち君麻呂は病によって長時間の任務に就けず、殆どの任務は君麻呂を除く4人で遂行していたため、君麻呂を除く4人を指して「音の四人衆」とも呼ばれる。四人衆のメンバーは木ノ葉崩しにおいて大蛇丸に同行し、封印術「四紫炎陣」を張ってヒルゼンを大蛇丸ごと閉じ込め、その後負傷した大蛇丸を連れて木ノ葉から脱出した。アニメ版では君麻呂の回想シーンで、彼が大蛇丸の部下となってから以前から大蛇丸の部下だった四人衆と対立し、四人衆が君麻呂を従えようと襲い掛かるが返り討ちに遭い逆に君麻呂に力で従わせられることになる形で「音の五人衆」が結成されたこととなっている。五人衆の敗北後、君麻呂以外は長らく生死不明だったが疾風伝のオリジナルストーリーにて四人衆が穢土転生されたことで死亡したことが明らかになる。
左近（サコン）、右近（ウコン）
声 - 咲野俊介
君麻呂を除く四人衆の中ではリーダー的な存在。通り名は「西門の左近」。普段は一見右目を前髪で隠した弟の左近が1人でいるように見えるが、その間左目を前髪で隠した兄・右近は体の中で眠りについており、戦闘中には目覚めて手助けをする。「双魔の攻」という血継限界を持ち、互いの肉体を分離・結合させ、結合中に主体でない方の手足を出して戦闘を行う。状態2は角のようなものが生え鬼のような姿になる。
サスケの回収任務ではキバと交戦し、右近が「寄生鬼壊の術」でキバに融合して細胞を削り取ろうとしたが、術の仕組みを見抜いたキバが自らの体を攻撃したことで重傷を負った。その後赤丸を連れて逃げたキバを二人がかりで捜索し、右近がキバが残していった上着を身に着けることで自らの匂いを遮断して至近距離まで接近したが、増援に現れたカンクロウの傀儡に妨害されて左近は負傷し、右近が主体となって戦うがカンクロウの「黒秘技・機々一発」で揃って全身を串刺しにされて2人共死亡した。左近は眠りについた状態のまま断末魔も無く最期を遂げる。
なお左近と右近は2人の人間であるが五人衆にはカウントされておらず、劇中では2人で1人と扱われている。
多由也（タユヤ）
声 - 渡辺明乃
五人衆の紅一点。通り名は「北門の多由也」。一人称は「ウチ」。赤い長髪で3本の管が付いた黒い帽子のようなものを被っている。口が悪いため、よく次郎坊に注意されている。戦闘では魔笛を使い、この音で物質化霊を操ったり幻術を発動させたりして攻撃する他、三匹の怒鬼を口寄せして操ることもできる。状態2は両側のこめかみから角が生え鬼のような姿になる。
サスケの回収任務ではシカマルと交戦し、笛の音による幻術でシカマルを極限まで苦しめるが、増援にテマリが現れた事で形勢が逆転。幻術や口寄せを得意とする一方、自身の直接的な戦闘能力は高くはない多由也にとって、テマリとの相性は悪く、唯一の武器である笛の音を防がれ、安全圏から幻術をかけようとするも、更に遠距離からの「風遁・斬り斬り舞」を受けて木々の下敷きになり死亡した。
鬼童丸（キドウマル）
声 - 千葉進歩
通り名は「東門の鬼童丸」。口癖は「～ぜよ」。6本の手と額当てに隠したものを含む3つの目を持ち、口から蜘蛛のように糸を出す。この糸は自身の特殊な体液にチャクラを混ぜて作られており、ワイヤーよりも細く粘着性があり、象が二頭で引っ張りあっても切れないほどの強度を持つ。また、巨大蜘蛛を口寄せして無数の小蜘蛛を生み出させ、そしてその糸を硬質化して武器や鎧に変え、攻撃・防御を行う。状態2は額にある第三の目を開いてさながら蜘蛛のような姿になり、高い命中精度を誇る弓矢を扱う。
サスケの回収任務ではネジと戦闘になり、白眼の死角から矢を執拗に打ち込んで瀕死の状態まで追い込むが、糸の中にチャクラを流し込まれて動きを止められ、とどめの「絶招・八門崩撃」により相討ちに近い形で敗北。最後までネジの「サスケを必ず救い出す」という決意を戯言と吐きながら息絶える。
次郎坊（ジロウボウ）
声 - 三宅健太
通り名は「南門の次郎坊」。モヒカンと頭の両側にだけ髪がある独特の髪型をした肥満体型の少年（身長は181cmと14歳としては大柄）。敵のチャクラを吸い取る事を食事の一環としている。普段は冷静沈着であり多由也の口の悪さをよく注意しているが、敵を前にした時は傲慢で粗暴な性格を露にする。四人衆のメンバーからは陰では足手纏い扱いされていた。敵のチャクラを吸い取ることが出来る他、土遁系忍術や破壊力のある体術系の攻撃をする。状態2は身体が強化され、腕や顔にはイボのようなものができる。
サスケの回収任務ではチョウジと交戦し、チョウジをクズ呼ばわりして侮っており、チョウジの三種の秘伝の丸薬のうちホウレン丸とカレー丸による普段の実力以上の猛攻をそれぞれ呪印の状態1・2で軽く防いだが、トンガラシ丸を使ったチョウジに圧倒され、親友のシカマルに散々暴言を吐いたことで激怒したチョウジの捨て身の攻撃「蝶弾爆撃」の前に胸を殴り敗れ戦死する。
君麻呂（キミマロ）
声 - 森川智之、津村まこと（幼少期）
五人衆のリーダー。通り名は「地の君麻呂」。一人称は「僕」。音の五人衆の中では良識的な性格の持ち主だが他の四人衆を力で従え失態を晒した多由也の粛清を考える等の冷酷さは有している。体内の骨を自在に操る血継限界「屍骨脈」を持ち、早蕨の舞以外に忍術を使わず主に骨を利用した剣術・体術で戦う。状態2では背中から体中の骨が飛び出し、尻尾が生えた姿形になる。五人衆の中では最強であり、他のメンバーからも恐れられている。かつて霧隠れの里に戦いを挑んで滅んだ戦闘民族・かぐや一族の最後の一人であり、幼い頃に一族が滅び路頭に迷っていた所を大蛇丸に拾われ、以降は大蛇丸を彼のためなら命をも投げ出すことをも厭わないほどに慕っていた。かつては新しい器の候補として大蛇丸から「地の呪印」を授けられていたが、死の病に侵されたためその価値を失っていた。波の国の北アジトにいた頃は重吾が気を許し、かつ彼の殺人衝動を止めることができる唯一の人間だった。
サスケの回収任務では治療を受けていたが、カブトの策略で追手の足止めとして起用され出撃、多由也から仮死状態のサスケが入った棺桶を受け取り、追ってきたナルトを圧倒するも、直後に代わって参戦したリー、さらに助太刀に入った我愛羅を相手に死闘を繰り広げ、我愛羅の大技で地中深くに生き埋めにされながらも「早蕨の舞」であと一歩のところまで追い詰めるが、止めを刺す寸前に寿命が尽きて息絶えた。第四次忍界大戦ではカブトの「穢土転生」によって蘇生され、第5部隊の侍達や九尾チャクラモードを会得したナルトの分身体と交戦したが、イタチの幻術によってカブトが「穢土転生の術」を解除させられたことにより昇天した。

## 雨隠れの里
シグレ、バイウ、ミダレ
声 - 川村拓央、藤本隆行、ヤスヒロ
雨隠れの里の下忍達。第一部での中忍試験に参加し、第二の試験で我愛羅と対峙。しかし、シグレの千本を使った忍術である「如雨露千本」が我愛羅の絶対防御には全く通用せず、最終的に3人とも「砂漠送葬」であえなく死亡した。
篝（カガリ）、夢火（むび）、朧（オボロ）
声 - 原田正夫、上田燿司、大水忠相→木島隆一（疾風伝）
雨隠れの里の下忍達で、幻術や分身を用いた戦法を得意とする。第一部での中忍試験に参加し、第二の試験で第七班のメンバー及びカブトと対峙するが、敗北して天の書を奪われた。

## 波の国
タズナ
声 - 青野武→牛山茂
演 - 梅垣義明（2015年 - 2016年）→久松りょうた（2016年ワールドツアー）
第七班が護衛した波の国の橋作り職人。形容詞の頭に「超」をつけるのが口癖。職務に誇りを持っており、国に勇気と希望をもたらそうと遮断されている物流を活発化させるために、命懸けで橋の建設を試みた。その最中には再不斬と白の襲撃などガトーによる妨害工作を受けるが、護衛任務に就いた木ノ葉の第七班の活躍もあり橋は無事に完成し、その活躍とイナリや島民の心を開かせたナルトの功績を称えて「ナルト大橋」と名づけた。第二部ではその間に依頼で一年近く雷の国に滞在していたが、木ノ葉復興のためにイナリと共に再登場した。イナリと共に『カカシ秘伝』にも登場している。
イナリ
声 - 石川静
タズナの孫。慕っていた義父・カイザを殺されたことにより心を閉ざしており、3年前に同世代の子供たちからもいじめられていたが、ナルトと出会ったことで大きく影響を受け、国を守るために島民と共に立ち上がった。第二部では成長して大工になり、ペインにより壊滅した木ノ葉の復興作業に訪れてナルト達と再会した。
ツナミ
声 - 渡辺美佐
イナリの母でタズナの娘。イナリを守ってゾウリとワラジに人質に取られるが、ナルトによって助けられた。
カイザ
声 - 高瀬右光
イナリの義父。「モロ」が口癖の男性。波の国に働きに訪れ、海に落とされ溺れていたイナリを助けたことでイナリに懐かれ、その縁でツナミの再婚相手となり本当の家族となった。仲間やイナリのために危険を顧みずに行動する姿から「英雄」と呼ばれたが、波の国を牛耳りに来たガトーに目を付けられ、両腕を切断されて（アニメでは黒く変色するまで動かなくされて）公開処刑にされて死亡した。
アカネ
声 - 佐藤ゆうこ→行成とあ（疾風伝）
鼻の上に絆創膏を付けている少年。3年前にイナリを虐めていたガキ大将で、犬のポチを捕らえて自分のものにしようとしたが、イナリの態度に腹を立てポチを海に投げた。更にはイナリを海に競り落とし、仲間に助けを求めてきたもののイナリを助けずに脱出したポチを追って去っていた。その後イナリに謝罪したかは不明だが、彼を助けたカイザにこってり叱られたらしい。疾風伝では改心し取り巻き達と大工になっており、木ノ葉の復興の手助けをした。
ガトー
声 - 坂東尚樹
演 - 登野城佑真（2015年）→白崎誠也（2016年）
海運会社・ガトーカンパニーを経営する大富豪。裏ではギャングや忍を使い、麻薬や禁制品の販売、企業や国の乗っ取りまで行っていた悪徳組織の長であり、波の国を乗っ取り物流を遮断し富を独占して波の国を貧困に追い込んだ。第一部では抜け忍である再不斬らを雇い、橋の建設による新たな物流を試みるタズナを暗殺しようと企むが、実は再不斬に対しては最終的に裏切る腹積もりであり、カカシとの戦闘で重傷を負った再不斬の前にならず者達を引き連れて現れ、再不斬に対して裏切りを宣言したが、白の死体を蹴飛ばしたことが再不斬の逆鱗に触れ、捨て身の特攻を受けて首を刎ねられ（アニメ版では心臓を突き刺された挙句、海に落とされ）死亡した。
桃地再不斬（ももち ザブザ）
声 - 石塚運昇
演 - 内田朝陽（2015年 - 2016年）→片山浩憲（2016年ワールドツアー）→北園涼（2022年）
「断刀・首斬り包丁」の使い手。口を包帯で覆っている。かつては霧隠れの暗部の忍であり、「霧隠れの鬼人」としてその名を轟かせていた。「無音殺人術（サイレントキリング）」の達人であり、「霧隠れの術」などの水遁系の術を得意とする。忍術・体術・分析力の全てが優れており、カカシとも互角に渡り合った。腹心の部下・白のことは道具のように扱っていたが、本当は忍としてのあるべき姿と純粋に自分を疑わず慕い付き従う白への情とのジレンマに苦悩していた。
第一部ではガトーに雇われてタズナの暗殺を請け負い、彼の護衛を担当する第七班と戦闘となりカカシを「水牢の術」で閉じ込めるも、ナルトとサスケの奇策により術を外され、カカシの写輪眼に翻弄されて敗北したが、白の芝居により止めを刺されるには至らなかった。再戦時は初戦時に得たデータを基に写輪眼を封じ、得意の無音殺人術でカカシを追い詰めるが、カカシのオリジナル忍術により逆転され再度敗北を喫した。
直後に雇い主のガトーに裏切りを宣言されるが、白の死を愚弄されたことに怒って決死の特攻を仕掛け、ガトーの部下達の攻撃を受けながらもガトーの首を刎ねて殺害することに成功したが、自身も同時に力尽きてカカシに白の隣に運ばれ、白の隣で涙を流しながら息を引き取った。遺体は白と共に波の国に葬られた。
第四次忍界大戦ではカブトの「穢土転生」によって白と共に蘇生され、戦場でカカシやサクラと再会。ナルトが成長したことをカカシから聞き、意識を消される間際に既に「人間として死んだ」自分を止めるよう頼む。カカシの「雷切」を止めに掛かった（身代わりにさせられた）白ごと斬るも寸前でカカシを切断するには至らず、左腕を砕かれた上に「雷切」を受けて敗北し、「布縛りの術」で拘束・封印され、その後、イタチの幻術によってカブトが「穢土転生の術」を解除させられたことにより昇天した。この戦いの際に、かつて再不斬がカカシに敗北した時、カカシの動きに再不斬がついていけなかったのは、再不斬自身の気付かないところで白の死に動揺していたからだとカカシが明かしている。
白（ハク）
声 - 浅野まゆみ
演 - 今村美歩（2015年 - 2016年）→小嶋紗里（2022年）
元霧隠れの追い忍。常に追い忍時代の仮面を着けており、仮面の下の顔はナルトに女と間違われるほどの美少年で、ナルトからは「サクラよりも可愛い」と評されたほど。幼い頃に再不斬に拾われて戦闘術を教わっており、再不斬の里抜けの際に彼に従って共に里を抜けた。雪一族の末裔であり、水と風の性質変化を組み合わせて氷を作り出す血継限界・氷遁の使い手だったが、幼少期に妻子の持つ血継限界を畏怖した父により母（声 - 皆川純子）を殺され、自分も殺されそうになり術で父を殺めてしまったという悲劇から、自身の存在を認めてくれた再不斬を心から慕っている。
第一部の波の国の騒動では、一度はカカシによって追い詰められた再不斬を「抜け忍狩り」を装って抹殺したように見せかけて助け、大橋での戦いではナルト・サスケと交戦し、切り札の「秘術・魔鏡氷晶」を用いた高速攻撃で2人を攻撃、気絶したナルトを庇ったサスケを瀕死に追い込んだ（しかしわざと急所を外して攻撃していた）が、九尾のチャクラを纏ったナルトに追い詰められ、正体を明かした後に自分をナルトに殺させようとするが、再不斬の危機を感じ取り、カカシの「雷切」を受けそうになった彼の前に身を投げ出し死亡した。遺体は直後に死亡した再不斬と共に波の国に葬られた。
第四次忍界大戦ではカブトの「穢土転生」によって再不斬と共に蘇生されカカシやサクラと再会。再不斬が自分同様に蘇生されていたことから、再不斬を守れなかったことを知り自責の念に駆られたが、戦闘中に再不斬の本当の想いを語ってくれたカカシの言葉に涙を流した。直後にカブトによって意識を消され、かつての波の国での戦いと同様にカカシの「雷切」の盾とされて再不斬の攻撃のチャンスを作らされるが寸前で避けられ、「布縛りの術」で拘束・封印され、その後、イタチの幻術によってカブトが「穢土転生の術」を解除させられたことにより昇天した。
鬼兄弟（おにきょうだい）
声 - くわはら利晃
演 - 倉本発、蒼木陣
再不斬の配下で元霧隠れの中忍の兄弟。兄の業頭（ごうず）と弟の冥頭（めいず）によるコンビ。兄は冷静で残虐、弟は凶暴な性格。双方が身に付けた特殊な籠手を刃付きの鎖で繋いで標的を捕らえてバラバラにする。第一部の波の国の騒動ではタズナの暗殺を試みるも、あえなくカカシに敗れて失敗に終わった。その後の消息は不明。
ゾウリ、ワラジ
声 - 奥田啓人、酒井敬幸
ガトーのボディガードでそれぞれ居合いの使い手。ゾウリは常に帽子を被っており、ワラジは上半身裸で眼帯を着けている。ツナミを襲い助け出そうとしたイナリを殺そうとするが、駆けつけたナルトに倒された。アニメ版「疾風伝」ではナルト達が波の国を去った後に略奪行為を行おうとしていたが、引き返してきたナルトとサスケ、そして島の住民達によって拘束された。

## 鉄の国
ミフネ
声 - 長克巳
鉄の国の大将。長髪で髭を生やした男。頭に包帯を巻いて鎧を着用している。一人称は「それがし」または「拙者」「ワシ」で、語尾に「ござる」を付ける。名刀「黒澤」を武器に持ち、忍に印を結ぶ間を与えさせないほどに居合術に長けている。過去には仲間を守るために雨隠れの長であった半蔵と交戦し、猛毒を染み込ませた鎖鎌で頭部を斬り付けられて瀕死の重傷を負うも、その信念を認めた半蔵に解毒剤を飲まされて見逃された過去を持つ。
第二部の五影会談では進行役を務め、会談中にはシスイの写輪眼を持っていたダンゾウによって操られるが、ミフネの言動を不審に思った青が白眼で見抜いたことによりダンゾウが写輪眼の使用を止めたため我に帰った。第四次忍界大戦では第5部隊の隊長に任命され、蘇生された半蔵と再び交戦となり「黒澤」による一撃で両断し、その後かつての信念を失っていた半蔵にそれを取り戻させ、封印されるのを見届けながら彼の信念を受け継ぐことを約束した。そして十尾と戦っていたナルト達と合流し、侍達を指揮して神樹の枝を斬り倒しにかかった。

## 鷹
サスケが大蛇丸を倒し出奔する際、その支配下にいた者達から組織した四人一組の小隊。当初は「蛇」と名乗り、うちはイタチの抹殺を目的としていたが、それを果たした後は「鷹」と名乗り、木ノ葉隠れの里の殲滅を目指すと同時に利害が一致したため暁と手を組んでいる。五影会談の一件でサスケがメンバーを見限った後、一旦事実上の解散状態になるも、第四次忍界大戦終盤に復活した大蛇丸と共に再合流し、今度は暁を裏切って忍連合軍と手を組む。
鬼灯水月（ほおずき スイゲツ）
声 - 近藤隆
演 - 萩尾圭志（2017年 - 2019年）→前田隆太朗（2021年以降）、荒田至法（2022年）
大蛇丸の獄に封じられていた霧隠れ出身の青年で、鬼灯満月の弟にして「鬼人・再不斬の再来」とまで言われる神童。「霧の忍刀七人衆」の刀を全て集め、新たな七人衆を結成してそのリーダーとなることを夢見ている。戦闘では体を液体化させる独自の水遁忍術「水化の術」とその応用術を操るも、雷遁による攻撃は苦手としている。第二部からは、大蛇丸を倒し自分を解放したサスケの実力を認めてサスケに同行。その後、波の国にあった再不斬の墓から断刀・首切り包丁を「受け継ぐ」という名目で盗み取る。
キラービーとの戦闘では身を挺して仲間を救おうともしたものの、尾獣化したキラービーの一撃で戦闘不能にされるが、キラービーを倒したサスケと重吾に救われる。その後五影会談に潜入した際には重吾と共にサスケに置いていかれ、侍に見つかり牢に閉じ込められるが、第四次忍界大戦開始からほどなくして重吾と共に脱出しサスケを探索する内に、大蛇丸のアジトで戦争をも左右しかねないような資料を発見。その後、穢土転生を止めイタチと別れたサスケと合流し、復活した大蛇丸たちと行動を共にする。
戦後は、香燐・重吾と共に再び大蛇丸の配下に戻っている。アジトを訪れたサラダが自身の出生について疑惑を持ち、彼女から自身と香燐のDNA検査をすることを頼まれ、香燐の机の中にあった臍の緒を勝手に持ち出して検査してしまったことで、思わぬ誤解を生んでしまった。
香燐（カリン）
声 - 東條加那子→行成とあ（「サスケ真伝」以降）
演 - 七木奏音
南アジト監獄の管理者であるくノ一。うずまき一族の末裔であり、赤い髪と眼鏡が特徴。基本的に乱暴な口調で喋るが、好意を抱いているサスケと2人きりになった時は態度を軟化させている。周囲のチャクラを正確に感知する能力を持ち、自身のチャクラを消して他人の感知から逃れることも可能。またチャクラの乱れを感知することで、相手が嘘をついているかを見抜くこともできる。自分の体を噛んだ者を（自身も含め）回復させる能力を持っており、彼女の上半身には無数の噛み痕らしきものが残っている。
第二部では大蛇丸が倒された後、サスケにその能力を買われて同行することになった。キラービーとの戦闘では、サスケが放った「天照」の黒炎が着火してしまったが、土壇場で右目の万華鏡の力を解放したサスケによって火を消されて難を逃れる。五影会談の後にサスケがダンゾウを襲撃した際には、サスケを回復させた直後にダンゾウに人質に取られるが、足手纏いだと突き放されダンゾウごと「千鳥」で体を貫かれて倒れ、ダンゾウが殺害された後サスケに止めを刺されそうになるが、サスケを追ってきたサクラの治療により一命を取り留める。
その後木ノ葉に連行されて尋問を受け拘禁を受け、牢ではサスケのブロマイドに語りかけるなど表向きは気が触れたように振る舞っていたが、隙をついてこのブロマイドの裏に忍ばせてあったピッキング道具を使用して脱獄する。第四次忍界大戦ではちょうど先代火影たちと共に戦場に向かおうとしていた大蛇丸や「鷹」のメンバー達と合流し、サスケに殺されかけたことは水に流して自らも戦闘に参加した。トビ（グルグル）との戦いでは、うずまき一族に伝わる封印術「金剛封鎖」を発現させた。
戦後は南アジトに戻り、サクラがサスケと共に旅をしていた時期に南アジトでサラダの出産に立ち会い、その記念に臍の緒を貰っていた。サスケへの恋心は彼の幸せを願って潔く身を引いたようで、サクラとは友人同士になっている。
重吾（ジュウゴ）
声 - 阪口周平
演 - 山口智也（2017年 - 2019年）→江本光輝（2021年）→大野涼太（2022年以降）
オレンジ髪で大きめの鼻を持つ大柄な青年。本来はおとなしい性格であるが、精神の一部に異常な殺人衝動が隠れており、その衝動をコントロールできない自分を更生させるために「自ら望んで」北アジトの人体実験場に囚われていた。その際に大蛇丸から呪印を受けており、この呪印によって「体の一部を戦闘に特化した形に変化させる」「呪印を聴覚にのみ作用させ、小動物と意志の疎通を図る」「自分が縮む代わりに負傷した他人に自分の血肉を分け与える」「他人の血肉を取り込んで自分を回復させる」などの多彩な術を使う。重吾の一族は自然エネルギーを取り込むことのできる体質を持っており、一族ではこの呪印のオリジナルとなった力を「仙人化」と呼んでいた。
かつては生前の君麻呂に対して「自分の殺人衝動を抑えることができる唯一の人物」という理由で心を開いており、君麻呂が命に代えて招き入れたサスケの価値を見極めるために同行していた。第二部の五影会談では雷影・エーと交戦となり、呪印を最大解放して戦うも敗北。その後水月と共にサスケに置いていかれ、侍に見つかり牢に閉じ込められるも、第四次忍界大戦開始からほどなく脱出する。その少し後に水月と共にサスケと合流して戦場に向かい、サスケがナルトと共に十尾の人柱力となったオビトに挑んだ際には、サスケに仙術チャクラを提供しており、｢仙術須佐能乎｣を顕現させた。

## 第四次忍界大戦で転生された忍
中吉（ちゅうきち）
声 - 広田みのる
霧隠れの里の感知タイプの上忍。団子鼻が特徴のサングラスをかけた大柄な男。第四次忍界大戦ではカブトの「穢土転生」によって蘇生され、すぐに抵抗を試みたため精神を操られて最低限のことしか喋れないようにされた。偵察部隊に振り分けられてカンクロウ率いる奇襲部隊と交戦、途中で離脱して増援を呼びに向かった。アニメ版「疾風伝」ではデイダラの脱走に協力させられた。
パクラ
声 - 織部ゆかり
砂隠れの里の上忍のくノ一。血継限界の1つ「灼遁」の使い手。疾風伝では生前マキの師匠を務め、岩隠れとの戦で活躍した英雄と称えられていたが、四代目風影・羅砂と上役たちの策略により、霧隠れとの取引道具として殺害された（表向きは岩隠れとの戦いで戦死したこととされた）ことが描かれている。第四次忍界大戦ではカブトの「穢土転生」で蘇生され、ガリと共にカカシ達率いる第3部隊と交戦。前述の経緯から怨みのままに戦場で暴れまわっていたが、戦いの中でマキの説得で考えを改め、意識が途切れる前にマキたちが逃げる手助けをした。
ガリ
声 - 加藤拓二
岩隠れの里の上忍。血継限界の1つ「爆遁」を使い、かつてはデイダラと同じく爆破部隊に所属していた。第四次忍界大戦ではカブトの「穢土転生」によって蘇生され、パクラと共にカカシ率いる3部隊と交戦した。疾風伝では好戦的な性格として描かれており、最終的にサイの「虎視眈弾」で封印された。
トロイ
雲隠れの里の上忍。血継限界の1つ「磁遁」の使い手。磁力を帯びた手裏剣を投擲し、初撃に触れた敵の体に磁力を溜めさせ、二回目の攻撃を磁力の引き合いで確実に当てる戦術を取る。第四次忍界大戦でカブトの「穢土転生」によって蘇生され、本部の守りを固めるため移動していた忍と戦闘となったが、直後に現れたナルトの「螺旋丸」を受けて封印班に封印された。
半蔵（はんぞう）
声 - 沢木郁也
かつての雨隠れの里の長。通称「山椒魚の半蔵」。頭部には常に水中用のシュノーケリングマスクを装備しているが、これは幼少期に雨隠れの猛毒の黒山椒魚が死亡した際、体内に毒袋が埋め込まれたためで、呼吸するだけで周囲の人間に毒を掛けてしまう性質のためである。また、脇腹に入った毒袋を破られると、毒の耐性によって命を落とすことはないものの、毒液から気化したガスで動けなくなり、隙が生じてしまうため、これらが幼少期から周囲に恐れられた原因になっている。鎖鎌を武器として使用し、口寄せ動物として毒の山椒魚・イブセを使った忍術を駆使する。
かつては「和」を目指し、忍五大国をまとめることで忍の世界を一つにしようとする理想を持っていた。また、自分が認めた相手は見逃そうとするなど人間としての器も大きい人物であり、弥彦や長門からも尊敬されていた。過去に若き日の自来也・綱手・大蛇丸ら三人を同時に相手取り余力を残したまま追い詰めた時にも、彼らの実力を賞賛して「木ノ葉の三忍」の呼び名を与え、止めを差さずにその場を去った。また、鉄の国のミフネとも死闘を演じたことがあり、身を挺して仲間を守り抜いた信念を評価して解毒剤を飲ませて助けている他、砂隠れのチヨバアとも幾度にも渡って対決している。
しかし、果てしなく争いが続いていった結果、和の信念を捨てて自己保身にのみ走るようになり、警戒心も強くなって護衛の忍に加えて自分の周囲を結界で常時覆っていた。そして後には弥彦をリーダーとする暁が勢力を増していったことに危機感を覚え、三大国への平和交渉のために手を組むと偽って弥彦と長門を誘き出して配下の忍で包囲し、小南を人質に取って長門に弥彦を殺害させようとした。結果的に弥彦は長門のクナイに身を投げ出して自決したが、弥彦の死によって輪廻眼の能力を完全に覚醒させた長門の「口寄せ・外道魔像」により部下の忍を殺害されて逃亡。その後、長門が弥彦の亡骸で作り出したペインに殺害され、彼の一族及び依頼人も徹底的に消された。疾風伝では弥彦たちの暁の理想に最初は共感していたが、ダンゾウの策略によって暁が里の転覆を謀っていると信じこみ、彼らを裏切ることになった経緯が描かれた。
第四次忍界大戦ではカブトの「穢土転生」によって蘇生され、口寄せしたイブセの毒で奇襲部隊を追い込むが、現れたミフネと交戦になるも圧倒されて名刀「黒澤」によるミフネの一撃に斬られ、信念のために己の身を削る覚悟で戦う侍に理解を示さないでいたが、最終的にはかつて自分が助けたミフネの言葉によって自身の信念を思い出し、それをミフネに託すため、鎖鎌の刃で切腹して脇腹の毒袋から毒ガスを発生させて自らの身体の動きを封じ、「布縛りの術」で封印された。
金角（きんかく）、銀角（ぎんかく）
声 - 黒田崇矢（金角）、矢崎文也（銀角）
かつての雲隠れの里の忍達で、六道仙人の末裔である兄弟。通称「金銀兄弟」。頬にはナルトと同じ3本のキツネのヒゲのような線がある。マダラが九尾を手懐ける前に雲隠れが九尾を捕獲しようとした際に九尾に食べられたが、その体内でチャクラ肉を食べて2週間も生き長らえ、暴れ続けたことに耐えかねた九尾が自身の体内から吐き出し、以降九尾のチャクラを持つようになった。かつて雲隠れが集めた六道仙人の宝具のうちの4つ（幌金縄・七星剣・紅葫蘆・芭蕉扇）を所有する。いずれも普通に扱うとチャクラ切れに追い込まれて死亡するが、九尾のチャクラのおかげで何の問題も無く扱える。
かつては「雲に二つの光あり」と謳われていた実力者だったが、雲隠れが木ノ葉隠れと同盟を結ぶ儀礼式を行った際にクーデターを起こし、扉間と二代目・エーを騙し討ちで殺害し、以来雲隠れ史上最悪の大罪人とされた。その後は何らかの形で死亡し、第四次忍界大戦ではカブトの「穢土転生」によって蘇生され、立て続けにアツイとサムイを封印したが、ダルイの封印に失敗したことで宝具を奪われ、先に銀角が紅葫蘆に封印された。その後、銀角が封印されたことに逆上した金角は尾獣化して暴れるも、第十班の策にはめられて琥珀の浄瓶に封印された。後に彼らの九尾チャクラを狙ったトビによって宝具ごと回収され、ナルト達との交戦中に十尾復活のために外道魔像の口に投入された。
霧の忍刀七人衆
かつて霧隠れの里において、里に伝わる7つの忍刀を使いこなした実力者たち。相次ぐ内乱で所有者が刀ごと離反してしまう例が相次ぎ、第二部の時点では里に残っているのは長十郎のみとなっていた。疾風伝オリジナルエピソード「忍刀七人衆の章」では、生前の経緯や戦闘描写などが描かれている。
林檎雨由利（りんご あめゆり）
声 - 田村聖子
「雷刀・牙」の使い手である上忍のくノ一。アニメ版『疾風伝』では、生前は雷遁使いの天才と呼ばれていたが、不治の病で早世したことが語られている。常に刺激を求める性格で「自分を痺れさせてくれる」男性を好み、狙った獲物は絶対に逃がすことはない。第四次忍界大戦ではカブトの「穢土転生」によって蘇生され、撤退するオモイの所属する小隊を執拗に追うが、仲間の仇を取ろうとするオモイの命がけの策により底なし沼に沈められ、餞別として飴を受け取り、自身は戦いに満足させてくれた礼に牙を託して封印された。
通草野餌人（あけびの じにん）
声 - 宇垣秀成
「鈍刀・兜割」の使い手である上忍。かつてはその戦いぶりから「霧隠れの鉄槌」と恐れられた。第四次忍界大戦ではカブトの「穢土転生」によって蘇生され、アニメ版『疾風伝』では守りを疎かにしていることをカカシに見破られ、身体を両断されたところをサイの「虎視眈弾」で封印された。
栗霰串丸（くりあられ くしまる）
声 - 白熊寛嗣
「長刀・縫い針」の使い手である上忍。素顔は仮面で隠されており、服装は桃地再不斬とまったく同じである。第四次忍界大戦ではカブトの「穢土転生」によって蘇生され、アニメ版『疾風伝』では殺人を楽しむ残忍非情な性格からカカシに軽蔑された。甚八と形式的なコンビを組み、不死という穢土転生の特性を生かした戦法でカカシやガイを追い込むが、仲間意識を軽視したことが仇となり、カカシとガイの連携攻撃を受けた後、援軍の中にいた奈良一族の忍の影縛りの術で動きを止められ甚八と共に封印された。
無梨甚八（むなし じんぱち）
声 -  松本大
「爆刀・飛沫」の使い手である上忍。第四次忍界大戦ではカブトの「穢土転生」によって蘇生され、アニメ版『疾風伝』では殺人を楽しむ残忍非情な性格からカカシに軽蔑された。串丸と即席のコンビを組みカカシやガイを追い込むも二人の連携攻撃を受け、最後は串丸も怯む程の爆発を起こして自爆しようとするも、援軍の中にいた奈良一族の忍の影縛りの術で動きを止められ串丸共々封印された。
西瓜山河豚鬼（すいかざん ふぐき）
声 - 広田みのる
鬼鮫の前任の「大刀・鮫肌」の使い手であった上忍。敵と内通したため、四代目水影（を操っていたオビト）の命を受けた鬼鮫に殺害されて鮫肌を奪われた。第四次忍界大戦ではカブトの「穢土転生」によって蘇生され、その時には鮫肌はビーが持っていたため髪の毛を針状にして戦っていた。ガイの回想から通草野餌人・栗霰串丸とは同期であった模様。カカシにより雷遁を流した首斬り包丁で腹を斬られ、怯んだところをサイの「虎視眈弾」で封印された。
鬼灯満月（ほおずき マンゲツ）
鬼灯兄弟の片割れで水月の兄である上忍。七刀を全て使いこなすことができ、その様から「鬼人の再来」と言われた。忍刀を継承することを夢見て日々の過酷な任務を送り、全ての七刀を使いこなせるようになるが、志半ばで命を落とした。蘇生時は使える刀がなかったため「水化の術」で戦っていた。
五影前任者
四代目風影・二代目水影・二代目土影・三代目雷影が蘇生された。
無（むう）
声 - 向井修
二代目土影。全身を包帯で巻いており、背中に二振りの刀を背負っている。かつては「無人」と呼ばれ、透明化して自分のチャクラを消すことで感知タイプの忍によるチャクラ感知すら逃れる能力を持っていた。風・土・火の性質を一度に合わせることで発生する塵遁を開発し、オオノキに教えた師でもある。初の五影会談の際には初代土影の護衛として参列しており、66年前にはオオノキと共にうちはマダラによる騙し討ちを受けている。その後二代目水影・鬼灯幻月と交戦し、相打ちとなって死亡した。
第四次忍界大戦ではカブトの穢土転生によって蘇生され、オオノキに対して終戦後に起きる同盟軍内の戦利品の奪い合いにおいて主導権を握るように示唆するが、オオノキからはきっぱりと一蹴され、その際には彼に理解を示していた。我愛羅とオオノキとの戦闘中に、増援に来たナルトに倒され、最終的に我愛羅に封印されたように見えたが、ナルトに倒される直前自身を「分裂の術」で「分裂」させており、自身の半分だけを封印させて逃げ延びた。その後本物のマダラが口寄せさせられた後、マダラとの会話のためにカブトによって自我を消され乗っ取られた。カブトがイザナミに囚われると同時に自我が戻るが、直後に穢土転生が解除されたことで昇天した。疾風伝では昇天の際、オオノキに「忍連合の行く末を見届けて俺に伝えにこい」と伝言を残した。
鬼灯幻月（ほおずき ゲンゲツ）
声 - 梅津秀行
二代目水影。眉なしのチョビ髭の風貌をした男性。陽気でおしゃべりな人物で、若手の忍には将来を期待している一面がある。戦闘では蜃（おおはまぐり）を口寄せし、蜃気楼を利用した幻術を使用する。これにより、蜃気楼で作り出された自身と蜃への攻撃が全く当たらないが、幻から繰り出された攻撃は実際に効果を発揮する。また、体内にある油と水を使って分身体を生み出し、その中の水を使って水蒸気爆発を発生させる高等忍術「蒸気暴威」を使用することができる。
かつて二代目土影・無との死闘の末、相討ちとなって死亡した。第四次忍界大戦では、カブトの「穢土転生」によって蘇生され、我愛羅に封印されかけるが「穢土転生」の効力で封印術が効かず交戦させられる。当初は自分の幻術の原理や弱点などを忍連合軍に教えながら戦っていたが、我愛羅の強さを前に戦闘欲が湧き、「自分の手助け無しで勝てないようならマダラに勝てる訳が無い」と言い放ち、弱点を教えずに切り札の「蒸危暴威」を発動させた。その「蒸気暴威」を我愛羅が機転によって見事封じると彼を「金の卵」と称し、後から駆けつけたナルトとは良いコンビだと絶賛しつつ満足しながら封印された。
三代目・エー
声 - 玉野井直樹
三代目雷影。四代目・エーの父。右肩には「雷」の字の刺青、胸には八尾の暴走を止めた時に付いた傷がある。珍しい忍具や宝具の蒐集を趣味としていた。四代目と同等かそれ以上に鍛えられた肉体をしており、ナルトの「風遁・螺旋手裏剣」を喰らっても傷一つ付かない程の頑丈さを誇り、生身で尾獣と渡り合った唯一の忍でもある。自身が使用する雷遁を利用した忍体術「地獄突き」は、指の数を減らすごとに殺傷力が高くなり、「一本貫手」になると文字通り最強の矛と呼ばれるほどの貫通力を誇るが、それは自らの頑丈な肉体さえ貫いてしまうという弱点があった。
かつて八尾が暴走した時、息子の四代目雷影を含む里のエリート達と共に八尾を封印した。また、仲間を逃がした後に一人で八尾の暴走を止めた際、「一本貫手」で八尾の尾を全て切断したこともある。胸の傷はこの時、地獄突き一本貫手を構えたまま前のめりに倒れた際に自分の体に当たってできたもの。ドダイ曰く、仲間を逃がす時間を作るために一人囮となり、1万の敵を相手に三日三晩死ぬまで倒れなかったとされる。
第四次忍界大戦では、カブトの「穢土転生」によって蘇生された。他の旧五影と共に第4部隊と交戦、第4部隊の忍に自身の能力や対処法を教えていたが、ナルトの登場により彼を捕獲しようとしたカブトに意識を奪われる。頑丈な肉体と地獄突きを生かして第4部隊の忍を蹴散らしナルトを狙うも、ドダイやいのいち経由で八尾と交信してヒントを得たナルトの機転で、地獄突きの軌道を螺旋丸で弾かれて自らを貫いてしまい、ダメージを受けた直後に封印された。
元人柱力
二尾～七尾の6人の人柱力が両目を写輪眼と輪廻眼にした状態で蘇生された。
二位ユギト（にい ユギト）
声 - 園崎未恵
演 - 肥田野好美
雲隠れの里のくノ一であり、二尾・又旅を宿した人柱力。上忍のくノ一であり後ろで一本に縛った金髪の女性。戦闘の際には爪を伸ばして戦う。また、誘導式の手裏剣を鼠のような形にまとめて毛玉のように吐き出す「ねずみ毛玉」という術を使う。二歳の頃に人柱力となり厭忌の対象とされるも、修行の末に自らの意思で尾獣化を制御できるようになり、ビーと同じく里の者達に慕われるようになった。しかし第二部では暁の角都と飛段に捕らえられ、壁に磔にされて血を抜かれた無残な姿となった挙句、二尾を引き剥がされて死亡した。第四次忍界大戦では他の人柱力と共にカブトの「穢土転生」によって蘇生され、オビトによって新たなペイン六道に改造されるが、ナルト達との交戦の末に倒された後に穢土転生の解除により昇天した。
枸橘やぐら（からたち やぐら）
声 - 入野自由
演 - 荒田至法
霧隠れの里 の四代目水影にして三尾・磯撫を宿した人柱力。紫色の眼で左目の下に傷がある。類いまれな才能で若年ながら水影に就任した。本人は若い「大人」だと主張するが、尾獣たちの深層意識にて出会ったナルトの発言にムキになって言い返したりと子供っぽい一面もある。尾獣を完全に制御できた数少ない忍。水で作った鏡に相手の姿を映して攻撃を相殺させる「水遁・水鏡の術」を使う。鉤爪と緑色の花が付いた長い棍棒のような武器を背負っている。
治世時にはオビトに操られて里を恐怖政治で支配したため、当時の霧隠れの里は「血霧の里」と呼ばれていたが、後に白眼を入手した青によって洗脳を解かれた。暁との戦闘時に消息を絶ったが、後に死亡している。アニメオリジナル「イタチ真伝篇」では霧隠れに潜入してきたイタチと十蔵と交戦し、尾獣化して尾獣玉を放って十蔵を倒すも、初めて天照を使用したイタチに重傷を負わされていたことが判明した。
第四次忍界大戦ではカブトの「穢土転生」によって蘇生され、トビによって新たなペイン六道にされた。他の人柱力ペイン達と共にナルトとキラービーの二人と交戦させられ、連携攻撃で二人を苦しめた。さらには本気で二人を捕えにかかったトビによって尾獣化させられるが、最終的には同じく尾獣化したナルトに杭を抜かれて戦闘不能となり、直後に穢土転生が解術されたことによって昇天した。
なお、『NARUTO』本編では外伝も含めて終始名前のみで語られ、フルネームは『BORUTO』で判明した。同時に『BORUTO』では彼の孫にあたる人物が登場している。また、血霧の里だった頃の過激なやり方を通そうとする忍達も存在するなど、十数年後も彼の行った恐怖政治の影響が残っている。
老紫（ろうし）
声 - 宗矢樹頼
岩隠れの里の忍であり、四尾・孫悟空を宿した人柱力。赤い口髭が特徴の初老の男性。生前の性格は孫悟空曰く土影のオオノキより頑固だったらしい。血継限界である熔遁の使い手で、尾獣の力を使って開発した。戦闘では熔遁忍術を使って戦うが、黒ツチの熔遁とは異なり溶岩を使った術である。人柱力の能力の鍛錬のために里を離れるが、暁の鬼鮫に捕らえられ四尾を引き剥がされて死亡。第四次忍界大戦ではカブトの「穢土転生」によって蘇生され、オビトによって新たなペイン六道にされた。孫悟空がナルトと心を通わせたことで、40年に渡った自分と孫悟空の在り方を見つめ直し、最後に孫悟空の名前を口にし和解する。
ハン
声 - 安元洋貴
演 - 寒川祥吾
岩隠れの里の忍であり、五尾・穆王を宿した人柱力。頭に傘を被り、茶色いマスクと黄褐色の鎧、煙を噴く大きな瓢箪のような物を身につけた大柄な男性。語尾に「～だで」と付ける。蒸気の力によって強化された強力な体術で戦う。生前は里の者達から疎外されており、彼が暁によって尾獣を奪われて死亡した際には、暁に感謝する者さえいたとされた。第四次忍界大戦にてカブトの「穢土転生」によって蘇生され、マダラによって新たなペイン六道にされた。
ウタカタ
声 - 鈴村健一
演 - 大野涼太
霧隠れの里の抜け忍であり、六尾・犀犬を宿した人柱力。黒い長髪で、水色の着物を着ている。水遁系の忍術を得意としており、特にシャボン玉を使った忍術を使う。小隊「蛇」が暁の傘下に入った時点では既に死亡していた。疾風伝オリジナルストーリー「六尾発動の章」ではその過去が具体的に描かれており、一見すると冷静な性格だが頑固な所があり、そのため非常に気難しいが根は優しい。
過去に師匠のハルサメに殺されかけたことから「師匠」という存在を忌み嫌い里を抜け、成り行きで出会った土蜘蛛一族の少女・ホタルから弟子入りを志願されるが、前述の過去を引きずり断り続けていた。その後土蜘蛛一族とのいざこざにナルト達と共に巻き込まれるが共闘してホタルを助け、その後過去のしがらみを断ち切ってホタルと正式な師弟関係を築くことを決意する。旅立つ前に霧隠れの里と和解するため、自分を連れ戻しに来ていた追い忍部隊に会いに行くが、部隊を壊滅させて待ち伏せていたペイン六道に攻撃されて重傷を負い、暁のアジトに連れ去されて尾獣を奪われて死亡した。
第四次忍界大戦ではカブトの「穢土転生」によって蘇生され、トビによって新たなペイン六道にされた。原作では既に死亡していてナルトとは面識がないため特に語り合う場面などはなかったが、疾風伝では「六尾発動の章」でナルトと出会って上記の出来事があったため、アニメで再会した時は心境やペインとの戦闘などの過去をナルトの精神空間内で語る場面が追加された。なお、互いが人柱力だと知ったのはこの時だった。
フウ
声 - 白石涼子
演 - 倉知あゆか
滝隠れの里のくノ一であり、七尾・重明を宿した人柱力。橙色の眼で黄緑色の髪をした色黒のくノ一。赤く巨大な巻物を背負っている。一人称は「あっし」で「～っす」が口癖。自由奔放かつ一度言い出したら聞かない上に場の雰囲気を全く読めないなど好奇心旺盛で無邪気な性格をしており、周囲の忍達を悩ませている。「鱗粉隠れ」という術を使用し、粉の反射光で相手の視界を奪うことができる。七尾の力を利用して空中を飛行することも可能。アニメでは巨大なサソリをクナイ一本で倒すなど身体能力も高い。
アニメ版『疾風伝』では生前の様子が描かれており、ナルトが旅に出て2年後の時点ではまだ存命しており、人柱力の中では珍しく里の者達から疎外されている様子もなかった。しかし人柱力故に一度も里の外へ出たことが無いため、好奇心から木ノ葉隠れ・砂隠れが共同開催する中忍試験への参加を勝手に申し込み、里長のシブキから里の上忍である護衛のケゴンとヨウロウを、対外的には受験者と偽って同行させるという制限付きで参加を許可された。中忍試験終了後にはケゴンやヨウロウと共に暁の飛段や角都と対峙しており、その後何らかの形で暁に尾獣を奪われて死亡している。第四次忍界大戦ではカブトの「穢土転生」によって蘇生され、マダラによって新たなペイン六道に改造された。
うちはマダラ
声 - 内田直哉、井上剛（少年）
演 - 伊勢大貴（2021年）→中村誠治郎（2022年以降） / 市川猿之助・片岡愛之助（2018年歌舞伎版・ダブルキャスト）→中村梅玉（2019年歌舞伎版）
かつてのうちは一族の長であり、木ノ葉隠れの里の創始者の一人。千手柱間の宿敵。サスケの一世代前の大筒木インドラの転生者。長髪で前髪で右目を隠している部分を除けば、同族の子孫であるサスケやイタチに似た顔立ち。弟のうちはイズナ（声 - 杉山紀彰→時永洋、東内マリ子（幼少期））の死後には、彼の万華鏡写輪眼を移植して「永遠の万華鏡写輪眼」を開眼した。
柱間とは幼少期に川で水切りをしていた時に出会い、それからは忍としての技を競い合ったり、自分達の理想について語り合ったりして親密さを深めていったものの、互いの一族が判明してうちは一族の長として千手一族の長である柱間と戦った。戦いの中で5人の兄弟の中でただ1人生き残った弟のイズナを失い、「永遠の万華鏡写輪眼」を手に入れて弔い合戦を挑むも敗北し、和平協定の申し出に条件として柱間が自害するか弟である扉間を殺すことを迫るが、対する柱間が躊躇なく自らの命を絶とうとしたことで和平を結ぶことを決めた。
その後は千手一族と共に里を興して名を「木ノ葉隠れの里」と定め、柱間からは里の長である火影になることを打診されたが、多くの人々が柱間を火影に推し、上役による相談で柱間が火影に決まってしまった。扉間がうちはの瞳力を危険視していることを知ると、うちは一族が千手一族に支配されてしまうことを危惧して一族に里を出ることを訴えるが相手にされずに失望し、うちは一族に伝わる石碑を参考にして「月の眼計画」を画策して柱間と袂を分かち里を抜け、後に戻ってきて終末の谷で柱間に戦いを挑んだものの、壮絶な戦いの末に敗北した。
しかし死後に右目に仕込んでいたイザナギが時間差で発動したことにより復活し、柱間の細胞を移植することで辛うじて生き永らえ、柱間細胞を利用した人造生命体である白ゼツを大量に生み出して自らの手足として使役するようになった。その後、瀕死の重傷を負っていたオビトを助け出して言葉巧みに誘導し自らの協力者として育て上げ、月の眼計画を託してこの世を去った。計画ではオビトが育て上げた長門の「輪廻天生の術」で蘇るはずだったが長門の死で計画が頓挫し、結果的に第四次忍界大戦の際にカブトの「口寄せ・穢土転生」によって不完全な蘇生を果たした。
復活後は規格外の実力で忍連合軍を追い込み、五影達全員を相手に圧倒して重傷を負わせる。その直後にイタチによって「穢土転生」の術が解かれるが、自ら印を切ることで口寄せ契約を解除し、不死身の体と無尽蔵のチャクラを手に入れた。その後歴代火影たちが参戦すると、宿敵である柱間と互いに万全の状態で戦うべく一旦戦場を離れるが、オビトがナルト達に敗北すると黒ゼツにオビトを操らせ、「輪廻天生の術」を強制的に発動させて完全復活を遂げた。
復活後は柱間を拘束して仙術チャクラを奪い、白ゼツを介して右目の輪廻眼を回収、解放された一尾から七尾、ナルトとキラービーから引きずり出した九尾と八尾を外道魔像に封印し、それを吸収して十尾の人柱力となる。そして「八門遁甲の陣」を発動したガイと対峙し、ガイを倒した後は自分と同じ六道の力を得たナルトやサスケと戦い、カカシの左目の写輪眼を奪いそれを使ってオビトに移植された左目の輪廻眼を奪い取ると、両目に輪廻眼を揃えて遂に「無限月読」の発動に成功した。
しかしその直後に黒ゼツに背後から襲われ、ハゴロモの石碑は黒ゼツの手によって書き換えられていたこと、黒ゼツと白ゼツのそれぞれの正体、そして自身がカグヤ復活のための駒に過ぎなかったことを伝えられ、そしてカグヤの触媒とされた。カグヤが封印された際には十尾から排出されるが、外道魔像ごと全ての尾獣達が抜けたために既に虫の息であり、最期は柱間とかつての親友だった頃のように対話しつつ静かに息絶えた。

## 五影歴任者
風影
烈斗（レト）
声 - 松本忍
初代風影。圧倒的な力で、砂漠の強者を治めた砂隠れの創始者。初の五影会談の折、木ノ葉の里には隣接する肥沃な土地を、他里には柱間から尾獣を購入する金額の3割の提供を要求した。
沙門（シャモン）
二代目風影。スキンヘッドに龍の刺青をしている。初の五影会談では初代風影を護衛した。風影に就任すると里のさらなる軍拡を目指し、守鶴を兵器として転用するため人柱力の研究を開始した。また、寡兵で大軍と渡り合うために傀儡忍術の開発等も行い自里の軍事力を向上させた。
水影
水影は代々、霧隠れの里内で最強の忍が就任する。
白蓮（ビャクレン）
声 - 日野聡
初代水影。長い髭を蓄えた左眼が隻眼の高齢な老人。戦国時代を生き抜き自らの才覚で霧隠れの里を興し、五大国の一つに数えられるまでにした英傑であるが、余りに厳格過ぎる性格のため自里が他里との交流を隔絶する元ともなった。初の五影会談では風影の要求を窘めた。
三代目水影
長髪が特徴の人物。側頭部には等間隔に小さな球体のような物を付けている。
初の五影会談では、初代水影の護衛を務めた。後に大筒木ハゴロモに他の歴代五影と共に浄土から呼び寄せられ、口寄せの術によりナルト達をカグヤの空間から連れ戻した。このことから既に死亡している模様。歴代五影の中では唯一、容姿以外の詳細が一切不明となっている。
土影
イシカワ
声 - 中根徹（『疾風伝』第332話）→近藤隆（『疾風伝』第382話以降）
初代土影。オオノキの祖父。ダジャレが好きな老人。幼い頃のオオノキに己の中の意思が大切な事を教えた。オオノキや無と同様飛行する能力を持つ。初の五影会談では初代風影の要求に驚きを見せた。
雷影
雲隠れの里最強の忍が、代々、雷影と「エー」の称号を継承する。
初代・エー
声 - 後藤光祐
初代雷影。ジミ・ヘンドリックスに似た風貌をしている。語尾に「～よ」と付ける。雲隠れの里を興し卓越した統率力で里を率いた。初の五影会談では、初代風影の要求に怒りを見せた。
二代目・エー
二代目雷影。特徴的な髪型と顎鬚を生やした男で、右肩に防具、胸に勲章を着けている。初の五影会談での護衛など長く初代雷影の護衛を務め、その信頼感から二代目に任命された。友好的な性格で、初代からの宿願であった木ノ葉との同盟を締結した。その式典の際、金角・銀角兄弟によるクーデターにより、二代目火影と共に騙し討ちに遭った。

## 大筒木一族
大筒木カグヤ（おおつつき カグヤ）
声 - 小山茉美
ハゴロモとハムラの母。地面にまで届くほどの長い白髪で頭に2本の角を生やし、両目に白眼、額に第三の眼として「輪廻写輪眼」を有する。神秘的な概観に反して内面は酷く歪んでおり、自らのチャクラを奪う形で生まれてきた息子のハゴロモとハムラの事は所有物同然にしか思っておらず、ナルトとサスケに彼ら2人の面影を見出して涙する一方で、かつて2人に封印された憎悪、さらには醜悪なまでの独占欲や支配欲を見せた。このためナルトからは「子離れの出来ない母親」と見なされて、同時に「心が無いようだった」と評された。
写輪眼・白眼・輪廻眼の三大瞳術の力を行使するだけでなく、屍骨脈や氷遁といった「血継限界」やその最上位に当たる「血継網羅」に当たる術をも使用する事が出来る。さらに、特定の人間を6つの別空間に強制転移する「天之御中」や、空間に穴を開けて6つの空間内を自在に行き来する「黄泉比良坂」、掌から灰骨を放出して対象を灰塵に帰す「共殺の灰骨」なども使用可能。自身もまた十尾化することが可能であり、その際には額に輪廻写輪眼の模様がある巨大な兎の姿に変化する。これは十尾を体内に取り込む人柱力としての尾獣化とは異なり、神樹と融合して十尾そのものと化すといったものだが、黒ゼツによればこれは六道仙術に呼応して尾獣達が分離しかかっている安定していない姿だという。
かつてハゴロモが書き残したとされるうちは一族に伝わる石碑によれば、人類がチャクラの存在すら知らなかった遥か昔に、人々の信仰の対象とされていた神樹に成った「チャクラの実」を食べ、その力で乱世を治めたことによって、人々から「卯の女神」と崇め讃えられたが、チャクラを取り戻そうとした神樹が十尾と化し、それをハゴロモとハムラが月に封印したとされていた。
しかし実は石碑は黒ゼツの手によって書き換えられており、実際のカグヤは次第にチャクラの絶大な力に溺れ、その力を人々に向けて「無限月読」によって人々を奴隷同然に支配するようになったため人々から恐れられ、いつしか「鬼」と呼ばれるようになっていった。しかしその後、自らが産んだハゴロモとハムラの2人にチャクラが分散したことから、後にチャクラを取り戻すために2人と戦うも、死闘の末に敗北して月に封印されることとなった。しかし封印される寸前に第三の子として黒ゼツを産み落とし、以降は黒ゼツがカグヤの意志を継いで様々な暗躍を重ね、永き戦乱の時代の裏で復活の機会を虎視眈々と狙っていた。
そして第四次忍界大戦終盤、黒ゼツに唆されたマダラが進めていた「月の眼計画」の最終段階として、十尾の人柱力となって両目に輪廻眼を揃えたマダラを触媒として利用し、「無限月読」にかかった者達から大量のチャクラを吸収することで復活を遂げた。そしてチャクラを取り戻すためにナルトとサスケの命を狙い、2人をサクラ・カカシ・オビトと共に自身の空間に引きずり込んで黒ゼツと共に5人を追い詰めるが、仲間達を守って死んだオビトの犠牲や、オビトに両目の万華鏡写輪眼を託されたカカシの瞳術、それにサクラのサポートなどもあり、最後はナルトとサスケの2人による「六道・地爆天星」を受け、9体の尾獣および触媒となったマダラを引きずり出され、黒ゼツ共々新たに始球空間に形成された月へと封印された。
大筒木ハゴロモ（おおつつき ハゴロモ） / 六道仙人（りくどうせんにん）
声 - 立川三貴、中根徹（九喇嘛の回想）、加藤将之（青年時代）
演 - 北村圭吾
カグヤの長男でハムラの兄。2本の角を生やし、額には第三の眼のような模様がある。片方が太陽、片方が月を模した錫杖を携えている。三大瞳術の一つである血継限界「輪廻眼」の最初の開眼者にして、体内に十尾を宿した最初の人柱力。写輪眼の最初の開眼者でもある。カグヤの力を濃く受け継いでおり、印を結ばずに術を使うことができる。若い頃から才能を発揮し、雷遁や風遁、医療忍術で腰を直すなど様々な術を使いこなした。その力故後世には「全ての始まり」「創造神」「破壊神」「忍の神」などと伝えられ、実在性さえ曖昧な神話のような存在として扱われてきた。
ふとしたきっかけで出会ったガマ丸により、神樹の正体を知ってからはカグヤに対抗することを目的として仙力を習得、カグヤと戦うため村の人々を遠ざけた後カグヤの元に乗り込み、自身の翻意を知られているカグヤから彼女の出自と目的を聞かされ、もう一度説得を試みるも通じず、カグヤに操られた弟のハムラと交戦、やむを得ずハムラに致命傷を与えた後、カグヤに会う直前にガマ丸から渡された仙力の秘宝を使ってハムラを蘇生し、その後ハムラと共にカグヤと彼女を守るため十尾になった神樹との激しい激戦の末、カグヤを月に封印、十尾から作り出した尾獣達の住処を定め、カグヤとの戦いで荒廃した世界を作り直すための旅に出ており、その道中での様々な人間との出会いを通して、チャクラは個々を繋げる力であると説く「忍宗」を開き、自身はその僧侶にして忍の始祖となった。後に二人の息子を儲け、双方に後継者の資格を見る試練の旅をさせ、その旅の結果を見て死の間際には平和には力が必要だと悟ったインドラではなく、平和には愛が必要だと悟ったアシュラを自分の後継者に指名し、これが彼らの子孫の代まで続く両者の確執を生む原因となってしまった。自らの体から解放し分割した尾獣達を実の子のように思っていたようであり、死の間際には「お前達は離れていても一つ、いずれ正しく導かれる時が来る」と尾獣達を諭した。尾獣達からも父親のように慕われていたらしく、当時幼かった九喇嘛も彼の別れの言葉に涙を流していた。
その死後は千年以上もの長きの間チャクラだけでこの世を漂い、忍宗の行く末と自分の二人の息子の転生者達の争いを見てきた。第四次忍界大戦ではマダラにより瀕死の状態に陥ったナルトとサスケの精神世界に現れ、自分と同じ十尾の人柱力となったマダラを止めさせるべく二人に自身の力を託した。その後サスケに切断されたマダラの下半身に、インドラとアシュラおよび九喇嘛のチャクラが合わさった事で一時的に復活し、浄土から歴代の五影達を口寄せして共に「口寄せの術」でナルト達を現実世界に呼び戻した。その後にサスケが「革命」を宣言した際には、直後に現実世界にいる限界が訪れ、サスケのことをナルトに託して昇天した。
大筒木インドラ（おおつつき インドラ）
声 - 近藤隆（青年時代）、志田有彩（少年時代）
ハゴロモの長男でアシュラの兄。生まれながらに仙人の「眼」（チャクラの力と精神エネルギー）を授かっている。性質変化は「雷」と「火」（アニオリ設定）。弟とは違い優秀で強い瞳力とセンスによって何でも一人の力でやり抜き、己の力が他人とは違う特別なものと知り、平和には「力」が必要だと悟った。疾風伝では忍宗の後継者を決めるため兄弟に与えられた試練の旅では目的地の村に辿り着くも「ここの人間には力が足りない」と断じ、自らの力のみで神樹を処分し村人達に水を与えたが、その結果水の利権を巡った争いにより村が壊滅したために忍宗の後継者の資格を失い、自分が撰ばれなかったことによる憤りから自分を慕う友人二人を殺害、それにより万華鏡写輪眼を開眼し、アシュラに戦いを挑むも敗北し逃亡、力を理想とする一派（後のうちは一族）の祖となり、ハゴロモの死の直前には「アシュラとその一族、そして忍宗をこの世界から滅ぼすまで戦い続ける」と告げた。彼の死後もそのチャクラは消えることなく転生を繰り返し、マダラを経て現在はサスケに転生している。
大筒木アシュラ（おおつつき アシュラ）
声 - 杉山大（青年時代）、大原桃子（少年時代）
ハゴロモの次男でインドラの弟。生まれながらに仙人の「肉体」（生命力と身体エネルギー）を授かっている。性質変化は「風」（アニオリ設定）。写輪眼の瞳力が通用しないという特異体質を持つ。兄とは違い落ちこぼれで一人では何もできなかったが、自身の努力と他人の協力により肉体のチャクラの力を開花させ、インドラと並ぶ力を得た。そして皆の協力と助けがあったからこそ強くなれたと理解し、平和には「愛」が必要だと悟った。（以降アニオリ設定）元々忍宗の後継者になるつもりは無く、ハゴロモに忍宗の後継者に指名された際は驚愕、「自分には兄のような忍宗の才はない」と納得しなかったが、協力という繋がりこそ本当の力だと感じたからこそだとハゴロモに諭され六道仙術を託された。その後それを認めなかったインドラに戦いを挑まれるも勝利、後の千手一族の祖となった。疾風伝では少年時代からの友タイゾウ（声 - 木島隆一（青年時代）、東内マリ子（少年時代））と、忍宗の後継者を決めるため兄弟に与えられた試練の旅をし、その目的地で出会ったカンナ（声 - 相川奈都姫）という女性と結婚し3人の子をもうけている。彼の死後もそのチャクラは消えることなく転生を繰り返し、千手柱間を経て現在はナルトに転生している。
大筒木ハムラ（おおつつき ハムラ）
声 - 江川央生（THE LAST）、細谷佳正（青年時代）
カグヤの次男でハゴロモの弟。額に2本の角が生えており、両目にはカグヤから受け継いだ白眼を有している。（以降アニオリ設定）かつてハゴロモと共にカグヤと対立することを決めた後、それを察知したカグヤに白眼の力で洗脳され、ハゴロモと戦った。そしてハゴロモに胸を貫かれた直後、膨大な仙力（自然エネルギー）がつまったガマの国の秘宝で回復させられたことで、洗脳が解けると共に新たな力を手に入れ、再び兄弟で十尾と一体化したカグヤに立ち向かい、激戦の末にこれを封印した。戦闘後には大筒木一族の長となり、十尾の抜け殻である外道魔像を監視するため、一族と共に月へ移住した。『THE LAST』では兄ハゴロモ同様、自分のチャクラを受け継いだヒナタの前に現れ、トネリを止めるよう託した。

## 口寄せ動物

### 蝦蟇
木ノ葉隠れの里から歩いて1ヶ月程掛かる迷いの森の奥にある秘境「妙木山」に住む蝦蟇達。かつては人間と交流を持たなかったが、自来也が妙木山に迷い込んだことがきっかけで木ノ葉と関わるようになった。契約者は自来也、ナルト、ミナト、木ノ葉丸。契約の巻物は現在木ノ葉丸が管理している。
ガマブン太（ガマブンた）
声 - 渡部猛→中博史
ガマ吉とガマ竜の父。煙管を銜え、腹にさらしを巻いて法被を羽織った親分肌の大蝦蟇。ナルトとは主従が逆転しており、ナルトが子分で、ブン太が親分という奇妙な関係。性格は仁侠の親分そのもので、自来也でも手に負えないと言うほど豪胆。ドスの利いた岡山弁がそれに拍車をかけている。
水遁系の術、ドスと自らの体を利用した攻撃を主とする。体の大きさもケタ外れで、戦闘の際には地形が変わってしまうほど。
守鶴となった我愛羅との闘いでは、ナルトに対し「まだお前と盃を交わしていない」という理由で守鶴の相手を面倒くさがっていたが、息子のガマ吉を助けられたと聞いて、その恩に報いるためと、ガマ吉をいじめた守鶴に仕返しをするためナルトに力を貸して守鶴と闘った、短冊街近郊で本来の主である自来也に口寄せされた際は、綱手のカツユと共に大蛇丸が呼び寄せたマンダと激突した。
第二部ではガマケンと共にペイン六道の口寄せした怪物群と戦うも、ペイン天道の攻撃により戦闘不能になり撤退、その後任務帰りのガイ班に里の危機を伝えた。第四次忍界大戦では詳細は不明だが「手打ちのゴタゴタ」で妙木山を動けず、ガマ吉を派遣した。
モデルは俳優の菅原文太。
ガマ吉（ガマきち）
声 - 上田燿司
ガマブン太の子でガマ竜の兄。
岡山弁であり、父に似て強気な性格。おやつを欲しがる癖がある（具体的に何が食べたいのかは謎）。第一部の時点では実在の蝦蟇と同じ位の偵察向きのサイズをしていた。
第一部ではナルトと自来也がそれぞれ、ガマブン太の口寄せを失敗した時に登場。第二部では巨大な姿に成長し、アニメでは火遁と剣を使用している。ペイン襲来事件では負傷した綱手を単身避難させた。第四次忍界大戦では「手打ちのゴタゴタ」で動けなかったガマブン太の代わりにナルトに口寄せされ、その際には煙草を銜え父と同じドスを携えていた。十尾の人柱力となったオビトとの戦いでは、口寄せの時間切れで消える直前に仙術である水飴鉄砲を放ち、ナルトと扉間に十尾の人柱力の弱点が仙術であることを気付かせるきっかけを作った。
ガマ竜（ガマたつ）
声 - 重松朋
ガマブン太の子でガマ吉の弟。
父や兄と比べるとのん気な性格。ガマ吉同様、おやつを欲しがる癖がある（具体的に何が食べたいのかは原作では謎だが、アニメでは人間が食べるような菓子類を頬張ったり、カエルらしくハエを追い回したりする場面がある）。
ナルトと自来也がそれぞれ、ガマブン太の口寄せを失敗した時に登場。作中には出てきていないが、第二部では巨大な姿に成長し、アニメではガマ吉・ナルトとの修行により水遁を使えるようになった。
ゲロ寅（ゲロとら）
声 - 浦山迅
胴体が大きな巻物の形をした、山でもかなり珍しいとされる「巻物蝦蟇」の一匹。契約者の体内に「蔵入り」し、契約者が死するまで機密情報を堅守する。
体内から出た時は胴体が縮んでいる時がある。ナルトに掛けられている四象封印の鍵を持つが、自来也に触られることに抵抗を持つ。これはナルトの修行中、自来也が九尾のチャクラのコントロールを身につけさせようと鍵を緩めた結果、九尾化したナルトに重傷を負わされたためである。
自来也に蔵入りしていたが、ペインとの戦闘前に出され、後にサスケと戦うことを決意したナルトに蔵入りする。
ガマヒロ
声 - 大西健晴
腹巻きを巻いており、背中の2本の刀で戦う大蝦蟇。
主に「口寄せ・屋台崩しの術」発動の際に呼ばれ、初登場時は木ノ葉崩しの最中だった。ペイン襲来時にはガマブン太・ガマケンと呼ばれ、共にペインの口寄せ動物と戦った。第四次忍界大戦ではナルトが口寄せし、白ゼツの部隊をまとめて押しつぶしている。
モデルは俳優の松方弘樹。
ガマケン
声 - 斧アツシ
背中に防御用の大皿を背負い、攻撃用の刺又を持った大蝦蟇。「自分、不器用ですから」が口癖。
雨隠れではペインの口寄せ動物に対抗する形で自来也に呼ばれ、木ノ葉ではガマブン太らと共にペインの口寄せした怪物と戦った。
モデルは俳優の高倉健。
コウスケ
声 - 酒巻光宏
ゴーグルを首に掛けている連絡蝦蟇。
ナルトが妙木山に修行に行っている間、火影の部屋で待機していた。木ノ葉がペインによる襲撃を受け始めた頃、それを伝えるべく妙木山に戻る直前にダンゾウにより密かに殺された。修行中のナルトが木ノ葉の異変に気付いたのは、契約者の巻物からコウスケの名前が消えていたのがきっかけだった。
フカサク
声 - 西川幾雄
二大仙蝦蟇の一人。
シマのことをいつも気遣っているが、うるさく思われている。相手を呼ぶ時はちゃん付けで呼ぶ。自来也に仙術を教えた師匠でもあり、彼や蝦蟇達からは「頭（かしら）」「じじ様」、ナルトからは「じいちゃん仙人」と呼ばれている。
自来也の仙人モードでは妻のシマと共に自来也の肩に乗り、自然エネルギーの吸収や情報収集および分析を行う。舌を硬化させて敵を斬る仙術を使用できる（アニメでは水流を吐き出して切り裂く別の術を使用）。
自来也の死に際に、背中にダイイングメッセージを焼き付けられペイン六道の秘密を託された。自来也の死後は妙木山にてナルトに仙術の修行をつけた。木の葉でのペイン戦では、シマと共に幻術を使用する寸前でペイン天道の万象天引で引き寄せられたところを金属棒で刺されて一旦は死亡したが、ナルトとの対話で心変わりした長門の「外道・輪廻天生の術」で蘇生する。
『臨の書』では自来也の肩に乗る夫婦ガエルと言う構想はあったもののデザイン的に大変と言う理由でボツにされたが、フカサクとシマの設定はそのアイデアの翻案である。
名前のモデルは深作欣二。
シマ
声 - よのひかり
二大仙蝦蟇の一人でフカサクの妻。
何かと口うるさく、常に今晩の料理を考えている。ナルトが妙木山に修行に来た際は、虫や小動物を調理した料理を出した。料理は木ノ葉まで買い出しに行くこともある模様。なお、彼女は自身の料理に相当プライドを持っているらしく、食べてもらわないと怒り出す一面もみられる。自来也からは「姐（ねえ）さん」と呼ばれていた。ガマ達からは「シマおばぁ」と呼ばれている。
フカサクと共に自来也の肩に乗り、自然エネルギーの吸収や情報収集および分析を行う。火遁や風遁の術を使用できる。
名前のモデルは岩下志麻。
ガマ丸（ガマまる）
声 - 千田光男、中村章吾（過去編）
蝦蟇たちの長。「大ガマ仙人」と呼ばれていることが多い。
滅多に夢を見ないが、稀に見る夢は全て未来に起きる出来事の予知であり、自来也が妙木山に迷い込むことも予知していた。
作中での予言は「大筒木兄弟とカグヤの戦い」「尾獣たちを導く少年（＝ナルト）の出現」「自来也の妙木山訪問」「自来也の弟子が忍の世界に大きな破壊、あるいは平和を齎す」「ナルトがキラービーと出会い、その果てにサスケと戦う（まだ続きがあったが、全てを理解したナルトが遮ったため不明）」。
蝦蟇達からは「大じじ様」、ナルトからは「デカじいちゃん仙人」と呼ばれている。物忘れがひどく、他人の名前はすぐ忘れ「誰だったかいの？」と尋ねるのがお決まりだが、自来也が好色家ということだけはしっかり記憶しているほか、予言に関することは決して忘れない。六道仙人こと大筒木ハゴロモの時代よりもさらに古の時代から生きる歴史の生き証人であり、ハゴロモにとっては仙術の師匠でもある。「ハムラと共にカグヤと戦うことになる」「九匹のケモノの名を呼びたわむれる碧眼の少年が世界を変える」という予言を与え、仙術の修行をつけている。
アニメ版では、大筒木兄弟と出会った頃は普通の蛙の姿だったが、当時から仙人の力を強く発揮していた。神樹が飛来しカグヤが降り立った時から生きており、兄弟にカグヤと神樹の真実を教え、ハゴロモに請われ仙力（仙人モード）を授けガマの国の秘宝を渡した。インドラとアシュラが生まれた頃にはハゴロモと飲み友達になっており、月日毎に体が大きくなっていった。

### 大蛇
主に大蛇丸とその弟子たちが口寄せする。蝦蟇達における妙木山のように「龍地洞」と呼ばれる伝承の地に生息している。気性の荒い個体は逆鱗を持ち、それを取られるとおとなしくなる。契約者は大蛇丸、サスケ、アンコ、カブト、ボルト、ミツキ。
マンダ
声 - 天田益男
大蛇丸が口寄せする紫色の蟒蛇。
非常に気性が荒く、大蛇丸でさえ従わせるのは容易ではない。大勢の生贄を貰うのを条件に大蛇丸に渋々従っているようであるが、カブトには「大蛇丸が負傷していると知ったらすぐにでも裏切る」と言われていた。自来也のガマブン太や綱手のカツユとは旧知であるが、仲は悪く特にガマブン太とは犬猿の仲である。
素早い動きで敵に襲い掛かり、地中に潜ったり脱皮で敵の攻撃をかわしたりとトリッキーな戦い方をする。
デイダラとサスケの戦いの終盤に、サスケに口寄せされたが、幻術を掛けられてデイダラの自爆の盾に利用されるという悲惨な扱いを受け、最後までそのことを毒づきながら息絶えた。
二代目マンダ
カブトがマンダの細胞をあらゆる薬を使用し活性化させて作り出した大蛇で、コブラのような頭部を持つ。大きさ・強さ・感知能力は初代マンダをしのぐと言われ、初代とは違い手足が生えている。海中を移動して雲隠れの島亀を襲い、引っ繰り返した。
アオダ
声 - 後藤光祐
サスケが口寄せする青い大蛇。敬語を話し、一人称に「私（わたくし）」を用いる、人食いを好まないなど龍地洞の大蛇の中では温厚。気位は高く悪口を言われると「失敬な」と立腹するが、かつてサスケに命を救われた恩義から彼とその身内には従順な態度をとる。
第四次忍界大戦でナルトが口寄せしたガマ吉、サクラが口寄せしたカツユと共に新たなる三竦みを結成した。
大戦後もサスケには敬意を払っており、ミツキ捜索の過程で龍地洞を訪れたサラダを助けている。

### 蛞蝓
カツユ
声 - 能登麻美子
「湿骨林」に生息している大蛞蝓。契約者は綱手、春野サクラ。綱手の弟子であるサクラなどからは「カツユ様」と呼ばれている。扱いの難しいガマブン太やマンダとは違い、綱手やサクラに対して極めて従順に従う。綱手やシズネを様付けしたり、誰に対しても（敵である大蛇丸にでさえ）敬語で接するなど丁寧な言葉づかいが特徴的。体の大きさはガマブン太と比べても遜色ない。
分裂する能力を持っており、物理的ダメージでバラバラにされてもそれぞれが分裂体として独立するため、実際のダメージは負わない。また、固有術「蛞蝓大分裂」で一気に分裂することができる。分裂した個体はみな意識を共有しており、どれだけ離れていてもリアルタイムで情報伝達が可能。また一体を起点として、分身が張り付いている人物全員に綱手の医療忍術の効果を行き渡らせ治療することが可能。綱手の百豪の力に呼応して力を使用するらしく、綱手が瀕死の時には回復力が低下しており大蛇丸に疑問を抱かれた。綱手とサクラの合わせ技でカツユの一部を液体状に変化することが可能。
緊急時には木ノ葉の面々に綱手の言葉を伝える密偵として働き、ペイン来襲の際は無数に分裂して負傷者を治療すると共に、ペインに関する情報を聞き出し、ナルト達に伝えていた。第四次忍界大戦では、百豪の術を習得したサクラによって口寄せされ、ナルトが口寄せしたガマ吉、サスケが口寄せしたアオダと共に新たなる三竦みを成した。至極緻密なチャクラコントロールが必要な百豪の印をサクラが習得し自分を口寄せできたことに喜んだ。実は綱手に呼び出された際のガマブン太と同等サイズのカツユでさえ本体のごく一部から生まれた分列体に過ぎず、本体はガマブン太をも遥かに超える超巨大サイズである。百豪の術を発動した綱手とサクラが二人がかりで口寄せしても全体の10分の1しか呼べず、それでも忍連合軍全員の足場になれるほどに大きい。

## その他
サブちゃん
声 - 宝亀克寿
演歌忍者。巨大なアライグマのポン太を連れている。第二部では雲隠れのキラービーに演歌を教えていた最中に鬼鮫の襲撃に巻き込まれた。
猫バア
声 - 中嶋佳葉
空区で忍専門に武器を供給する闇商人一族を仕切っている老婆。頭目の証として猫の耳飾りを付けている。切り盛りする武器屋はかつてうちは一族の御用達であり、第二部で武器などの購入にやってきたサスケに対してイタチとの兄弟関係を言及していた。アニメ版『疾風伝』の回想では、サスケが里抜けする以前にとある任務でナルトやサクラとも会っていた。
タマキ
声 - 石川綾乃→稲瀬葵（「木ノ葉秘伝」以降）
猫バアの孫娘。疾風伝189話にも登場し、3年前ナルト達と会っていた。原作の最終話にも登場し、キバと縁側で談笑する姿が描かれている。サスケに惚れており、彼を見た時に赤面したのを見たナルトが自分に気があるものと勘違いした時には必死で否定していた。

## 小説版の人物
華氷
「カカシ秘伝 氷天の雷」に登場。霧隠れの抜け忍で血継限界・氷遁の使い手。元は霧隠れとの戦に敗れて併呑された一族の出身。過酷な仕打ちに耐えかねて抜け忍となり、波の国で傭兵稼業を営んでいたが、夫の死をきっかけに息子・薄氷と共に抜け忍の村を出た。しかし薄氷が事故死した際に抜け忍の子だという理由で見殺しにされたことで、世の中に絶望し我龍の誘いに乗った。その後飛行船「飛鯱丸」のハイジャックに加担したが、カカシとの対話の末に羅氷の凶行を目の当たりにしたことで正気に立ち戻り、カカシと協力して墜落を阻止した。事件後は本来死刑となるはずだったが、独自の術である「氷遁・地鎖連氷」の効果に目を付けたカカシの判断により、無為の後任として鬼灯城の城主に任命された。
羅氷
「カカシ秘伝 氷天の雷」に登場。霧隠れの抜け忍で血継限界・氷遁の使い手。華氷の兄だが彼女以上に過激な思想の持ち主であり、同盟の大義のために犠牲を払うことを何とも思っていなかった。
我龍
「カカシ秘伝 氷天の雷」に登場。霧隠れの抜け忍で、波の国に移住した抜け忍達のリーダー格。戦いから離れるために平民を装っていたが、ガトーの死後裕福となったことで金の亡者となった波の国の者達の迫害を受け、報復のためのクーデターを画策した。第四次忍界大戦でマダラが目指した平和の理念を正義と捉え、「真の平等とは個人の自由の管理である」という理念を掲げて龍波武装同盟を結成した。冒頭でナルトに捕えられ、鬼灯城に収監された後は一時脱走を試みたが、木ノ葉の忍によって阻止された。
ゲンゴ
声 - 斧アツシ
「シカマル秘伝 闇の黙に浮ぶ雲」に登場。黙の国の指導者。元は霧隠れの抜け忍だった。再不斬のかつての仲間でもあり、彼が水影暗殺のクーデター未遂の末に里抜けをした際にも行動を共にしていたが、長い放浪の末に変わってしまった再不斬を見限り、10年ほど前に同志達を率いて黙の国に現れ、当時圧政を誣いていた大名を追放して指導者となった。しかし同志達はその後始末しており、以降は自身の声を介した幻術と幻覚作用のある花の力を使って他者の心の隙を突き洗脳することによって、彼らを自身の思想に賛同する「革者」として自らの配下に従えていき圧政を行うようになった。一方でお飾り同然の大名が統治する現在の世の中の仕組みを憂い、忍が主導権を持つ世界を創るために革命を起こそうと目論んでいたが、最終的には自身の迷いを断ち切ったシカマルに追い詰められ、さらに鏃の術を舌に受けたことで喋れなくなり生け捕りにされた。
朧（ロウ）
声 - 楠見尚己
「シカマル秘伝 闇の黙に浮ぶ雲」に登場。シカマルの任務に同行する木ノ葉暗部の一員で、猿の面を被った壮年の男性。わかりやすく説明すると言って難しい言葉を並べ立てて、余計にわかりにくくする話し方をする。
自身や他人のチャクラの量を自在に操って、気配を完全に消したり別人に偽装することができる隠密行動向きの能力を持つ。下忍の頃に自らの部隊が敵の襲撃で全滅し、仲間の屍の中で敵が去るまでじっとしていた際に現在の技遭を編み出したが、本人にとって仲間の死と引き換えに得た能力として大きなトラウマになっている。
黙の国の任務でその心の隙を突かれてゲンゴに洗脳されるが、チョウジとの戦闘で洗脳が解かれた。以降は多少表情豊かになり、シカマルにデートの指南をするなどコミカルな一面も見せるようになった。
鏃（ソク） / ヒノコ
声 - 齋藤綾
「シカマル秘伝 闇の黙に浮ぶ雲」に登場。シカマルの任務に同行する木ノ葉暗部の一員で、猫の面を被った少女。日向ハナビと同年齢。本名はヒノコ。忍者学校の卒業後はすぐに暗部にスカウトされた。「～し」が口癖。
針状に形態変化させたチャクラを放つ術を持つ。この術は一度狙いを定めた標的を追尾する機能を持ち、シカマルからも「暗殺向き」と評価されている。
第四次忍界大戦後に頭角を現してきたが、世の中が平和になった影響で自らの力が生かせないことに劣等感を抱いており、大名に仕えるだけの忍の在り方にも疑問を持っていた。当初はシカマルとも衝突を繰り返しており、黙の国の任務でゲンゴにその心の隙を突かれて彼に洗脳されてしまうが、テマリとの戦闘で洗脳が解かれ、任務後はシカマルに対しても心を開くようになった。
ミノイチ
声 - 木島隆一
「シカマル秘伝 闇の黙に浮ぶ雲」に登場。元木ノ葉の暗部だった忍で、第四次忍界大戦時に同じ部隊の仲間を皆殺しにして消息不明になっていた。大戦から2年後はゲンゴの部下となっていたが、黙の国に潜入してきたシカマル達に倒された。
カジュウラ
「我愛羅秘伝 砂塵幻想」に登場。血継限界・磁遁の使い手。
積木キド（つみき キド）
「サクラ秘伝 思恋、春風にのせて」に登場。木ノ葉の暗部の幹部。元「根」のメンバーで、当時はダンゾウの金庫番と呼ばれ、ダンゾウが裏で動く際の必要経費は彼が捻出していたという。
幼少期は貧しい家庭に生まれ、大病を患う父親は彼をアカデミーに入学させるために自身の薬を偽装し、その費用を入学金に当てた末に病死している。そのような生い立ちのために金銭に非常にシビアな一面を持つ。
軍事企業を作り、紛争を裏から操って巨万の富を得る野望のために第四次忍界大戦後に終末の谷でサスケとナルトの個人情報物質を採取して擬似的に尾獣の衣を得られる「尾獣ドラッグ」を製造し、写輪眼の能力を得られる「写輪眼ドラッグ」製造のために変化の術でサスケに変化させ、ドラッグでチャクラまでコピーした部下を使い各地の武器商人やテロ組織に接触・壊滅させることでサスケを誘きだし、写輪眼強奪を目論んだ。しかし密かに調査をしていたサイと接触したサクラが偽サスケのチャクラの秘密にたどり着いたことや本物のサスケが現れないことに焦り、サクラを拉致してサスケを誘き出そうとするも、サクラの反撃やサイといのの援護で尾獣ドラッグを飲ませた部下を倒された。自身もドラッグを服用し、尾獣化して尾獣玉まで使ってサクラを追い詰めるも、ドラッグの副作用による細胞死滅や彼女の反撃で敗北、拘束された。その後アジトに保管されていた尾獣ドラッグは全て押収され、里外に逃走した部下達も逃走中に本物のサスケにより全滅した。
なお、尾獣ドラッグは服用者のチャクラ量により尾の数が増え、限定的ながら尾獣化や尾獣玉の使用も可能。ドラッグ製造に必要な細胞は、六道仙人の血縁者を監禁・脅迫して体組織を提供させることで短期間でドラッグを量産していたが、この血縁者も彼の敗北後に木ノ葉の忍により救出された。
マギレ
「サクラ秘伝 思恋、春風にのせて」に登場。キドの部下の医療忍者。医療忍者としては効率重視の考えを持ち、キドと結託して尾獣ドラッグの製造を行っていた。アジトに乗り込んできたサイといのと交戦するも、2人の連携の前に敗北する。
コダカ、キイロ
「暁秘伝 咲き乱れる悪の華」に登場。追い忍の兄弟であり、コダカが兄でキイロが弟。もともとは「蜂部」という蜜蜂を使役する一族の出で、アナフィラキシーショックを利用した術を使用し、コダカがその術を、キイロがそれを守るための忍術を身に着けていた。一族の生き方に嫌気がさし、功名を焦ったキイロの暴走にコダカが付き合わされる形でイタチと鬼鮫を襲ったが、イタチに術のからくりを見抜かれて一蹴された。最後はコダカが自らの蜂でキイロを襲って自刃するという末路を迎えたが、実際にはキイロに打ち込んだ蜂を介してコダカの心臓に溜め込まれていたローヤルゼリーと蜂部の術を与えており（イタチは気付いていたが無視した）、キイロだけは生存していた。第四次忍界大戦の後に旅に出たサスケが出会った時には、さらに下の弟であるオオミツとコミツを引き取って共に暮らしており、また結婚して一児をもうけていた（明確にされていないが、恐らく妻は「浮かび上がる白」の漢入）。
飴雪
「暁秘伝 咲き乱れる悪の華」に登場。血継限界・泥遁の使い手。元は忍の一族の出だが、受け継いできた血継限界が柱間の木遁と同じ組み合わせでありながら違う術であったことで蔑視されており、それゆえに唯一普通に接してくれた歩々月を慕っていた。しかし住んでいた村が人身売買の一派に襲われた際、それを撃退するのに泥遁を使ったことで村から追われ、さらに共に逃げようとした矢先に歩々月が殺されてしまった。それでも「偽りの谷」に流れ着いて生きようと足掻いていたが心の底の虚無が埋められず、たまたま目撃した飛段の「儀式」に魅入られてジャシン教に入信した。その後ジャシン教の教義に従い飛段と交戦するが、最終的には「ジャシン様」への生贄として泥遁で「偽りの谷」を崩落させ村人を鏖殺。自身も直後に飛段の「儀式」の生贄となり殉教した。なお、この時飴雪が崩した谷の上には後に蜂部の兄弟が移り住み、村があった場所には漢入がやって来て陶芸の窯を構えている。
漢入
「暁秘伝 咲き乱れる悪の華」に登場。風の国の端にある「陶の里」に住む陶芸師。「花咲」を生み出した陶芸師・「満開の摩焼」の養女で、彼が生み出した「花咲」と呼ばれる独自の陶器デザインを再現しようと四苦八苦していた。晩年の摩焼が里を出て新天地を探そうとした理由をわからずにいたが、後になって「花咲」に必要な粘土が枯渇していたことが判明している。目的を果たして里を出ようとしたデイダラが里の中心を爆破した際、巻き込まれて破壊された陶器の破片に花模様が浮かび上がったのを見て「花咲」の技術を会得。再現のために必要な粘土を求めて里を出た。その後ははっきりしていないが、飴雪が崩落させた「偽りの谷」の跡地にたどり着き、泥遁・地盤泥化で生み出された泥を用いて「花咲」を焼いていることが示唆されている。
チノ
声 - 加隈亜衣
「サスケ真伝 来光篇」に登場。五大隠れ里が興る遥か昔に、うちは一族によって極地に追放された血之池一族最後の生き残りであり、血を操る血継限界・「血龍眼」を持っている。実力は闘技場での勝負で風心に勝利するほど。少女のような容姿だがサスケよりも年上であり、彼のことを「サスケちゃん」と呼ぶ。
かつて物心つく前に御屋城に拐われてしまい、そのままずっと御屋城の屋敷で忍の訓練を受けて生きてきたため、過去を何にも知らない自分を「空っぽ」だと卑下していた。その後は風心らと共に御屋城の護衛団に属していたが、御屋城の屋敷にあった血之池一族について書かれた書籍を見つけたことがきっかけで、風心を始めとする数人の仲間達と共に脱走した。やぐら統治時の霧隠れの里の裏切りなどを経て風心と2人で地獄谷に辿り着くと、血龍眼の真の力を解放しうちは一族への復讐を決意した。
うちは一族の末裔であるサスケや雷光団を見捨てた村への復讐のため、各国の忍を拉致して「起爆人間」に変え、里に送り込んで自爆させるというテロ行為を行っていた。その途中に復讐の対象であったサスケと偶然出会い、素性を偽り同行。その後湯の国の地獄谷で自身が一連の騒動の黒幕であったことをサスケに明かして彼を攻撃するも敗北し、彼の言葉を受けて改心し木ノ葉隠れの里に収監された。その後はかつての霧隠れとの因縁を知っていたメイの計らいにより、風心と共に霧隠れの里の忍として迎えられた。
風心（ふうしん）
声 - 遠藤大智、後藤光祐（ノワキ変装時）
「サスケ真伝 来光篇」に登場。血継限界・颱遁の使い手。元雷光団の首領。元々水の国の小さな島出身だったが、生まれ持った血継限界のせいで島民に恐れられており、後に島を襲った大嵐を彼の血継限界のせいだと疎んじられて迫害され、両親によって闘技場に売り飛ばされた過去を持つ。その後闘技場でチノに敗北したことで御屋城の護衛団に引き抜かれたが、チノと数人の仲間と共に脱走して「雷光団」を結成。以降あくどい者達から金品を巻き上げて、それを貧しい者に配る義賊行為を続けていたが、やぐら統治時の霧隠れの裏切りに遭い団は壊滅し、逃げ延びた先のかつて自分たちが助けた村にまで見捨てられてしまった。
登場当初は忍術を用いてノワキという体格の大きい男に変装し、サスケとチノと共に行動した。その後湯の国の地獄谷付近にて、サスケに正体を明かしそのまま戦闘になるも敗北して幻術を掛けられるが、チノの血龍眼のおかげで退却した。その後はサスケを尾行しチノとの戦闘中に合流、負傷したチノを庇った。その後チノと共に木ノ葉隠れの里に収監されるが、後に仲間達と共に霧隠れに迎えられた。
カリュウ
声 - 時永洋
「サスケ真伝 来光篇」に登場。血継限界・熔遁の使い手。元は雷光団の団員だったが、雷光団を見捨てた村に復讐するために後に「暗雷団」を結成して村を襲った。サスケによって捕獲・拘禁されるが、暗雷団を恨む村人によって焼殺されてしまった。アニメ版では雷光団壊滅後はチノと風心の元から去り、ひっそりと暮らしていた。そんな中で受けた風心の協力要請に快諾し、闘技場や地獄谷付近で風心の替え玉としてサスケを襲撃していた。その後地獄谷付近での戦闘でサスケに敗れ、チノと風心の敗北後は彼女らと共に木ノ葉隠れに投獄された後、霧隠れに迎えられた。
御屋城エン（おやしろ エン）
声 - 桐本拓哉
「サスケ真伝 来光篇」に登場。忍でありながら武器商人の男で、一代で莫大な財を積み上げたやり手だが、金さえ積めば誰にでも武器を売るその姿勢から「死の商人」と呼ばれていた。飄々とした言動だがかなり用心深い性格の持ち主であり、大蛇丸以上の数のアジトを持っている。闘技場の賭け勝負に出て、欲しい血継限界を持つ者を手に入れては自身の護衛団にしている血継限界コレクターでもある。闘技場でのサスケの活躍を見るとサスケと大蛇丸を呼び出し、一連の騒動についての発端や血之池一族の逸話をサスケに話した。
実はチノの父親であり、同じく血之池一族の生き残りの一人。仲間内での争いにより妻が命を落としたことを機に一族を見限り全滅させ、幼いチノを連れて地獄谷から出て武器商人となっていた。事件解決後にサスケが闘技場の全ての忍を倒して解放した後、カカシの要請による雷影率いる雲隠れによる違法賭博参加者の一斉摘発を免れ逃亡。その後はリゾート事業への方向転換を画策している。
水無月ユウキ（みなづき ユウキ）
声 - 時永洋
『イタチ真伝』に登場。下忍になったばかりの頃のイタチが所属していたユウキ班の担当教官だった。表向きは穏和な性格だが、内心ではイタチの力を妬んでおり、中忍試験に推薦しなかった。なお、『疾風伝』ではそのような面は見られない。
出雲テンマ（いずも テンマ）
声 - 鶏冠井美智子
『イタチ真伝』に登場。ユウキ班のメンバー。アカデミーでは年下であったイタチに対し少なからず対抗意識を抱いていたが、後には尊敬に近い感情を抱くようにもなった。後に里を襲撃したオビトによって殺害され、この出来事はイタチが写輪眼を開眼するきっかけとなった。
稲荷シンコ（いなり シンコ）
声 - 田村ゆかり
『イタチ真伝』に登場。ユウキ班のメンバー。三つ編みと九州弁が特徴。テンマの死後に自信の喪失により忍を辞めた。
小日向ムカイ
『イタチ真伝』に登場。木ノ葉の里の上忍。密かに里を裏切り、霧隠れと内通していた。日向一族の者だが、遠縁であるため、白眼は片目にしか開眼していない。
うちはイズミ
声 - 松井暁波
「イタチ真伝」に登場。うちは一族の忍で、イタチの同期であり幼馴染。性格は基本的に礼儀正しく温厚だが、イタチとの初対面では胸の前で手を組みながら話すなど乙女らしい一面もある。5歳の時に父親を九尾襲来事件で失い、その悲しみから写輪眼を開眼した。忍者学校時代には忍の実力が秀でていたイタチに恋心を抱き、初めて対面した時は上手く話しかけられなかったが、イタチが最上級生3人に絡まれた時に助けた事で、徐々に会話する良好な関係となっており、イタチもイズミに対し好意を持っていた。
小説版ではうちはのクーデター決行の前日、一族抹殺の任務を与えられたイタチが、一族への情を断ち切るために最初に手にかけた。その殺害方法は月読により「イタチと生涯を共にし、平和な世の中で天寿を全うする」という夢を見るというものであり、最後はイタチに感謝しながら死亡した。アニメ版では写輪眼の他に体術に秀で、他のうちは一族と共に里の暗部にマークされるほど成長しており、こちらではオビトと交戦するも歯が立たずに殺害されたこととなっていた。